# Historia del estado de Hidalgo

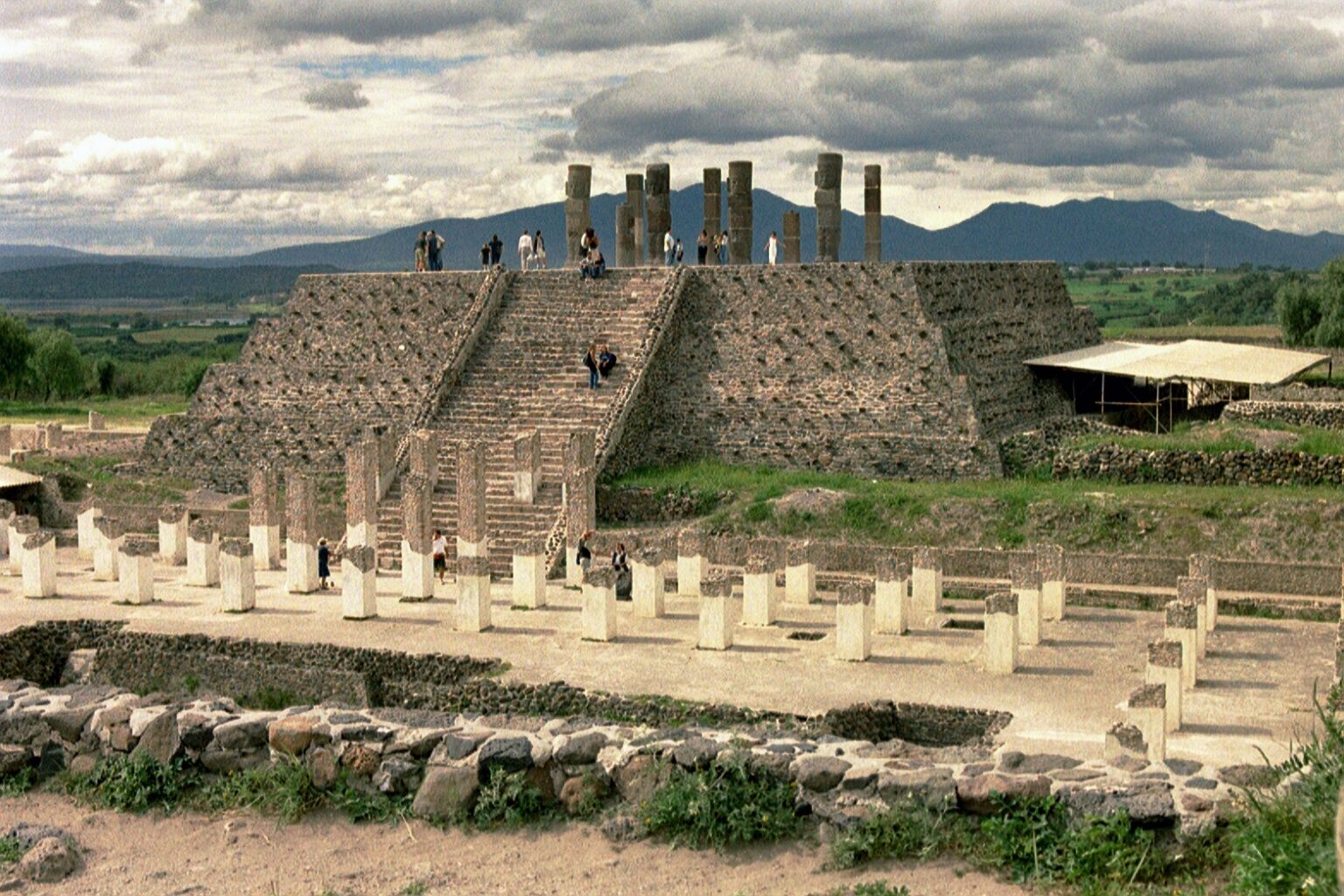
Pirámide de Tlahuizcalpantecuhtli (Pirámide B), donde sobresalen los Atlantes en la zona arqueológica de Tollan-Xicocotitlan, en Tula de Allende.

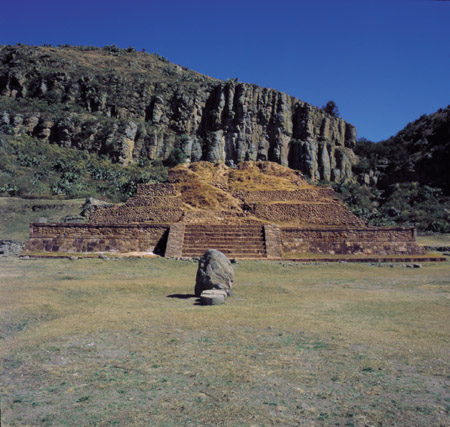
Zona arqueológica de Huapalcalco (del náhuatl huapalli o huapalitl, "tabla/viga pequeña"; calli, "casa", y la preposición locativa -co, “lugar de la casa de madera”.

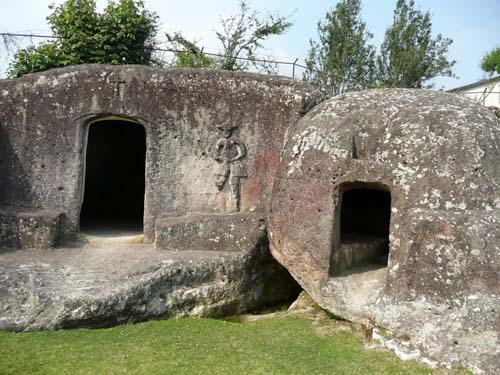
La Casa de Piedra en Zacualtipan, según la tradición, la construyó hacia 1538 el fraile Bernardo Quezada como penitencia para optar por una vida monástica.

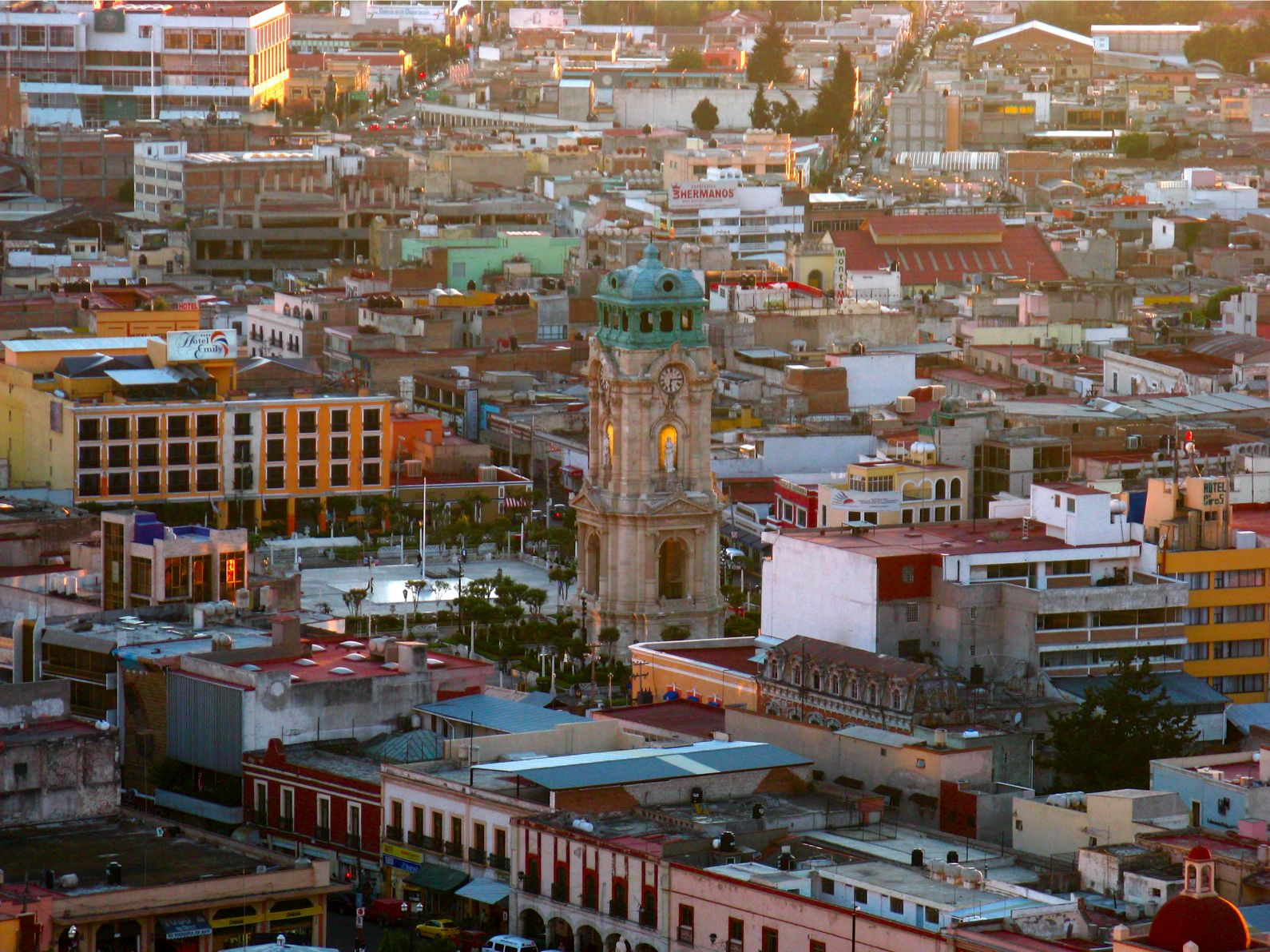
Vista panorámica del Centro Histórico de Pachuca de Soto: al centro sobresale el Reloj Monumental, imagen por antonomasia de Pachuca, construido para celebrar el Centenario de la Independencia Mexicana. En 2011, el Reloj Monumental y la Plaza Independencia fueron declaradas como zona protegida por decreto del H. Ayuntamiento de Pachuca, publicado en el Periódico Oficial del Estado de Hidalgo.

La historia del estado de Hidalgo data con registro arqueológico más antiguo encontrado en Hidalgo es un hacha, hallada en Huapalcalco. En el actual territorio de Hidalgo habitaron numerosos grupos indígenas, principalmente los toltecas, quienes fundaron Tulancingo y Tula. En el siglo XIV los mexicas se establecieron y debido a la cercanía de esta región respecto a la gran Tenochtitlán, la conquista española llegó pronto a suelo hidalguense.
Durante la Nueva España se descubren en 1552 las minas de plata de Mineral del Monte y Pachuca; con lo que se da inicio al establecimiento de una comunidad minera en la Comarca Minera. Pachuca formaba parte de uno de los centros mineros más importantes, ya que es aquí donde, por primera vez, se utilizó el método de amalgamación para la obtención de la plata, conocido como beneficio de patio. En 1776, Pedro Romero de Terreros pretendió suprimir el partido y reducir los jornales. Los mineros protestaron, y este movimiento se toma como el primer antecedente de los movimientos de huelga en México.
Durante la Independencia de México, el primer levantamiento insurgente es producido por Julián Villagrán en Huichapan; también en Huichapan, el 13 de septiembre de 1812 Ignacio López Rayón, conmemora aquí por primera vez el “Grito de Dolores”. En 1821, durante la consumación, los generales insurgentes Nicolás Bravo y Guadalupe Victoria llegaron a Tulancingo. Después de terminada la independencia se formó el Primer Imperio Mexicano, en 1823 Pedro Espinosa, gobernante de Pachuca, se adhiere al Plan de Casa Mata y se pronuncia por la Primera República Federal de México. En su salida de México Agustín de Iturbide permanece en Tulancingo del 3 al 20 de abril de 1823, escoltado por las fuerzas del general Nicolás Bravo. En 1828 las diferencias ideológicas enfrentaron a Nicolás Bravo y Guadalupe Victoria. Bravo se hizo fuerte en Tulancingo y entre el 6 y 7 de enero fue atacado por Vicente Guerrero.
Durante la Guerra de Estados Unidos-México se producen algunos enfrentamiento en Huejutla y Pachuca. Durante la guerra de Reforma uno de los últimos conflictos se desarrolló en Pachuca y Mineral del Monte, donde los conservadores; Félix María Zuloaga y Leonardo Márquez fueron vencidos por el liberal Santiago Tapia y el coronel Porfirio Díaz el 20 de octubre de 1861. Debido a la Intervención francesa en México, cuando el emperador Maximiliano I tomó posesión de la corona de México, el presidente Benito Juárez tuvo que trasladar la capital de la república a diferentes regiones; durante este recorrido el 31 de mayo de 1863 rumbo al norte del país, su primera parada ocurrió en el pueblo de Tepeji del Río. Algunas batallas se desarrollaron en Huejutla e Ixmiquilpan; Maximiliano de Habsburgo visitó Pachuca de Soto, Mineral del Monte y Huasca de Ocampo del 26 de agosto al 2 de septiembre de 1865.
El 16 de enero de 1869, el Congreso de la Unión emitió el Decreto de Erección del Estado de Hidalgo, por el presidente Benito Juárez Garcia, designando como capital del estado a la ciudad de Pachuca, a la cual le fue agregada la denominación «de Soto» en reconocimiento de Manuel Fernando Soto, originario de la ciudad de Tulancingo y quien es considerado el más importante impulsor en la creación del estado. El Porfiriato fue un periodo de estabilidad y mucho progreso económico en el territorio hidalguense especialmente en el desarrollo de las obras públicas para el saneamiento de las ciudades como Tula, Tulancingo y Pachuca. Pero también con severas desigualdades sociales lo que desencadeno la Revolución mexicana, campesinos inconformes del Valle del Mezquital y el Valle de Apan participaron en este conflicto.
Durante la Revolución mexicana la inestabilidad política no permitió el ejercicio del gobierno de ninguno de los tres poderes de Hidalgo (Ejecutivo, Legislativo y Judicial), durante este periodo desfilaron una serie de gobernadores; todos provisionales y de diferentes corrientes revolucionarias: villistas, convencionistas, carrancistas. En 1917 con la toma de posesión de Nicolás Flores quedan instaurados los tres poder de gobierno, históricamente se considera este hecho como la reanudación del régimen constitucional en el estado de Hidalgo.

## Etapa Lítica

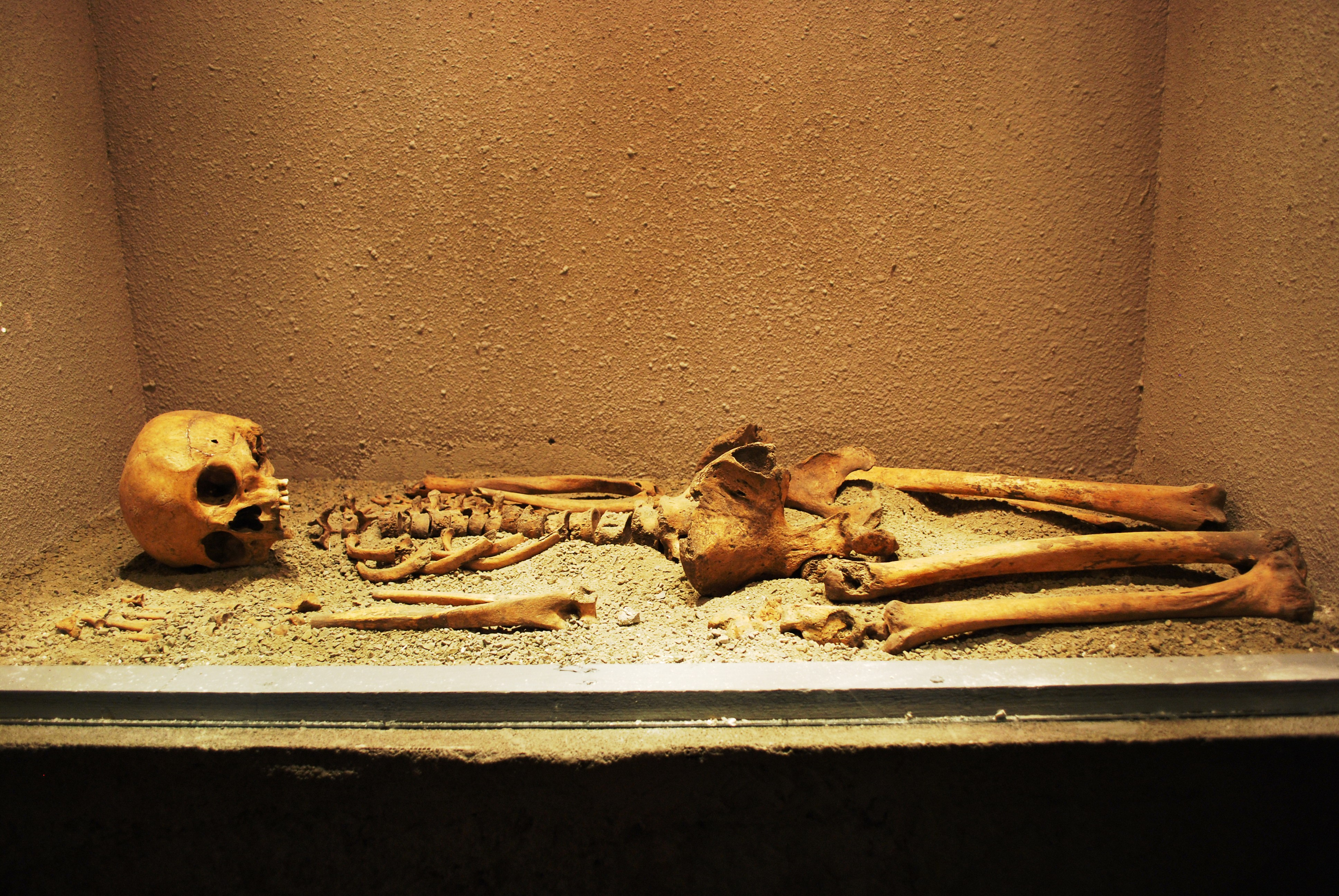
Restos humanos encontrados en la región Tula, en exhibición en el Museo Arqueológico Jorge R. Acosta.

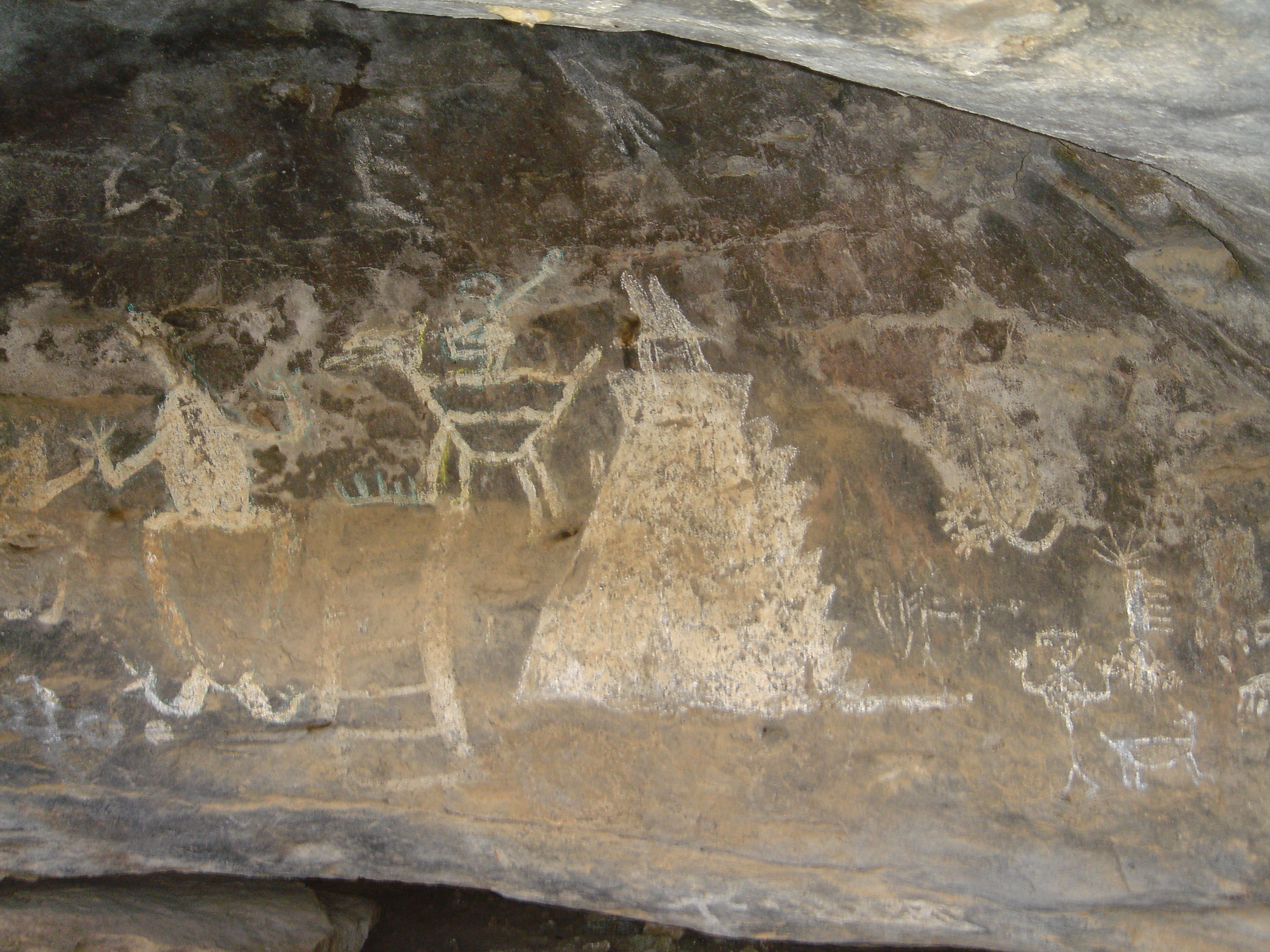
Pinturas rupestres de El Boyé en el municipio de Huichapan. En el estado de Hidalgo se cuenta con cincuenta y ocho sitios con pinturas rupestres, distribuidos en más de treinta municipios.

En la historia de México se conoce a la Etapa Lítica, como los siglos transcurridos entre los más antiguos indicios de actividad humana en México (llegada del hombre a América) y el desarrollo de las culturas sedentarias de Mesoamérica. Este período abarca aproximadamente desde el 33 000 a. C. y el 2500 a. C.
Restos de mega fauna se han localizado en varios puntos de la entidad, como en San Agustín Tlaxiaca, El Arenal, Atotonilco el Grande, Zempoala, Santiago de Anaya, Santiago Tulantepec de Lugo Guerrero, Atotonilco de Tula y Chapantongo. Los hombres de ese tiempo se dedicaban a la caza y a la recolección de frutos o raíces para subsistir. También trabajaban la piedra y habitaban en cuevas.
En el noreste de Hidalgo se han excavado varios sitios, entre los municipios de Metztitlán, Zacualtipán y Metzquititlán, en los que se han reconocido por lo menos tres momentos de ocupación humana: el primer periodo es el Clovis (11 500-10 800 a. C), con la caza como eje económico y social; el segundo es el Plainview (10 700–9000 a. C), articulado en dos momentos: el temprano, tecnológicamente y económicamente “paleoindio” y el tardío, con un enfoque mayor hacia la recolección y la caza mediana; el tercero Arcaico temprano-medio (8000–7,000 a. C), con diferentes momentos tecno-tipológicos y una economía basada sobre la recolección de vegetales y la caza menor.
Se ha encontrado evidencia de un asentamiento del periodo Clovis al noreste del estado de Hidalgo, denominado Oyapa, a un kilómetro en la localidad de Itztayatla en el municipio de Metztitlán. El cual tiene una extensa área de campamento y otra de taller, arriba de unos grandes yacimientos de sílex. Aquí se encontraron una amplia variedad de herramientas, como raspadores, cepillos, buriles, navajas y núcleos para navajas, núcleos para lascas, gravers y percutores. En el sitio de La Calzada, en Metztitlán, donde se han encontrado varios objetos con fechamientos de radiocarbono que datan estas manifestaciones entre el 9200 y el 9700 a. C., pero con evidencias que apuntan a la existencia de una fase de desarrollo más temprana.
El considerado como el registro arqueológico más antiguo de presencia humana en Hidalgo, se trata puntas de proyectil del tipo Meserve y un hacha de mano; estos artículos datan del 11 000 a. C. Estos artículos fueron encontrados en la cueva del Tecolote en Huapalcalco en el Valle de Tulancingo. Vestigios también han sido hallados en los municipios de Tepeapulco, Actopan y Huichapan.

## Periodo prehispánico

### Preclásico mesoamericano

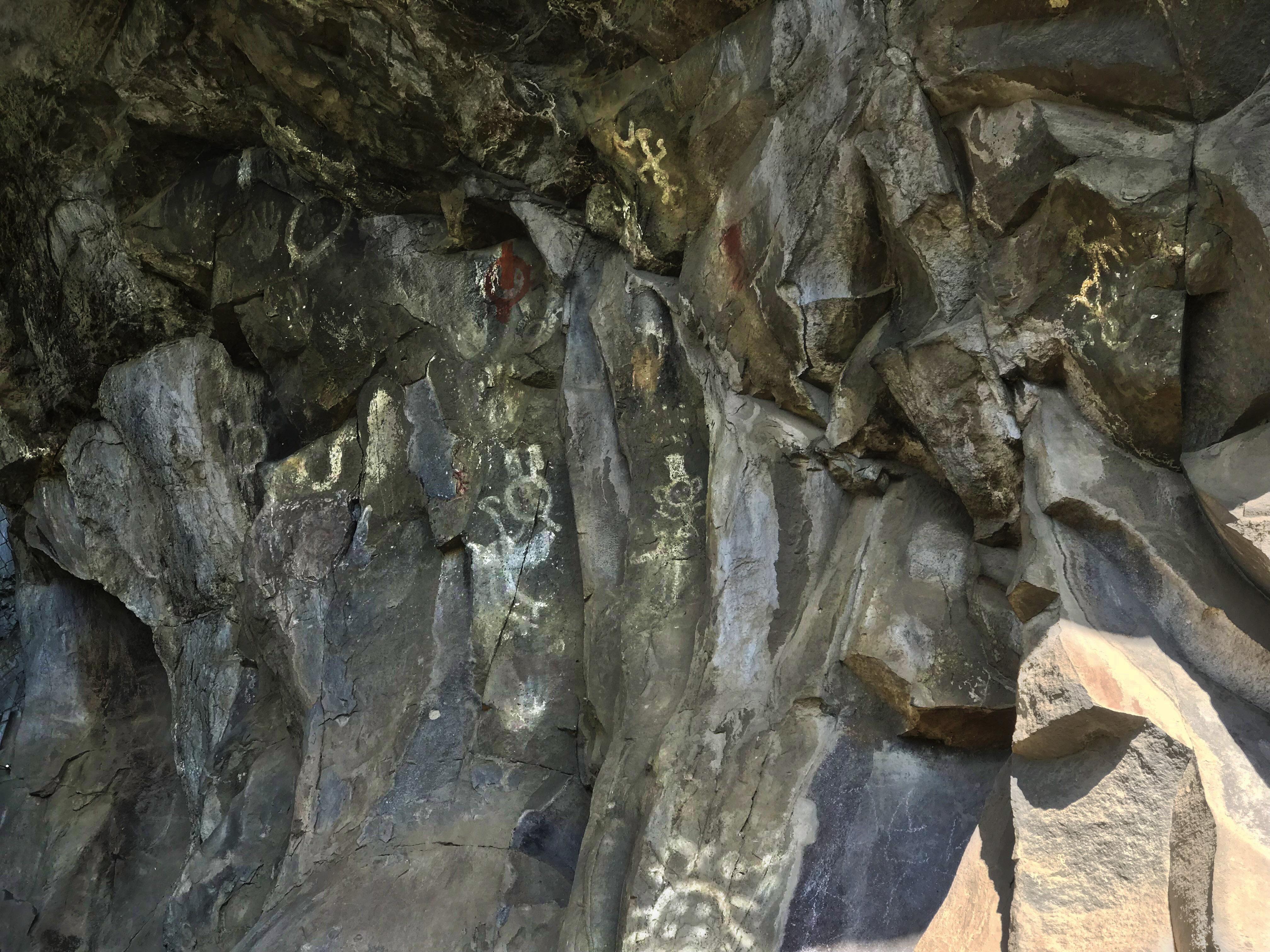
Pinturas rupestres de Peñas de Cuxtepec en San Miguel Allende, municipio de Tepeapulco; según arqueólogos datan de unos 2000 a. C.

El Periodo Preclásico abarca aproximadamente desde 2500 a. C., fecha probable de la elaboración de la primera cerámica mesoamericana; hasta el 200 d. C., en que se consuma la caída de Cuicuilco y tiene lugar el florecimiento de Teotihuacán. Durante este periodo los grupos humanos pasaron de nómadas a sedentarios; iniciaron la agricultura y la producción de cerámica.
La explotación de la obsidiana cobró relieve, como en los yacimientos de la Sierra de las Navajas. Restos valiosos de esta época se encuentran en Apan, Tulancingo de Bravo, Pachuca de Soto y Tepeapulco. Las primeras evidencias de estratificación social en Hidalgo se han encontrado en La Loma en el municipio de Tepeji del Río de Ocampo.

### Clásico mesoamericano

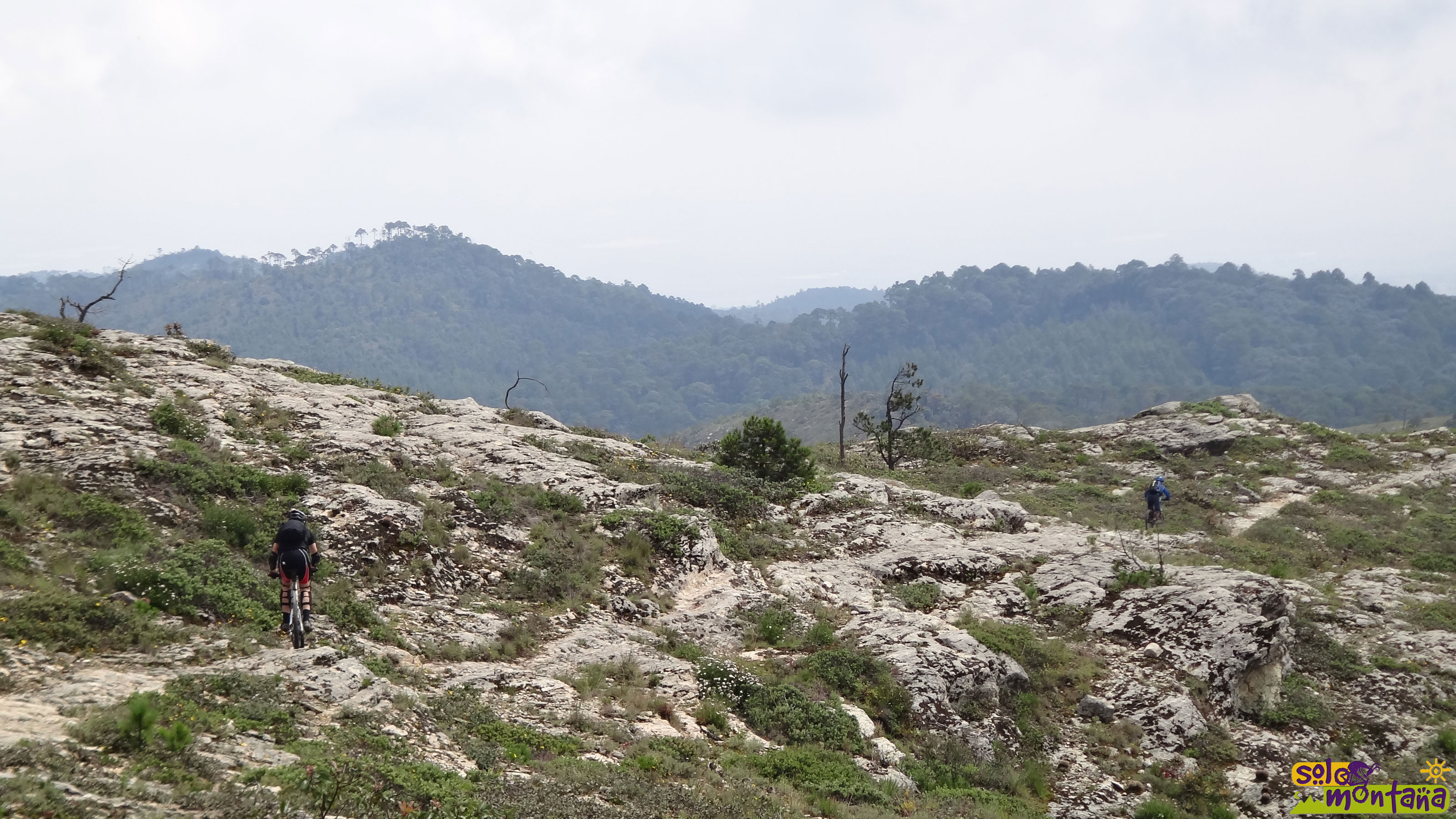
Sierra de las Navajas este lugar constituía uno de los principales yacimientos de obsidiana del centro de México, que abasteció a las culturas teotihuacana (100 a. C.‒650 d. C), tolteca (950‒1100 d. C.) y mexica (1325‒1521 d C.).

El Período Clásico abarca de los años 200 al 900 d. C. Normalmente, el clásico mesoamericano es caracterizado como la etapa en que las artes, la ciencia, el urbanismo, la arquitectura y la organización social alcanzaron su cúspide. Se trató de una época dominada por la presencia de Teotihuacán en toda la región, y que la competencia entre los diferentes estados mesoamericanos provocaba continuas guerras.

#### Cultura teotihuacana

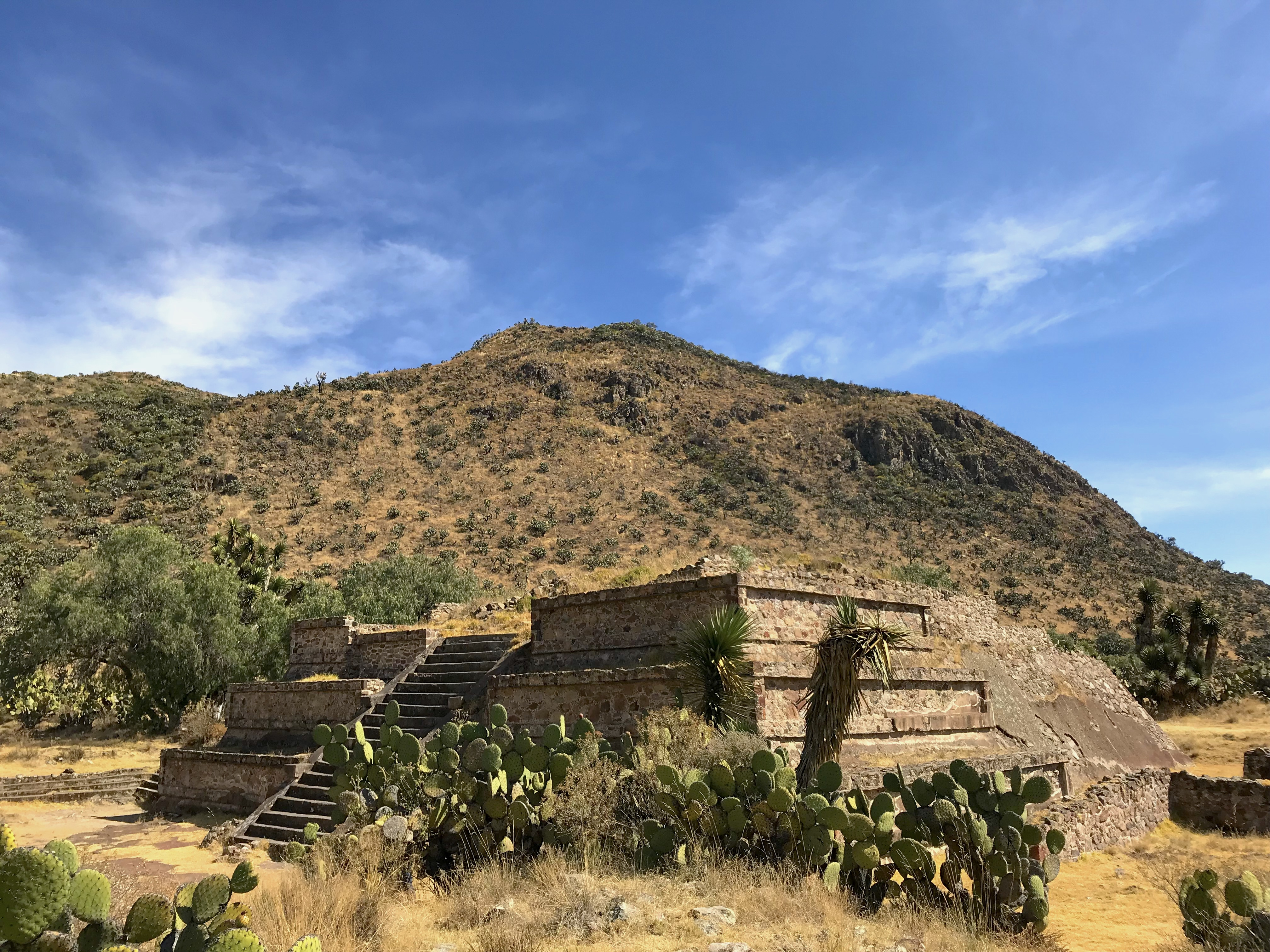
Pirámide el Tecolote en Xihuingo que tuvo su máximo esplendor en el Clásico Temprano.

La cultura teotihuacana extendió su influencia a las poblaciones ubicadas en el estado de Hidalgo, particularmente a Chingú, localizada entre Atitalaquia y Tlaxcoapan, Pahñú en Tecozautla, Xihuingo en Tepeapulco, Zazacuala en Santiago Tulantepec de Lugo Guerrero y Huapalcalco en Tulancingo de Bravo.
En Xihuingo, palabra que se deriva de Xihutl-co, es decir, "Lugar del Año", y por extensión, "Lugar donde se Calcula o se Registra el Año". La ubicación cronológica principal de este sitio es del 200 a 600 d. C. Se considera que la zona fue un asentamiento comercial para la distribución de productos del Altiplano Central de México a la Costa del Golfo y viceversa.
La zona de Chingú fue utilizada para la agricultura y para la producción de cal; esta zona arqueológica tenía 250 ha. La traza urbana de Chingú, parte de un centro donde se localiza el templo principal y hacia los rumbos cosmogónicos se localizan cuatro barrios principales; un gran espacio donde se distribuyen edificaciones de distintos tipos: templos menores, palacios y conjuntos habitacionales.
En Zazacuala se han encontrado restos de cerámica y figuras de culturas más antiguas que se hallaron, según datan del preclásico y del clásico. Entre los monumentos importantes que existieron en el sitio fueron la Pirámide del Ahíla que fue destruida en 1939-1940, el único testimonio que quedó fue una fotografía tomada por Roberto Ocádiz.

### Epiclásico mesoamericano

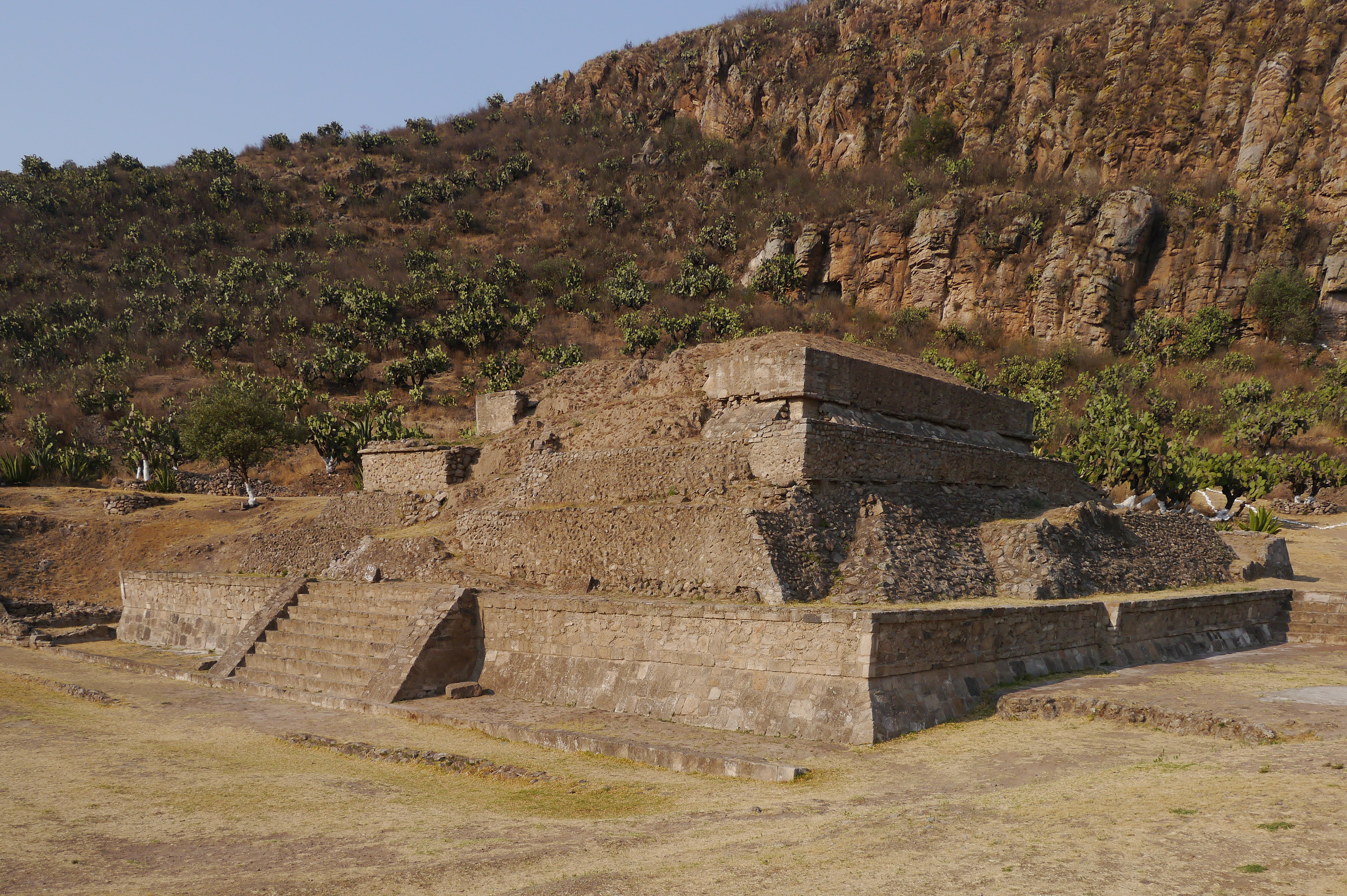
Huapalcalco la ubicación cronológica de este sitio es del Cenolítico Inferior 10000 a 7000 a. C., el Clásico temprano del 100 a. C al 350 d. C., y el auge del sitio fue en el Epiclásico del 700 a 900 d. C.

El Período Epiclásico, es el comprendido entre el año 650 y el 1000 d. C., en la transición entre el ocaso de Teotihuacán y las migraciones chichimeca al Altiplano central. Para el extremo poniente del Valle del Mezquital, hacia el Epiclásico y principios del Postclásico coexisten en la región asentamientos vinculados, por un lado, con el sur de Querétaro y el Bajío, y por otro, con la región Tula.

#### Cultura xajay

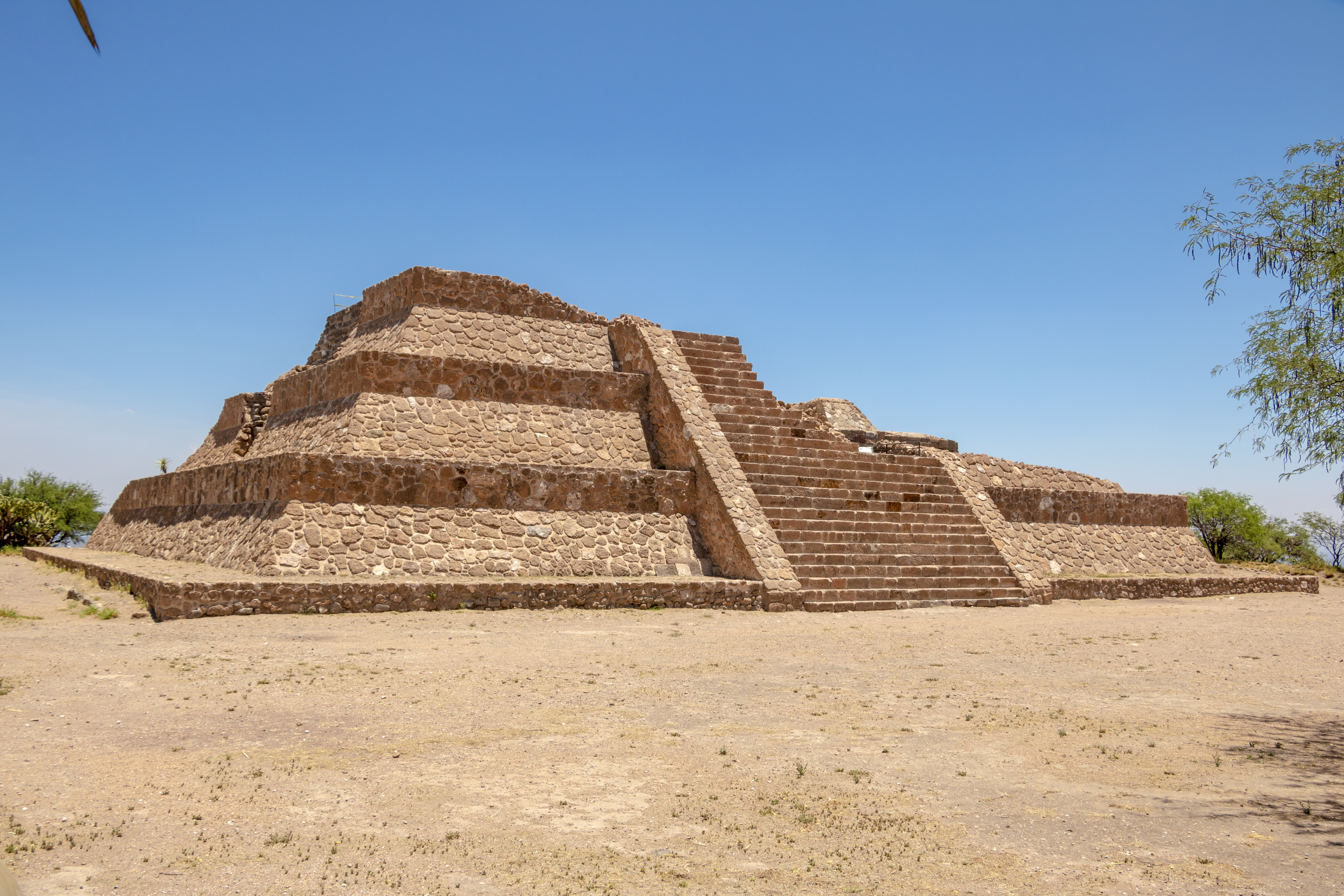
Pahñú o Pañhú se deriva del
otomí pa, caliente; y hñu, camino o paso por lo que significa: “Camino caliente”.

La cultural xajay, que se desarrolló durante cinco siglos, aproximadamente, de 450 d. C. a 950 d. C., y cuya población tuvo autonomía ante la expansión de Teotihuacán. El principal rasgo distintivo de los sitios Xajay es la elección de mesas (en su mayoría orientadas al norte) para la ubicación de sus centros ceremoniales, cuya superficie fue nivelada para crear espacios llanos y facilitar la labor constructiva.
Se han registrado cinco sitios mayores en Hidalgo: Zethé, Pahñú, Zidada, El Cerrito y Taxangú. Estos asentamientos provienen de un desarrollo del llamado Chupícuaro, y relacionado con el origen de los otomíes del Valle del Mezquital.
La zona de Pahñú se trata de un sitio que se desarrolló entre el año 300 y 1100; localizado en la comunidad de La Mesilla, municipio de Tecozautla. Está integrada por tres plazas, en la primera se encuentra una pequeña estructura cuadrangular. En la plaza central se ubica la estructura principal que mide 17 metros de largo y es posible que sobrepasara los 10 metros de alto, el Tecpan que debió alojar a los gobernantes y una serie de estructuras rectangulares. A 80 metros al poniente, existe un pequeño conjunto de estructuras y una zona con abundantes petroglifos.
Temporalmente es contemporánea de la ciudad de Teotihuacán, pero sigue un desarrollo paralelo e independiente que le permite sobrevivir al colapso de la urbe y mantener las redes comerciales en la región, por lo que llegó a convertirse en una unidad regional importante en el Epiclásico. Desde el Pahñú se observa el paisaje semidesértico del Valle del Mezquital y la elevación del cerro de Hualtepec o del Astillero, que de acuerdo con diversas investigaciones, es el mítico Cerro Coatepec (“Montaña de la serpiente”) en la mitología mexica era el lugar donde nació Huitzilopochtli.

### Posclásico mesoamericano
El Período Posclásico abarca el período comprendido entre el año 900 d. C. y la conquista de Mesoamérica por los españoles, ocurrida entre 1521. Se trata de un período donde la actividad militar cobra gran importancia. 

#### Cultura huasteca

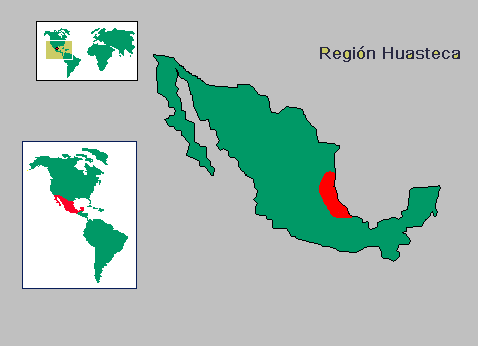
Mapa de la Región Huasteca.

El esplendor de la cultura huasteca ocurrió del año 100 a. C. al año 1400 d. C. Esta se estableció en el norte y noreste del estado y su ubicación facilitó el intercambio de productos con otros pueblos; se vio favorecida por las condiciones ambientales de la costa del golfo de México, las cuales permitieron el desarrollo de la agricultura y la pesca. El área de la Huasteca hidalguense, era conocida antiguamente con el nombre de Cuextlán, aunque también se le conocía como Tonacatlalpan, “la tierra de los sustentos”, o bien Xochitlalpan, “el lugar de las flores”. En esta área se desarrollaron diversos pueblos y señoríos que, se encontraban en conflicto respecto a los pueblos del Altiplano, llegando a ser sometidos por los mexicas, bajo la dirección de Moctezuma I, a partir de entonces, los Huastecos pagaron tributos.
Algunos vestigios arqueológicos se encuentran en las cercanías al poblado de Santa María de los Álamos, en el municipio de Chapulhuacán, y en el Cerro Prieto, en el municipio de La Misión. En Ixcatlán, Coacuilco y Macuxtepetla, del municipio de Huejutla de Reyes, se ha encontrado la presencia de figuras antropomorfas y zoomorfas elaboradas en barro extraídas de los sepulcros prehispánicos. En el municipio de Yahualica  los vestigios arqueológicos son descritos como los de un poblado grande y fortificado. También en Yahualica fue encontrado una escultura que es asociada con el culto del Phallus.
También se han encontrado vestigios en las localidades de Vinazco y Huichapa en el municipio de Jaltocán. En Huichapa se ha reportado una pirámide cónica con dos altares rectangulares, y en el interior una pequeña tumba. En Vinazco se han encontrado tumbas labradas en piedra con una cámara mortuoria y una antecámara. En la localidad de Tetzacoatl o Tetzacual, en el municipio de Huejutla de Reyes existe una loma de aproximadamente 50 m de diámetro, en cuyo interior se aprecia una cámara subterránea de planta rectangular. También hay montículos arqueológicos y tumbas en la población de Acoyotla, en el municipio de Tepehuacán de Guerrero.

#### Cultura tolteca

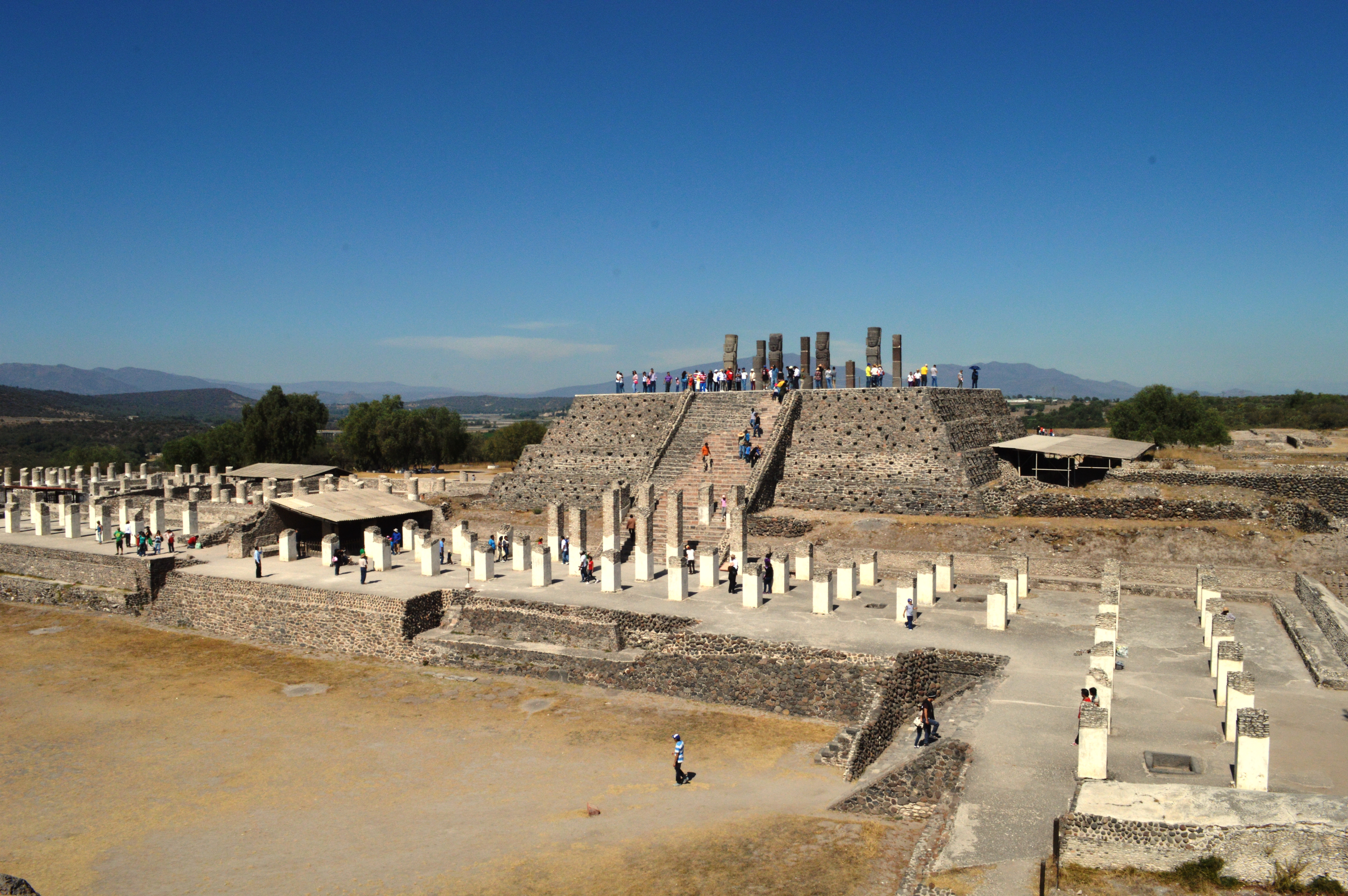
Pirámide Tlahuizcalpantecuhtli en Tollan-Xicocotitlan, era uno de los centros urbanos más extensos de Mesoamérica, con cerca de 15 km^{2} durante su apogeo.

Los toltecas inician su peregrinación desde un sitio que llaman Huehuetlapallan; llegaron a Xochicoatlán y Molango, a principios el siglo VII para dispersarse por diferentes lugares; un grupo hacia Huejutla y el más numeroso hacia Tulancingo, para de ahí volver al oeste y llegar a Tula de Allende. Los Toltecas se distinguieron en las artes, la orfebrería, la talla de piedra, la arquitectura, la pintura y muchas otras actividades en donde demostraron su laboriosidad e inteligencia.
De los toltecas se dice ya explotaban las minas de la Sierra de Pachuca y la Sierra de las Navajas, conocían las turquesas, sus minas de plata, oro, cobre y de estaño. Los toltecas extendieron su predominio por todo el Valle del Mezquital. Tulancingo fue uno de sus centros de control para garantizar el intercambio comercial entre los pequeños señoríos huastecos, cuya cultura tenía presencia en Tollan, y los señoríos del Altiplano.
La zona de Tollan-Xicocotitlan su posición estratégica le permitió controlar productos como la turquesa, proveniente del norte de Mesoamérica. Las primeras evidencias de ocupación en esta zona corresponden al momento en que Teotihuacán iniciaba su declive a mediados del siglo VII se inicia la construcción del primer núcleo urbano llamado Tula Chico y las primeras representaciones de Quetzalcóatl; pero es hacia el Posclásico Temprano que Tula llega a su época de mayor apogeo, se construye Tula Grande y las redes comerciales de la ciudad se expanden hasta Centroamérica.

#### Culturas otomí y chichimeca

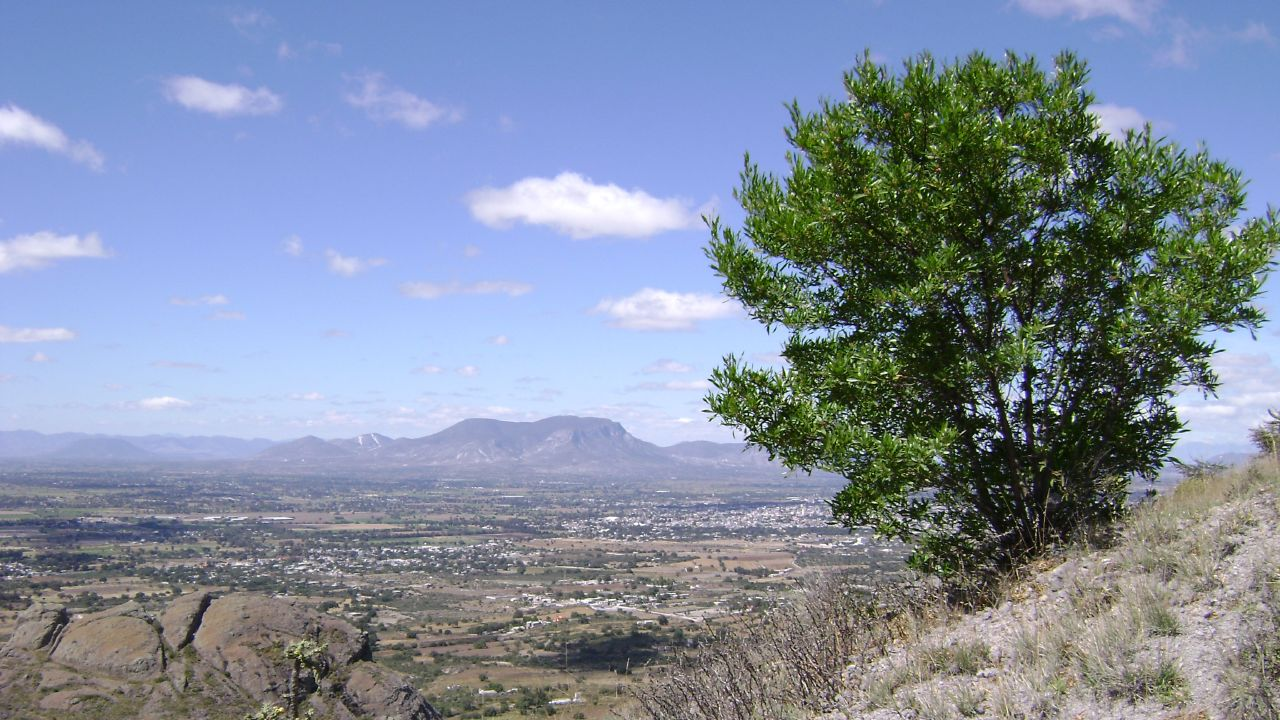
Valle del Mezquital.

Se desconoce la fecha exacta en que llegaron al Valle del Mezquital, algunos autores afirman que durante la hegemonía de la cultura tolteca los otomíes desempeñaban un papel importante en la sociedad. Después del colapso de Tollan-Xicocotitlan, entre 1050 y 1250 d. C., otomíes y nahuas se dispersaron hasta ocupar amplias zonas de la Cuenca de México. Para este periodo los grupos étnicos que ocupaban el valle eran: en la parte norte, los pame-chichimeca, y hacia el centro-sur, otomíes y nahuas. En el centro de México los otomíes ocupaban el occidente del Valle de México, el Valle de Toluca, Jilotepec, y el Valle del Mezquital.
Se produjeron varias migraciones chichimecas, entre ellas las del grupo conocido posteriormente como cuautitlanense, que se asentaría definitivamente en Cuautitlán y fundó el Señorío de Cuautitlán, cuyo territorio variaría con el paso de los años; llegando a marcar sus límites hasta la región de Pachuca. El Señorío de Jilotepec comprendía la región la porción oeste del estado de Hidalgo, cuyos límites podrían trazarse de norte a sur desde Zimapán, hasta Chapantongo, e incluía Tecozautla, Huichapan, Atlán, Tepetitlán y Nopala. También predominó el Señorío de Jaltocan, que se estableció entre los actuales estados de México e Hidalgo y dominó la mayor parte de las poblaciones localizadas al sur del territorio hidalguense.
Los chichimecas de Xolotl eran un conglomerado de pueblos que provenían del norte: desde 1120 merodearon las posesiones toltecas y llegaron a establecerse en la gruta de Tepeapulco, tomando varias poblaciones del actual estado de Hidalgo.  Después pasan a asentarse en Tenayuca y después se trasladan a Texcoco en el estado de México, momento en el que se les conoce como Acolhuas. Su territorio en su máxima extensión se dividió en cuatro provincias, una al nororiente alcanzando Tulancingo, y Metztitlán. El señorío de Tulancingo era uno de los catorce grandes del reino de Texcoco y se asentaba sobre una traza urbana en lo que hoy es Santiago Tulantepec.

#### Señoríos de Metztitlán y Tutotepec

Glifo de Metztitlan.

Fue en el año de 1272 cuando se conformó el Señorío de Metztitlán, que siguió siendo tributario al Señorío de Jaltocan. En el año de 1395, el rey de Azcapotzalco, Tezozómoc, destruyó  Xaltocan. Por esta razón, gran número de otomíes migraron a Metztitlán y Tutotepec; después de la caída de Xaltocan, el rey de Metztitlán fue reconocido en adelante como el heredero de Xólotl. De esta manera se consolida, la independencia del Señorío de Metztitlán.
Metztitlán, era el centro político y religioso,  según las crónicas, hubo unos veinte mil personas agrupados en barrios. Por su parte, Molango quizás llegaba a los diez mil habitantes, incluyendo a los habitantes de las comunidades vecinas. Durante las incursiones bélicas de Ahuízotl el Señorío de Tutotepec fue cercado y separado de Metztitlán, pues al parecer antes de esto constituían una sola entidad. Alrededor del año 1400, los otomíes de Tutotepec entraron en contacto con los tepehuas.
Al noreste del territorio hidalguense los chichimecas, coexistían con mezclas deascendencia totonca, totopanecas, tepehuas, olmeca-xilancas, otomíes También se sabe que la población pame transitó por el noroeste del territorio hidalguense.

#### Cultura mexica

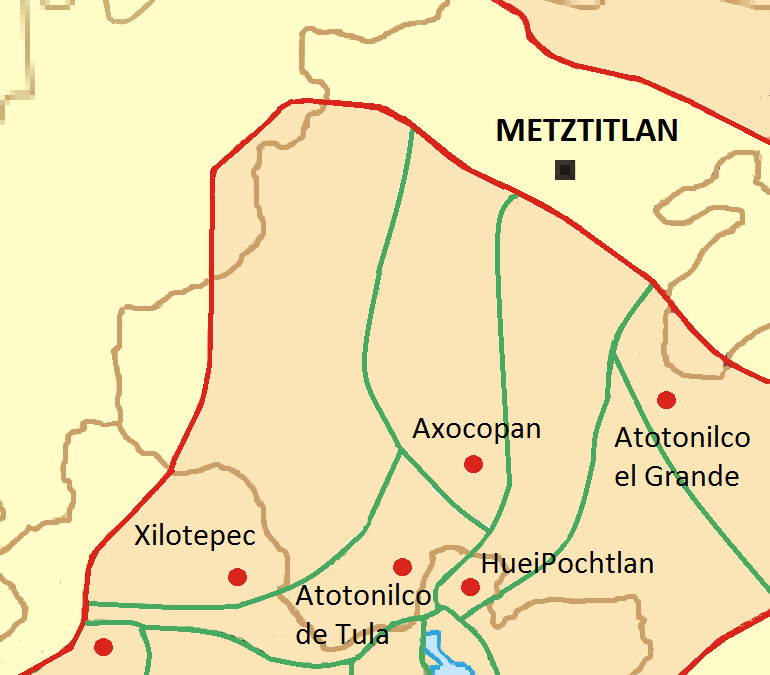
Provincias norteñas de la Ēxcān Tlahtōlōyān, que cubren en parte el estado de Hidalgo.

A mediados del siglo XII, la tribu mexica emigró de Aztlán, rumbo al centro de México. En su recorrido pasó por distintos lugares del estado de Hidalgo, por Tollan-Xicocotitlan (Tula de Allende), donde permaneció dos décadas; en seguida llegó a Atlitlalacyan (Atitalaquia) y ahí se estableció por una década. Luego se trasladó a Tlemaco (San Jerónimo Tlamaco) y Atotonilli (Atotonilco de Tula), y estuvo cinco años en cada lugar. Por último, los mexicas fundaron su ciudad, que se llamó Tenochtitlán. Hay evidencias de que los mexicas pasaron años saqueando los monumentos de Tula para copiarlos y traer esculturas toltecas a Tenochtitlan y Tlatelolco. En el libro Historia de los Mexicanos por sus Pinturas se describe una expedición que el rey de Tlatelolco envió a Tula, en 1422, para conseguir una escultura tolteca que fue instalada en el Templo Mayor.
Aproximadamente entre los años 1200 y 1395, Jaltocan sostuvo guerras contra los tepanecas de Azcapotzalco, y los otomíes fueron quienes los obligaron a moverse. Alrededor de 1418 Texcoco, fue derrotado por los tecpanecas de Azcapotzalco. Alrededor de 1427, Tenochtitlan, Texcoco, Tlacopan forman la Triple Alianza; derrotando a Azcapotzalco en 1428. Esto no marca el fin de la contienda, ya que Maxtla, líder de Azcapotzalco, se refugió en Coyoacán y en sitios más lejanos, hasta que por fin fue derrotado definitivamente en 1430.
Los mexicas liderados por Moctezuma I conquistaron Tula y se establecieron en Mixquiahuala en el siglo XII, fundando años más tarde Tizayuca, edificaron Tepehuacán y conquistaron Pachuca; Ahuízotl llevó su conquista hasta Huejutla y la Región Huasteca. Algunos pueblos pagaron tributos a los mexicas como Tula, Actopan, Ixcuinquitlapilco, Tlaxiaca y Pachuca. Otros se rebelaron primeramente ante esta exigencia, pero, después, se convirtieron en aliados y colaboradores como Ixmiquilpan, Atotonilco y Tulancingo.
Entre los pueblos que pertenecían a las provincias tributarias está Ixcatlan y Huejutla perteneciente a la provincia del Tzicoac; Epazoyucan, Pachuca, Tepeapulco, Tezontepec, Tizayuca, Tlaquilpan y Zempoala pertenecientes a la provincia del Acolhuacan; Acaxochitlán, Huascazaloya, Hueyapan, Singuilucan y Tulancingo pertenecientes a la provincia de Atotonilco. En la parte suroeste se encuentran Atengo, Ixmiquilpan, Mixquiahuala, Temoaya, Tepatepec, Tetepango, Tezontepec, Tlahuelilpan y Xochichiuhca pertenecientes a la provincia de Ajacuba; Apazco, Otlazpan, Tehuehuec pertenecientes a Atotonilco; Acayuca, Actopan, Tezcatepec, y Xicalhuacan pertenecientes a Hueypoxtla; Michimaloya, Tasquillo, Tecozautla, Tepetitlán y Tlaxcoapan pertenecientes a Jilotepec.
El Señorío de Metztitlán y Tutotepec constituyeron zonas independientes a las fuerzas del centro de México y conformaron un colchón bélico entre los pueblos meridionales del Altiplano Central y vecinos de la Huasteca ubicados más al norte. La independencia de ambos señoríos continúa hasta la Conquista, aunque en los últimos tiempos de la Triple Alianza estos señoríos se hallaban rodeados de otros conquistados por los mexicas, como la región de Huayacocotla, localizada entre Metztitlán y el área de Tutotepec.

## Conquista de la Nueva España

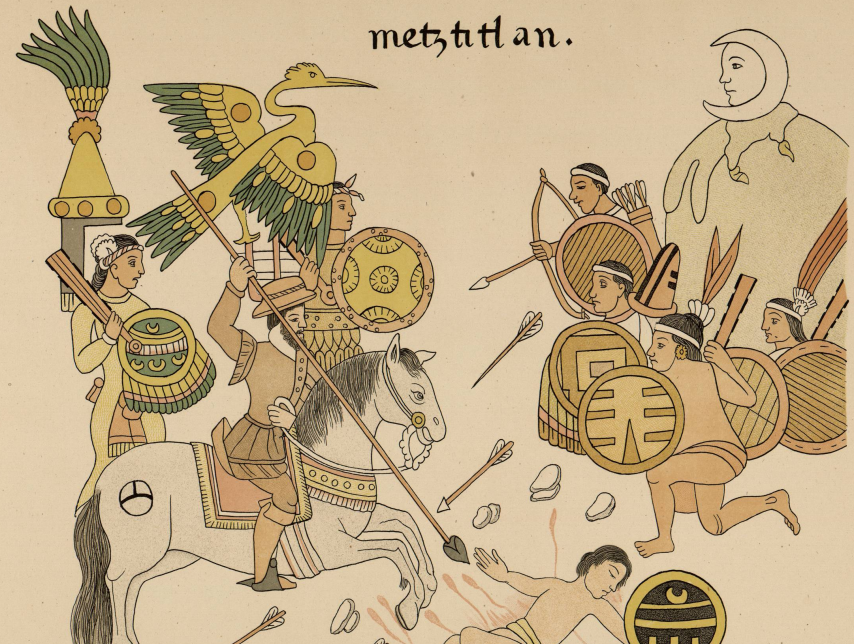
Pintura del Lienzo de Tlaxcala donde se muestra la derrota de Señorío de Metztitlán frente a los conquistadores españoles y sus aliados tlaxcaltecas.

La Conquista de la Nueva España se refiere principalmente al sometimiento del poderío mexica, logrado por Hernán Cortés en el nombre del rey Carlos I de España y a favor del Imperio español entre 1519 y 1521. El 13 de agosto de este último año, la ciudad de México-Tenochtitlan cayó en poder de los conquistadores españoles.
De acuerdo al historiador Peter Gerhard, los españoles fueron vistos, por primera vez, en la región de Pachuca hacia 1519 y agrega que controlaron la región en 1521, aunque no hay evidencia histórica de tal afirmación. Con la caída de Tenochtitlán, el territorio del actual estado de Hidalgo, que estaba sometido entonces por los mexicas, pasó a ser controlado finalmente por la autoridad española. Después los señoríos de Metztitlán y Tutotepec se rebelaron para recuperar su independencia.

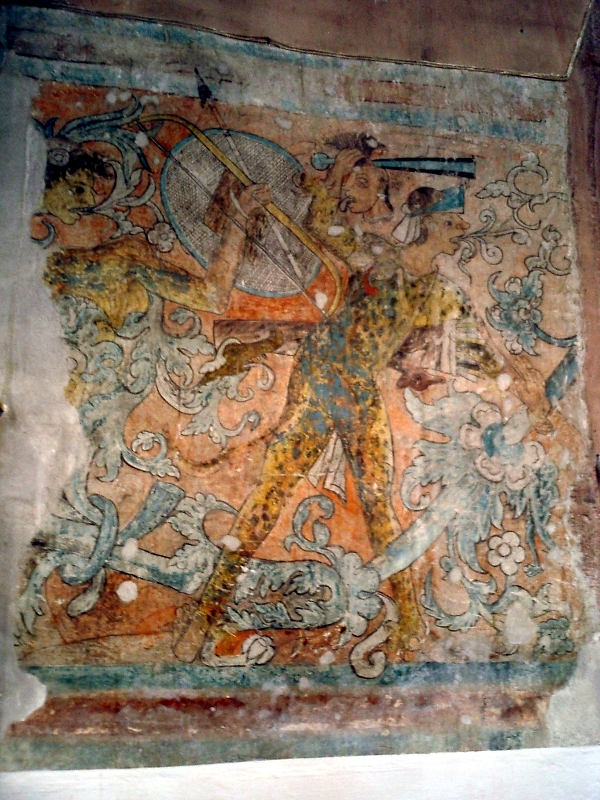
Mural de un guerrero jaguar en el Templo y exconvento de San Miguel Arcángel en Ixmiquilpan.

La región del Valle del Mezquital fue dominada por los españoles hacia 1521. Los conquistadores españoles utilizaron dos estrategias para establecer su propio control: en algunos casos, devolvieron el poder a los señores otomíes y, en otros, asignaron las viejas y nuevas jurisdicciones indígenas como encomiendas y corregimientos. En 1522 Hernan Cortés envió guerreros tlaxcaltecas, al mando de uno de sus capitanes españoles, par conquistar el Señorío de Metztitlán.
Por la presencia de la expedición de Francisco de Garay que ocasionó grandes desórdenes y violencia en la Región Huasteca, en octubre de 1522 Hernán Cortés parte hacia la Huasteca llegando hasta el norte de Veracruz. Hacia el fin del mismo año y tras 25 días de combates sangrientos, Cortés logró doblegar la resistencia y regresa a la Ciudad de México. En 1523 tras su regreso de la Huasteca, Cortés se encaminó a Tutotepec, ordenó ahorcar al gobernante y castigó severamente a este señorío.
En 1525, los conquistadores españoles llegan a Tulancingo y se apoderan de ella. En 1528, Francisco Téllez apodado "El Tuerto", y veinticinco conquistadores españoles invadieron Pachuca y mataron a su jefe Ixcóatl. Se apoderaron del cerro El Cuixi, y ante este acontecimiento Izcóatl, jefe de los indígenas preparó a su gente, pero Téllez, burló los movimientos del enemigo y lo dejó pasar de largo. Entonces, los españoles entraron a la población desprotegida y atacaron a las mujeres y niños que habían quedado en ella. Itzcóatl, retrocedió a defender su pueblo pero su ejército fue aniquilado y la ciudad incendiada.
La historia de la conquista de Pachuca es debatida por algunos historiadores diciendo que la ocupación española es anterior a esa fecha; quienes proponen fechas anteriores como 1524; y se basan en un documento que data del 28 de marzo de 1527, en el que se le hace merced de un solar en Pachuca como se deduce en lo asentado en el acta del Cabildo de la Ciudad de México.

## Virreinato de Nueva España

### SigloXVI

#### Evangelización
En este periodo algunas localidades en se refundaron en sitios que ya estaban habitados desde la época prehispánica; por ejemplo los de Tula, Tulancingo, Yahualica, Huejutla, Atitalaquia y Mixquiahuala. Otros crecieron debido al traslado de indígenas dispersos a un lugar que fuera más accesible para los frailes y autoridades españolas; así ocurrió en lugares como Apan, Tianguistengo y Tlanchinol. También se fundaron pueblos en torno a nuevas actividades económicas, principalmente donde se descubrieron minerales; como en Real del Monte, Mineral del Chico, Cardonal y Zimapán.
En Hidalgo el trabajo de evangelización durante la Nueva España, empieza cuando los franciscanos llegaron a Tepeapulco en 1528, ese mismo año llegan a Tulancingo y dos años después en Tula (1530). Las fundaciones franciscanas incluyeron Zempoala (1940); Tepeji del Río (1558); Apan (1559); Alfajayucan (1559); Atotonilco de Tula (1560); Tlahuelilpan (1560); Tepetitlán (1561); Huichapan (1577); Tecozautla (1587) y en Tlanalapa.
Los agustinos se asentaron por su parte en Atotonilco el Grande y Metztitlán en 1536. De ahí se extendieron y llegaron a Xochicoatlán (1538); Epazoyucan (1540); Singuilucan (1540); Mixquiahuala (1539); Huejutla (1545); Molango (1546); Actopan (1550); Ixmiquilpan (1550); Villa de Tezontepec (1554); Acatlán (1557); Chichicaxtla (1557); Tutotepec (1560); Chapulhuacán (1560); Ajacuba (1569); Tlanchinol (1569); Zacualtipán (1572); y la Lolotla (1563).
Los dominicos no se establecieron en el estado de Hidalgo durante el siglo XVI. En la localidad de Mapethé, municipio de Cardonal se encuentra un convento abandonado, sin referencia a que orden lo construyó. Los sacerdotes seculares en Hidalgo laboraron en una angosta faja de territorio que va desde Tizayuca, Tetepango, Pachuca, Mineral del Monte, Mineral del Chico y Yahualica.
Entre los primeros españoles que llegaron a Pachuca, estuvieron Francisco Téllez y Gonzalo Rodríguez, quienes construyeron las primeras casas. En 1534 se da la primera construcción religiosa en Pachuca, una capilla en honor de la Virgen de la Magdalena. A la población se le llamaba Magdalena Pachuca, por ser esa la advocación de su templo principal.

#### Organización territorial
Hernán Cortés construyó una casa en Tepeapulco entre 1522 y 1526; la Casa de Hernán Cortés, contaba con un torreón, un fortín, almenas para pertrecharse y otros lujos de ese tipo; ocupaba toda una cuadra, hoy en día está dividida entre cinco familias.
A fin de premiar a los españoles que participaron en la conquista, se estableció un sistema de reparto de beneficios que se llamó encomienda. Algunos de los encomenderos conocidos en el territorio hidalguenses fueron: Pedro de Paz en Atotonilco el Grande; Pedro Rodríguez de Escobar en Ixmiquilpan; Andrés de Barrios en Metztitlán, que compartió su encomienda con Alonso Lucas; Hernán Sánchez de Hortigosa, en Chapantongo.; Lope de Mendoza, en Epazoyucan; María Carral, en Mixquiahuala; Manuel Tomásen Tutotepec; Alonso Gutiérrez de Badajoz, en Tianguistengo; Alonso Pérez de Zamora, en Tizayuca: Jerónimo de Medina, en Tlanchinol; Francisco de Terrazas en Tulancingo; y Juan Pérez de Gama en Zempoala.
En Pachuca, Pedro Díaz de Sotomayor se convierte en el primer encomendero, obtuvo el cargo en 1536, como regalía por sus méritos en las campañas de la conquista de México, en la provincia del Panuco y Zacatula, para posteriormente radicándose en la Ciudad de Oaxaca Díaz de Sotomayor apenas visitó la región a mediados de 1537, y la entregó como dote al marido de su hija Francisca, casada con Antonio de la Cadena, el que recibió la encomienda en documento fechado el 15 de diciembre de 1537. En Actopan los primeros encomenderos, fueron Hernando Alonso y Juan González Ponce de León; y posteriormente, la encomienda fue asignada a Rodrigo Gómez de Ávila, quien en 1538 cedió sus derechos a su yerno Juan Martínez Guerrero. Este último fue sucedido por su hijo, Agustín Guerrero de Luna. Hacia 1540 la encomienda de Actopan pertenecía a Juan Guerrero, quien había heredado la encomienda de su esposa, la hija del conquistador Francisco Gómez.
El virreinato de Nueva España fue creado oficialmente el 8 de marzo de 1535. Su primer virrey fue Antonio de Mendoza y Pacheco, y la capital del virreinato fue la Ciudad de México establecida sobre la antigua Tenochtitlan. La encomienda fue objeto de críticas, así como de sucesivas normas que reglamentaban y limitaban su existencia. Entró en decadencia a partir de las Leyes Nuevas de 1542, aunque subsistió por algún tiempo en algunas regiones.
Dentro de la organización territorial en Hidalgo le corresponden las Provincias Menores de Metztitlan, Pánuco, Texcoco, y Jiotepec dentro del marco de la Provincia Mayor de México. Hidalgo quedó dividido en nueve Alcaldías Mayores: Zimapán, Huichapan, Ixmiquilpan, Tula, Actopan, Pachuca, Zempoala, Metztitlán y Yahualica, y cinco Corregimientos que eran los de Tepeapulco, Atitalaquia, Tulancingo, Mixquiahuala y Huejutla.
Esta división no constituyó la base de la administración regional. Se aprovechó la estructura de los pueblos indígenas, así en cada pueblo o señorío se fue adaptando un "Cabildo de Indios", el cacique indio se convirtió en un gobernador y se creó la figura de un juez o alcalde indígena. Las bases de esta organización fueron las "cabezas" y los "sujetos". La "Cabeza" era el lugar de residencia del gobernador indígena y su cabildo, la capital del pueblo. Se denomina "Sujeto" a las poblaciones que estaban alejadas a la "Cabecera" pero estaban ligadas a ella.
Entre los pueblo de indios se encuentran Zimapán, Actopan, Huichapan, Tula, Tulancingo, Pachuca, y Zempoala. En Actopan que operaba como "cabecera" y los "sujetos" eran los poblados de Amajac, Potoxé, Poxindeje, entre otros. En Pachuca la denominada "República de Indios" de Magdalena Pachuca se encontraba cerca de Pachuquilla y sus alrededores. En Metztitlan para 1573, tenía más de cien sujetos. Los corregidores, que eran jueces, y los alcaldes mayores, responsables de colectar el tributo indígena y de controlar en su jurisdicción a las Repúblicas de Indios. Estos pueblos vivían en sus comunidades, separados de los españoles, y elegían a sus propios gobernadores.

#### Desarrollo ganadero

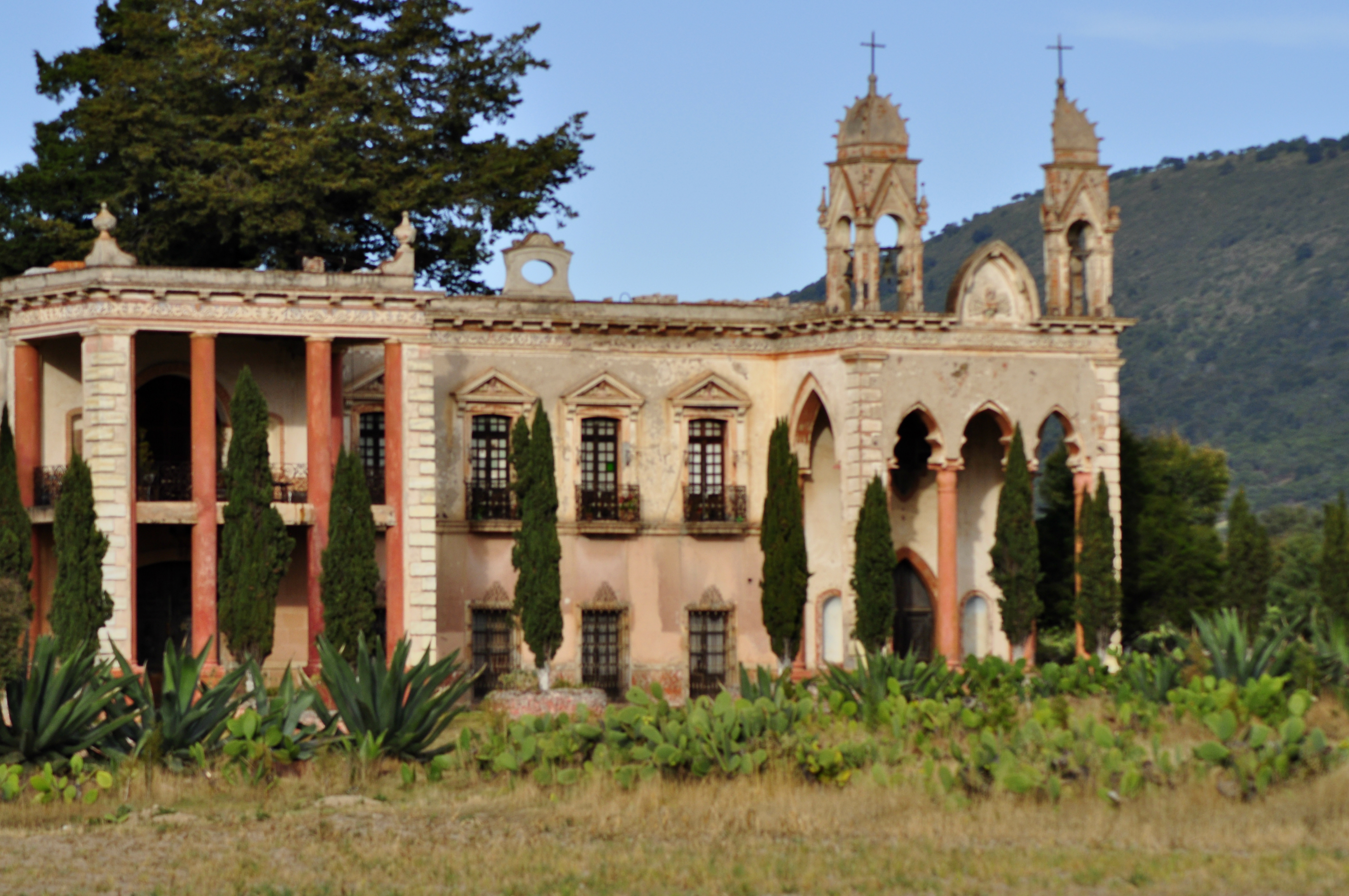
Hacienda San Diego Tlalayote en el municipio de Apan.

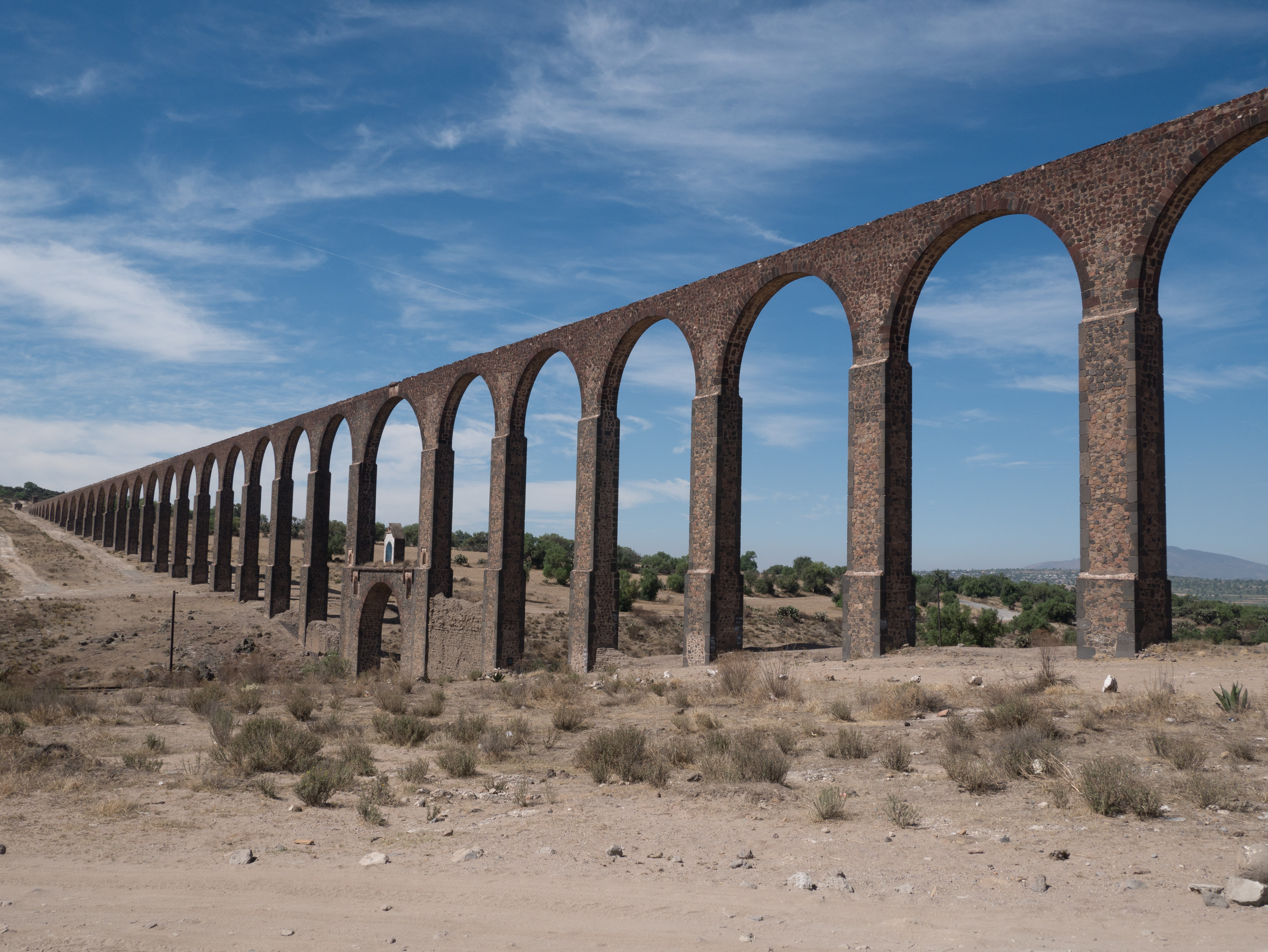
Arquería Mayor del Acueducto del Padre Tembleque en Santiago Tepeyahualco, Zempoala. Construido entre 1555 y 1572, es un sistema hidráulico de 48.22 km. En el tramo de la barranca de Tepeyahualco se levantaron 69 arcos y el mayor tiene una altura de 38.75 m y un claro de 17 m.

En el siglo XVI aparecieron haciendas principalmente en las planicies del sur. Sus extensos territorios se conformaron por donaciones del virrey, negociaciones, además de los despojos a los pueblos indígenas de las tierras comunales. Los cultivos predominantes al inicio del Virreinato eran aguacate, amaranto, cacao, calabaza, chayote, chile, frijol, jitomate, maguey, maíz, tejocote y zapote. También se producía pulque, elaborado con el aguamiel extraído del maguey.
La petición de tierras para haciendas se debía a que las requerían para la cría de ovejas, cabras, vacas y toros que se trajeron de España. Otros animales domésticos que trajeron fueron las aves de corral: gallos y gallinas, así como caballos, mulas y burros, útiles para el transporte. También se introdujeron frutas, como caña de azúcar, plátano, naranja, limón, toronja, y cereales, como cebada y trigo; muchas de ellas se adaptaron al clima en las grandes huertas que tuvieron los conventos.
En el año de 1537, el Valle del Mezquital se pobló de ovejas, mientras que en los llanos de Apan se comenzó a criar cerdos. La cría de cerdos llegó a ser de gran importancia y pronto en Tepeapulco para 1537, se celebró por primera vez una reunión de criadores de cerdos llamadas mesta, a la que asistieron todos los productores de ganado del centro del país. Durante diez años, Tepeapulco y Apan gozaron de fama de ser los mejores para comprar o vender ganado porcino.
Durante la primera etapa siglo XVI se puede apreciar como gradualmente se percibe la invasión y apropiación de los terrenos comunales; el proceso de invasión se desarrolló, entre otros, a través de las mercedes. Sin embargo, la mayor y más grave alteración de la población indígena se dio debido a las epidemias que asolaron durante el siglo XVI los espacios vacíos resultantes de la baja de población fueron sujetos a convertirse en nuevas mercedes. En la segunda mitad del siglo XVI hubo muchas solicitudes de tierras por parte de los grandes poseedores.
Dentro de este contexto surgen la Hacienda de Apulco en el municipio de Metepec se construyó en el año de 1542. En el año de 1550, en los llanos de Apan tomó su gran fama que hasta la fecha conserva, con la comercialización del pulque. Así, todos los ranchos establecidos en la región se volvieron desde entonces en magueyeros. La Hacienda San Juan Bautista Hueyapan fue conformada en Auto acordado de la Real Audiencia de 7 de noviembre del año 1583 hecha por el Virrey Luis de Velasco a Pedro A. Linare otorgada el 23 de agosto de 1590. En el municipio de Apan surgen las haciendas de San Antonio Tocha y San Diego Tlalayote; en el municipio de Almoloya surge la Hacienda de Tetlapayac; y en Tepeapulco surge la Hacienda de San Bartolomé de los Tepetates.

#### Descubrimiento de las minas

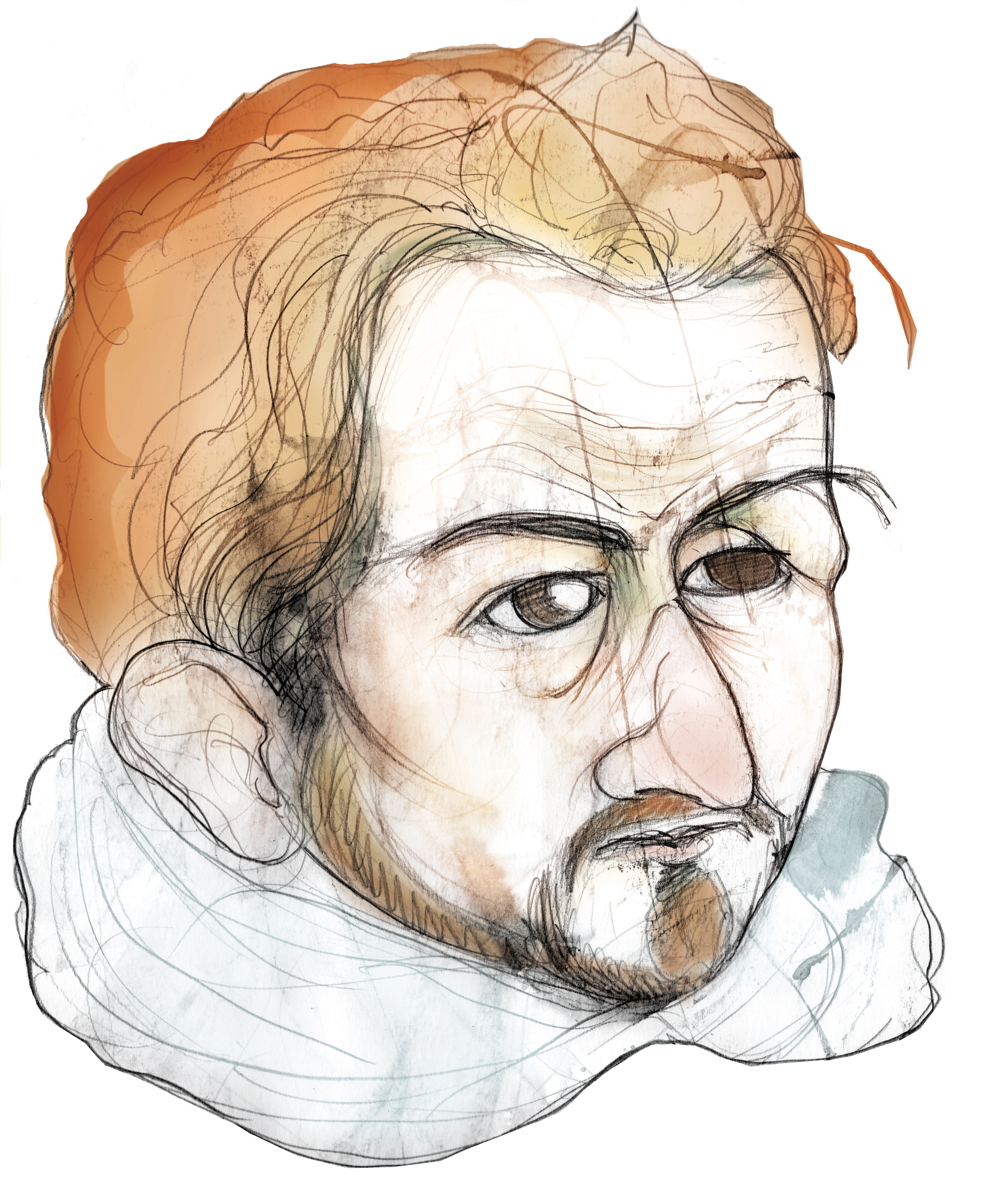
Retrato de Bartolomé de Medina, por Eulogia Merle.

Los primeros yacimientos en el estado de Hidalgo comenzaron a explotarse a partir de 1534 en Cardonal. En 1552 se encontraron otros en Mineral del Monte, Pachuca, Mineral del Chico y Zimapán, estos fueron denominados “Reales de Minas”. En el siglo XVI  centros mineros de Hidalgo obligaron a la apertura de caminos reales construidos a costa de ese sector. Es importante señalar a Alfonso de Villaseca, propietario de las minas de El Cardonal, quien financió el camino real de las minas de Ixmiquilpan.
De acuerdo a la tradición el descubrimiento de las minas en Pachuca, fue realizado el 25 de abril de 1552 por Alonso Rodríguez de Salgado. Quien era originario de la región de Huelva en España, y había llegado a Pachuca en 1537. El 25 de abril de 1552, salió a pastar antes del amanecer, en las estribaciones de San Cristóbal y la Magdalena, decidió hacer una pequeña fogata. El fuego se consumió el pastizal, dejando al descubierto una veta de plata que corría prácticamente a flor de tierra. Para algunos historiadores este acontecimiento es manejado como una leyenda, pero 1552 es el año que se toma como el inicio de la actividad minera en Pachuca.
Pachuca–Real del Monte se distingue por ser uno de los distritos mineros productores de plata más antiguos en México. Debido a su proximidad a la Ciudad de México, el eje Pachuca–Real del Monte recibió un especial interés en la búsqueda de metales preciosos; pocos años después de haberse iniciado la explotación de las minas, la producción minera se desarrolló muy rápidamente, por la difusión del método de beneficio de patio.
En julio de 1554 llegó a Pachuca, Bartolomé de Medina, un antiguo comerciante sevillano, que decidió abandonar el comercio y en compañía de un metalurgista alemán al que él mismo llamó "Maestro Lorenzo", se dedicó por entero a ensayar la separación de la plata. Decidieron trasladarse a la Nueva España; ambos solicitaron permiso y separaron pasaje para embarcarse rumbo a Veracruz; sin embargo, la Casa de la Contratación de Indias en Sevilla negó el permiso al Maestro Lorenzo, por ser este de origen alemán y tener presumible sospecha de que era practicante del protestantismo luterano.
Medina se embarcó en octubre de 1553, dejando en Sevilla al Maestro Lorenzo. Al llegar a Veracruz después de 62 días de travesía, fue recibido por su paisano Andrés Gutiérrez, con quien se trasladó a la Ciudad de México, lugar donde entabló amistad con Hernando de Rivadeneira, en cuya casa vivió mientras buscaba el lugar donde habría de ensayar su sistema. En enero de 1554, Hernando presentó a Medina con su Hermano Gaspar, rico minero de Pachuca. Para mediados de agosto, Medina se trasladó a Pachuca en compañía de Juan de Plasencia, minero de Taxco. Medina compró una finca que se encontraba en las faldas del cerro de Magdalena, a un lado del río Pachuca, al poco tiempo se construyó en el lugar la Hacienda de la Purísima Concepción.
El desarrollo minero dio comienzo en 1555, cuando Bartolomé de Medina inventó el sistema de amalgamación para el beneficio de los minerales. Este proceso permitía beneficiar de un modo económico los minerales de plata, este proceso se le conocía como beneficio de patio. Surgen las haciendas de beneficio, en las que, por medio del beneficio de patio, se extraía la plata de los minerales (de ahí su nombre).

### SigloXVII
El 16 de noviembre de 1619, el virrey Diego Fernández de Córdoba y López de las Roelas, I marqués de Guadalcázar; concede licencia a 20 indios de la Hacienda de Santa Lucía, perteneciente a la Hacienda de San Javier en el Distrito de Pachuca, para que puedan andar a caballo, con silla, freno y llevar espuelas. En 1632 el indígena, Lorenzo Zabra descubre en Zimapán la gran mina argentífera de “Lomo de Toro”.
El Códice de Huichapan, es un manuscrito histórico que emplea el sistema de escritura pictórica, junto con textos alfabéticos en otomí, así como algunas glosas aisladas en náhuatl. Fue elaborado hacia 1632, habla de la historia de Huichapan desde 1539 hasta 1632; la parte pictórica de este documento, narra la historia de este señorío desde el año 1403 hasta 1528. El “Lienzo A” o mapa del “Fundo del pueblo de Acaxochitlán”, es una especie de croquis catastral, su nombre completo, "Mapa de tierras del fundo del pueblo de Acaxochitlán año de 1639". El “Lienzo B” de Acaxochitlán, ahora perdido tenía como soporte una tela de algodón, de 1.57 m de ancho y 1.90 m de alto, formada por dos lienzos cosidos uno arriba del otro.
El 28 de octubre de 1650, visita Pachuca el virrey Luis Enríquez de Guzmán, IX Conde de Alba de Liste. El 29 de septiembre de 1655, se inaugura un puente sobre el río Tula, en Ixmiquilpan que comunica con el Barrio de Progreso; inaugurado por el capitán Miguel de Cuevas y Dábalos. Edificado sobre cuatro arcos de canterí con 110 metros de largo por 5 de ancho. En octubre de 1658 el virrey Francisco Fernández de la Cueva y Enríquez de Cabrera, VIII duque de Alburquerque, visita Pachuca. En 1660 se termina el Convento de San Francisco en Pachuca, a expensas de Beatriz Miranda que dio $18 000, para la terminación de la obra.
En 1666, se funda institución de las Cajas Reales en Pachuca, para fomentar el ramo de minería, recoger los derechos reales, quinto real y repartir los azogues. Por órdenes del Virrey, Antonio de Toledo y Salazar, II Márquez de Mancera, el 8 de febrero de 1670 se mandó a construir el Edificio de las Cajas Reales, que además serviría de oficinas y habitaciones al Alcalde Mayor, el Alférez y Colector Reales, y para el cumplimiento de la orden se decreto que todo el pueblo de la Provincia ayudaría en la construcción. No hay un registro confiable acerca del tiempo que duró la construcción del edificio de una sola planta, pero la tradición habla de cinco años; con un costo de $100 000 pesos.
En 1677, se sublevan los indígenas de Ixmiquilpan, y asesinan al Gobernador del lugar porque los obligaba a trabajar en las minas de Pachuca. El 15 de abril de 1686, Francisco de Aguiar y Seijas practica visita pastoral a Tepeji del Río. En septiembre de 1690 el Virrey Gaspar de la Cerda y Mendoza, Conde de Galve, visita la ciudad de Pachuca.

#### Formación de las haciendas

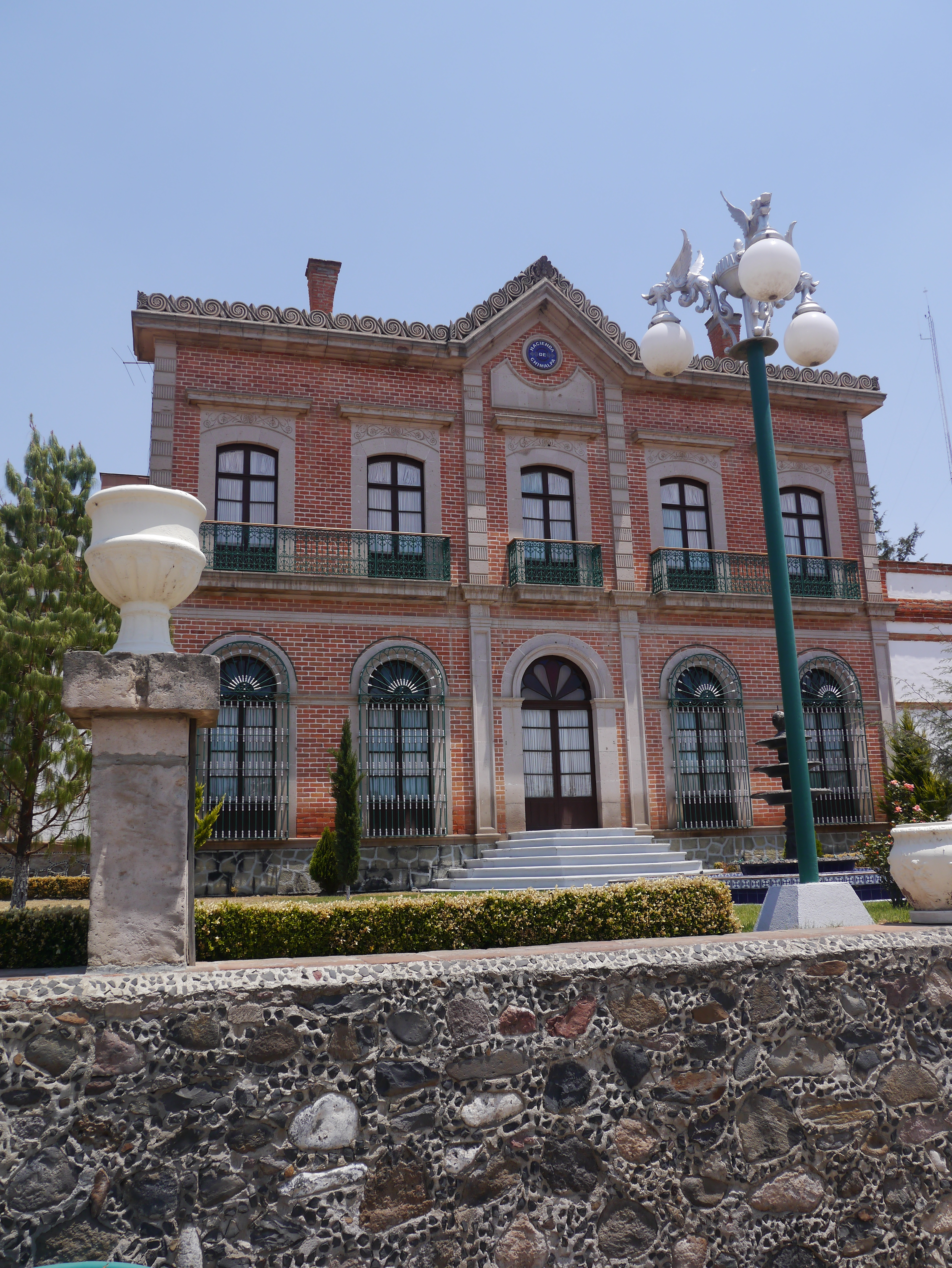
Hacienda de Chimalpa en el municipio de Apan.

Con la decadencia de la encomienda, el repartimiento de trabajo supuestamente de interés público e institución que dominó el sistema de reclutamiento de trabajadores indígenas, fue empleado en la agricultura y funcionó temporalmente para cubrir la necesidad de mano de obra, adaptándose bien al trabajo agrícola, aunque era poco calificado. La disminución de la población indígena impulsó a los españoles, a transformar su actividad. Se mantenían de la apropiación de los productos agrícolas cosechados por los indígenas, pasaron entonces a actuar como productores. Desarrollaron la hacienda, aparecida en el siglo XVI, dejándola consolidada como unidad básica de producción agropecuaria para los siglos siguientes.
Sus extensos territorios se conformaron por donaciones del virrey, negociaciones, además de los despojos a los pueblos indígenas de las tierras comunales. Pero la crisis económica se agudizó con la caída de la producción en la minería. No se disponía en aquella época de medios técnicos para desaguar las minas; y los yacimientos de Pachuca y Real del Monte quedaron inundados. La crisis demográfica y la caída de la minería durante el siglo XVII fueron pruebas que debió superar la hacienda en formación.
Hasta la primera mitad del siglo XVII algunos españoles, por medio de sus haciendas, empezaron a dedicarse al cultivo extensivo del maguey y a la elaboración de pulque; destacan los llanos de Apan como la parte donde la producción fue más intensa. La Hacienda de Santiago Chimalpa fue construida de cantera aproximadamente en el siglo xvii y entonces contaba con 1260 ha de propiedad. En el municipio de Apan surgen la Hacienda de San Francisco Ocotepec y en el municipio de Almoloya surge la Hacienda de Santiago Tetlapayac.

### SigloXVIII

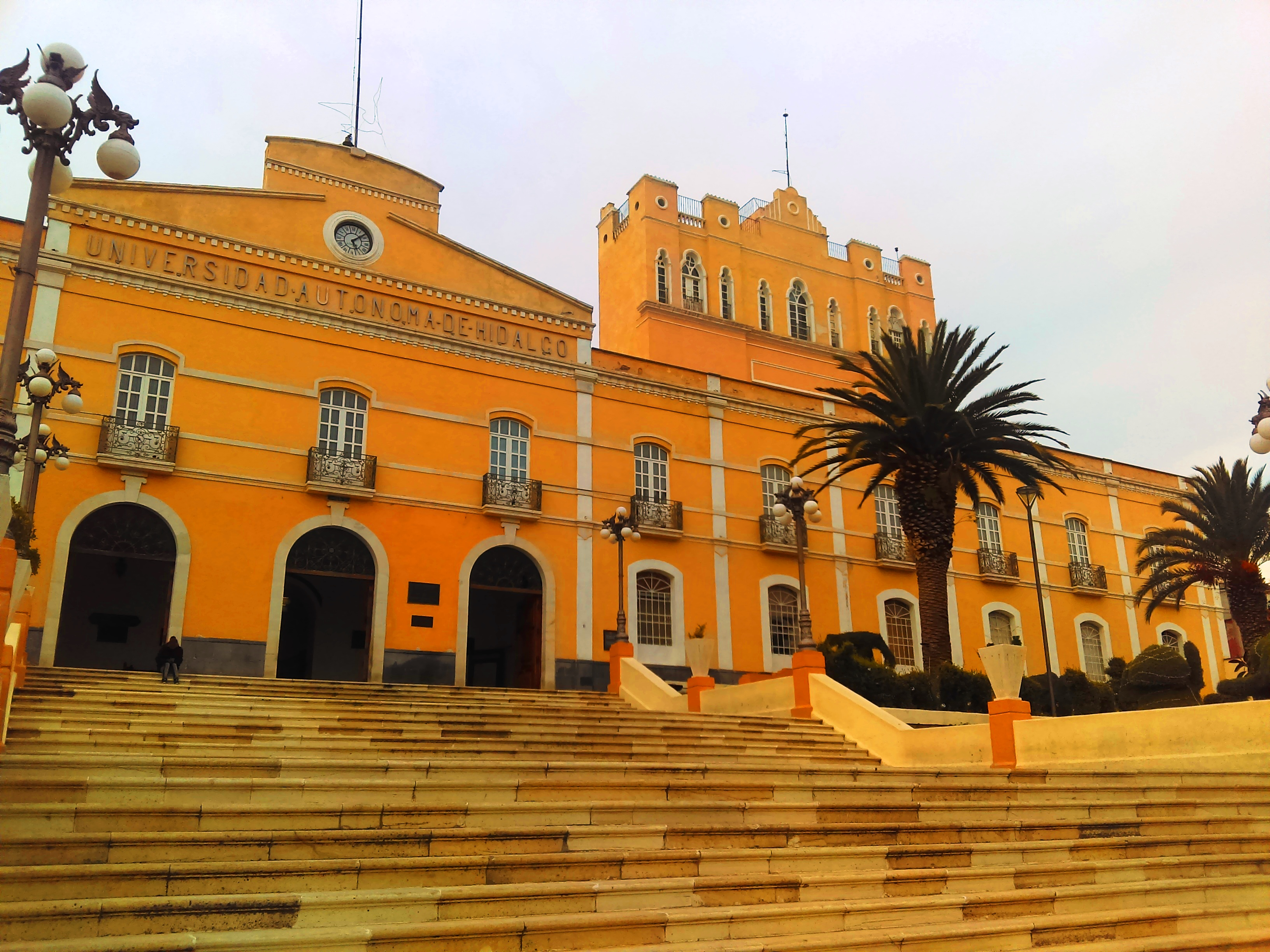
Edificio central de la UAEH construido en el, por los Juaninos nombrándolo como el "Hospital de Nuestra Señora de Guadalupe", este hospital funcionó de 1728 hasta 1837; en 1851 se reabre bajo el mantenimiento del Ayuntamiento de Pachuca, funcionando en esta sede hasta 1862, cuando el hospital se traslada al Convento de San Francisco. De 1862 a 1867, el edificio funcionó como cuartel militar. En 1869 el edificio se donó al Instituto Literario y Escuela de Artes y Oficios (ILEAO), actual Universidad Autónoma del Estado de Hidalgo (UAEH).

En 1700, se registra una fuerte inundación en la Mina del Jacal en el Distrito minero de Pachuca. En 1706, comienza la construcción del acueducto para la conducción del agua, desde Almoloya a Apan. En 1708, nace en Tula, Manuel Antonio Rojo del Río; quien fue arzobispo de Manila (1757 - 1764) y gobernador general de la Capitanía General de Filipinas (1761 – 1762). El 17 de abril de 1716, José Pérez de Lanciego Eguiluz y Mirafuentes, Arzobispo de México, visita Tepeji del Río. En 1720 Lolotla es elevado a la categoría de pueblo.
A principios de 1725, el Alcalde, los Diputados, Regidores y vecinos de Pachuca elevaron la solicitud al virrey Juan Vázquez de Acuña y Bejarano, I marqués de Casafuerte y al arzobispo, José de Lanciego para que fuera otorgada una licencia para construir un hospital de la Orden Hospitalaria de San Juan de Dios, también conocidos como Juaninos. Fue el 12 de julio de 1725 cuando el cabildo obtuvo la licencia episcopal para abrir el hospital, aprobada la licencia y obtenido el permiso, se iniciaron los trabajos para su construcción. Para marzo de 1728, se había sido concluido la construcción.
En marzo de 1728 se desarrolla una fuerte epidemia en Pachuca, por lo que se le hace novenario a Nuestra Señora de los Dolores en la Iglesia de la Santa Veracruz. En 1730 el indígena Diego Félix, funda Calnali. En 1746 Pachuca tenía en este año más de 900 familias españolas, mestizas y mulatas y 200 indios tequios en Pachuquilla.

#### Evangelización de la Sierra Gorda

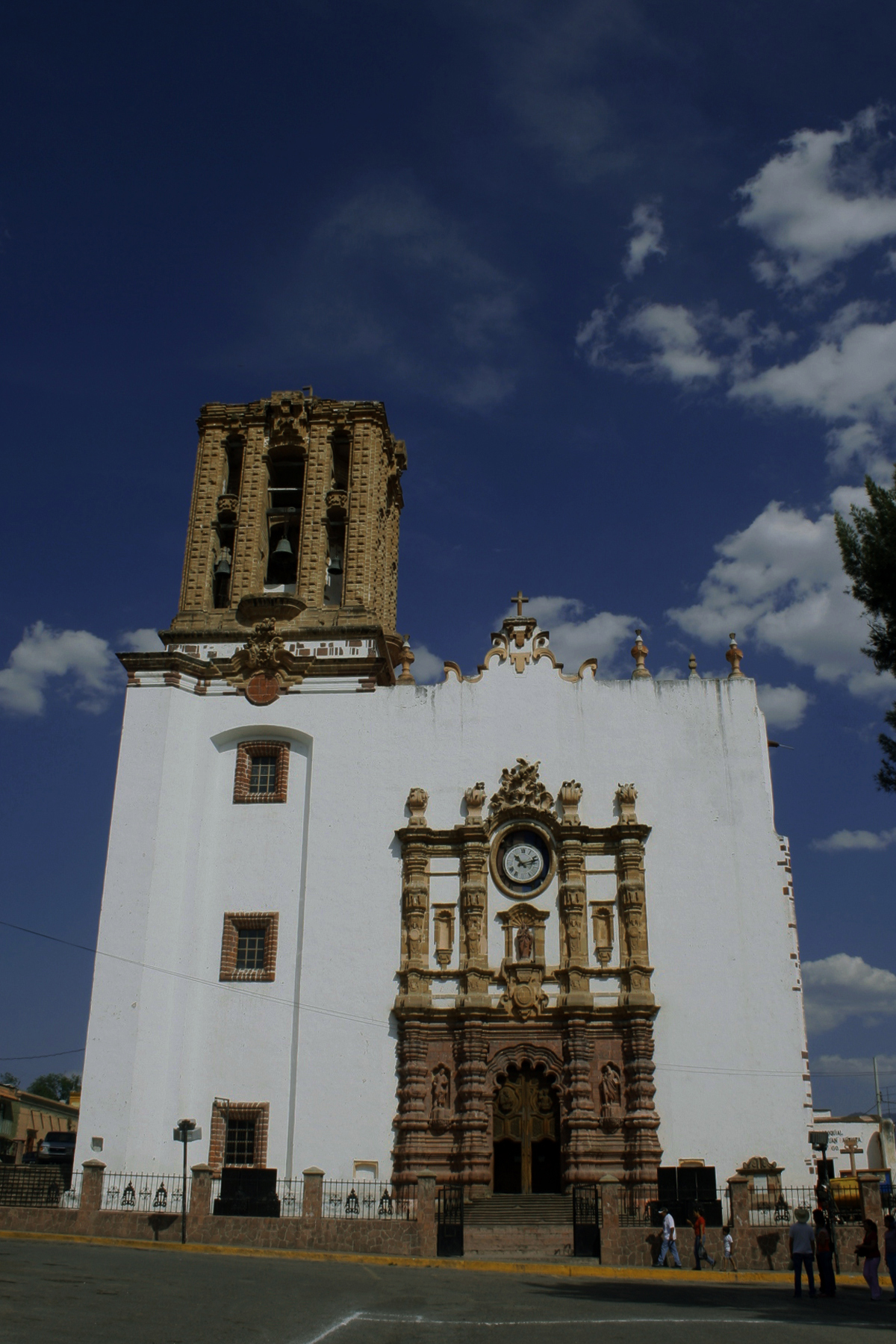
Parroquia de San Juan Bautista en Zimapán construida en 1773.

En 1750 la mayoría de los conventos hidalguenses ya no eran de franciscanos o agustinos, sino que habían pasado a manos del clero secular, es decir, sacerdotes que no pertenecían a ninguna orden y que no obedecían a otro superior que no fuera el arzobispo de México. A pesar de los avances de la colonización en otras partes de la Nueva España, en la Sierra Gorda habitado por los jonaces, pame y ximpeces, esta región seguía sin control. Entre las personas encargadas de controlar esta región fueron Gerónimo de Labra y sus hijos; y José de Escandón.
Los ximpeces eran descritos como una nación pacífica que vivía de sus cultivos; reducidos primero por los agustinos y más tarde por los dominicos. Los jonaces eran grupos que vivían en bandas sin asiento fijo, diestros en el manejo del arco y la flecha. Eran una nación temida por asaltar y asediar los pueblos fijos. Los pames formaban una extensa nación, era un grupo de condición dócil, que prefería remontarse a la sierra antes que enfrentar a los colonos españoles para defender sus tierras.
La guerra fue iniciada en 1554 por Luis de Velasco, quien los consideraba un peligro para la libre circulación hacia los reales de minas, como el de Zacatecas. Desde 1636, Gerónimo de Labra padre, emprendió varias campañas contra los jonaces y funcionó como protector de la zona, llegando a recibir el título de “Capitán, Cabo y Caudillo en Guerra de los Indios Chichimecas".
Al finalizar el siglo XVII los misioneros trataban de establecerse auxiliados por escoltas militares. Por el año de 1703 se sublevaron los jonaces, los estragos continuaron hasta 1713. Gerónimo de Labra hijo se propuso como última medida fundar otra misión de franciscanos. Atendiendo a la petición de Labra, el Colegio de Franciscanos de Pachuca, envió a tres religiosos: fray Juan Antonio Lara, fray José de La Rea y fray Francisco de las Llagas; los acompañaba el bachiller Pedro de Gavatica.
Los misioneros recorrieron las poblaciones: Jacala y Potrero, de la jurisdicción de Metztitlán; Pacula y Xalpa del Real y minas de Escanela de la jurisdicción de Cadereyta. Poco tiempo después enfermó gravemente uno de ellos y abandonaron las misiones porque tuvieron que regresar a Pachuca. De 1734 1777 los franciscanos de Pachuca establecieron una cadena de misiones. En 1744 comienza la construcción de la Iglesia de Jacala.
En 1750, el virrey Juan Francisco Güemes y Horcasitas favorece al José de Escandón para establecer ocho misiones, de las cuales tres debían fundar los religiosos de Pachuca. Dichas misiones fueron las de Tolimán en el actual estado de Querétaro, y las de Pacula y Cerro Prieto en localidad del municipio de La Misión en el estado de Hidalgo. La primera estuvo en Las Adjuntas, cerca de los ríos Toliman y Moctezuma pero a los tres meses se cambió a un mejor sitio en San Pedro Tolimán, donde permanecen durante siete años. Después construirían las de San José Fuenclara en Jiliapan cerca de Pacula; la de San Juan Bautista en Pacula, y la de Nuestra Señora de Guadalupe en Cerro Prieto en el municipio de La Misión. Fue en 1764 cuando los misioneros fundan La Misión.
En 1773 el Colegio de Francisco de Pachuca se separa de la Provincia de San Diego de México y queda erigido en Colegio Apostólico. En este mismo año comienza la construcción de la iglesia de Zimapán. Para el año de 1777, los misioneros de Pachuca establecieron una cadena de misiones en la Sierra Gorda para evangelizar a los indígenas de la región.

#### José Alejandro Bustamante y la minería

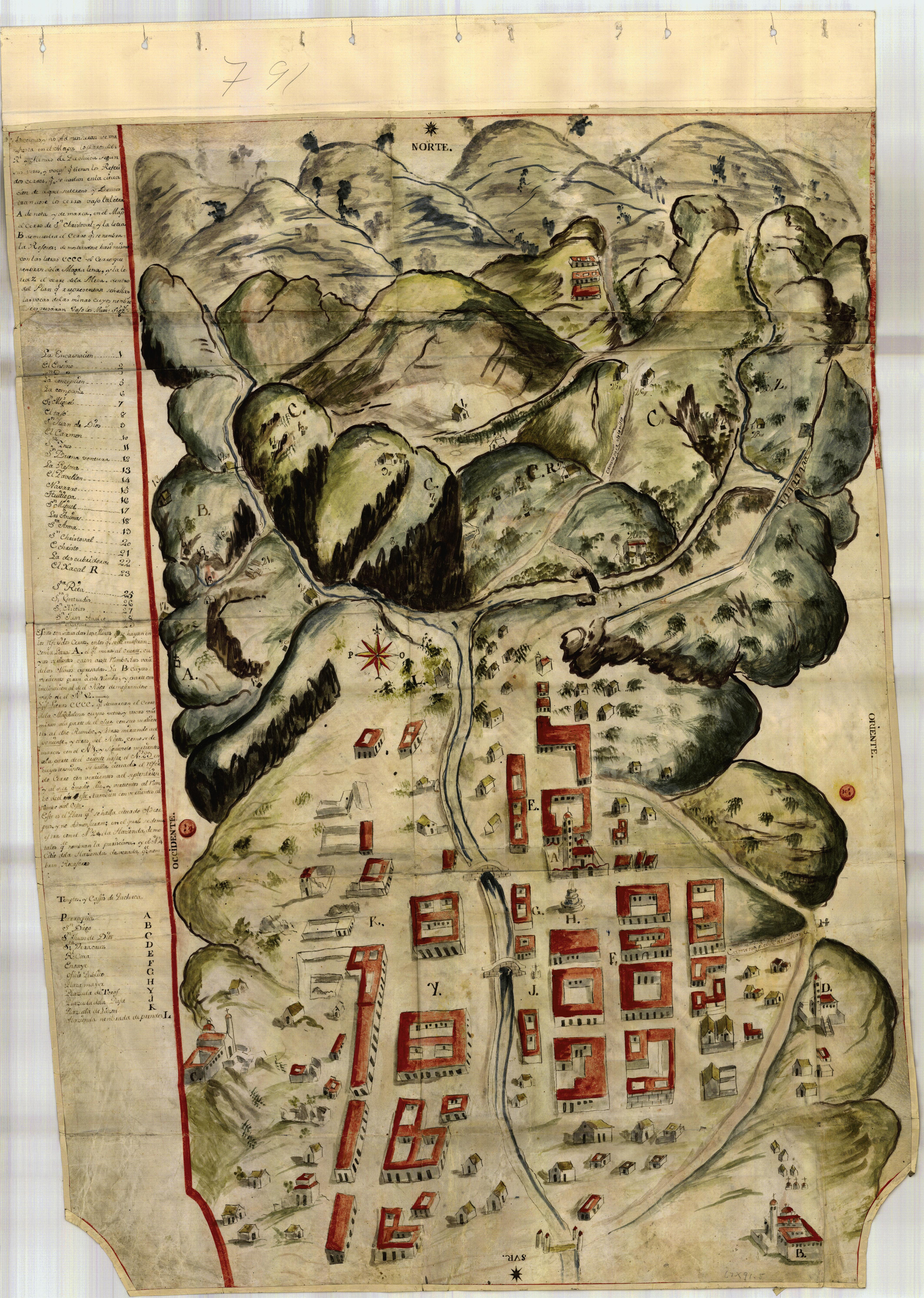
Mapa de los cerros del Real de Minas de Pachuca, elaborado en 1750 de autor desconocido.

El 25 de enero de 1731 ante el alcalde mayor, un escribano y testigos en Pachuca; se hizo prueba de los tamboretes inventados por Miguel López Dieguez, para desaguar las minas. En 1733 se termina el antiguo socavón Sánchez en Mineral del Monte. A principios del siglo XVII las minas de Pachuca y Real del Monte, las minas estaban inundadas y los trabajos suspendidos, los metales se extraían sólo hasta el límite natural, de las aguas por falta de máquinas de desagüe. La mayor parte de los mercaderes y muchas familias se habían ido u otros sitios mineros. José Alejandro Bustamante y Bustillo visitó Real del Monte y decidió de usar su herencia para reintegrar la industria minera; y empezó a explorar el área para aprender más al respecto.
Las historias concordaban en que Isidro Rodríguez de la Madrid, había probado que los veneros de las minas de la Veta de la Vizcaína no podían desaguarse con los malacates. Había levantado treinta y nueve malacates en quince tiros y fracasodo. La única otra forma de drenar las minas inundadas era abrir socavones y dejar fluir el agua por gravedad. El virrey Juan Antonio Vizarrón y Eguiarreta, acordó que si Bustamante usaba sus recursos, el gobierno daría la concesión en términos favorables dándole un título provisional de las minas abandonadas.
Pachuca estaba por lo menos 300 metros más abajo que Real del Monte y que había algunos puntos como la barranca de Azoyatla que se encontraban hasta 900 metros más abajo. Bustamante decidió contratar a Joseph de Júcar, traído a la Nueva España para realizar diversas obras entre ellas puentes y malecones en Veracruz. En 1739 abrieron la tierra, en la barranca de Azoyatla en Mineral de la Reforma, empezó una perforación doble; los socavones gemelos, San Francisco y San Antonio, serían líneas paralelas verticales poco separadas, hasta el socavón de La Joya.
Azoyatla resultaba un terreno demasiado duro, la excavación avanzaba a un ritmo muy lento, y en todo el trayecto no de encontró filón de metal alguno. Para 1741, la fortuna de Bustamante estaba casi consumida, esto lo obligó a admitir un socio que le ayudara en el financiamiento del proyecto. Los franciscanos de Pachuca y lograron que los franciscanos de Santiago de Querétaro, indujeran Pedro Romero de Terreros a ponerse en contacto con Bustamante. El 27 de septiembre de 1743, se legalizó el acuerdo por medio del cual Bustamante siguió como socio administrador, y Romero de Terreros como único capitalista. Terreros no tenía tiempo para participar en persona en el proyecto, pues era Regidor de Querétaro y, al terminar su periodo lo eligieron Alcalde.

#### Pedro Romero de Terreros y el desarrollo minero

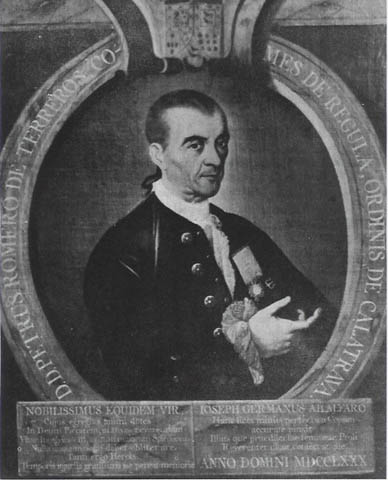
Pedro Romero de Terreros, en 1768 se le concede el título de I Conde de Regla; se le conocería como el «el Creso de la Nueva España».

Bustamante y Terreros decidieron comenzar a trabajar otras minas en la Sierra de Pachuca, en el cerro Magdalena se tenía la mina del Cristo. Terreros compró una cuadrilla de esclavos negros; Bustamante dirigió la operación. Se obtenía buen mineral y se sacaba plata, pero no resultó rentable. Lo intentaron nuevamente en la cercana Mina Las Ánimas sin mejor éxito. Agustín Moreno y Ruiz de Castro, Marqués de Valleameno, quien era dueño de la Mina del Cuixi, pero no había tenido ganancias, le propuso a Bustamante que la sociedad le cediera una de sus minas; en 1747 a pesar de las protestas de Terreros, Bustamante le cedió la Mina San Vicente.
En 1748 por la escasez de fierro, acero, magistral, sal y otros efectos indispensables para el laboreo de las minas, el virrey Juan Francisco Güemes y Horcasitas establece en Pachuca el primer Banco de Avío para la minería. En 1748 el proyecto de Azoyatla había sido un fracaso, Bustamante se puso de acuerdo con mineros que explotaban otras vetas y solicitó permiso de las autoridades para cambiar el punto de ataque en su proyecto. Este socavón de desagüe arrancaría por el lado de Omitlán, junto a las ruinas de la hacienda de Guerrero. Correría por la veta transversal de La Rica y cortaría la veta de Acosta. Pero se abandonó también después de un año por razones semejantes a Azoyatla.
Cambiaron a otro sitio un sitio más profundo y mucho más cercano a la veta Vizcaína, ubicada en el camino a Huasca y más tarde nuevamente trasladaron la construcción, al sitio conocido como la Joya en Sabanilla, que resultó el más viable. Según la costumbre, llegó un Sacerdote con un acólito para bendecir el nuevo lugar, pronunció el nombre de Nuestra Señora de Aranzazú. El socavón Aranzazú fue un éxito desde el principio, a veinte metros de la boca cortó la veta de La Rica y volteó hacia el oeste, en la intersección con la veta Cabrera-Escobar se dirigió el socavón de nuevo hacia el sur. En 1749, Terreros y Bustamante y comienzan el socavón Morán, más cerca de Real del Monte, en un paraje denominado Doña Juana, alias Melgarejo, situado al pie del terrero de la mina Morán.
Bustamante estaba sobrecargado con la responsabilidad de los socavones de La Rica y de Aranzazú y con otros pequeños proyectos. Sus amigos y vecinos le advirtieron que no cabalgara a su casa, hasta Pachuca. Para evitar esto, se cambió con su familia al valle de Huasca y rentó habitaciones en la vieja hacienda de San Miguel Arcángel. El 17 de agosto de 1750 Alejandro murió de gangrena, después de sufrir una caída con su caballo que le aplastó la pierna. Terreros quedó como único propietario, y tuvo que cambiarse de la agradable región del Bajío al clima frío y lluvioso de Real del Monte.
Intensificó los trabajos, se tuvieron que abrir las vetas, el secreto del éxito de Terreros fue procesar el mineral y extraer la plata sin tardanza. Para hacerlo necesitaba haciendas de beneficio para el mineral. Rentó las que había desocupadas, pero tenía que adquirir lugares fijos de su propiedad, aumentando la carga financiera y de supervisión. Un fraile fue comisionado para planear y diseñar la Hacienda de Nuestra Señora de Santa María de Regla, popularmente conocida por “El Salto”, debido a su salto de agua. Valleameno usaba la Hacienda de San Miguel Arcángel para fundir el mineral de San Vicente. Valleameno, cavó un tiro en la Mina San Buenaventura en Pachuca, pero los abandonó porque encontró otra bonanza en Mina Todos Santos, en Real del Monte.
El 21 de agosto de 1755, Valleameno murió repentinamente dejando a tres hijos pequeños y a su esposa que esperaba otro heredero. Se negoció un trato amistoso entre Terreros con María Petra Pablo Hernández de Tejeda, Marquesa de Valleameno. Terreros recuperó San Vicente y adquirió la hacienda de San Miguel Arcángel, y le cambio el nombre por el de Hacienda de San Miguel Regla.
El 29 de junio de 1756 contrae matrimonio Pedro Romero de Terreros con María Antonia Trebuesto y Dávalos de Bracamonte.  Pedro y Antonia tuvieron cuatro hijas, María Micaela nació en mayo de 1757, Juana María Josefa en mayo de 1758, María Antonia Silveria en junio de 1759 y María Ignacia Josefa en agosto de 1760. El 30 de agosto de 1761 nace en Pachuca, Pedro, Ramón, Mariano, José, Francisco, Miguel Romero de Terreros, Trebuesto y Dávalos de Bracamont. En agosto de 1762 nació un segundo hijo, Francisco Javier María Ciriaco. En septiembre de 1762 se acabó el socavón Morán,

#### Huelga minera de 1766

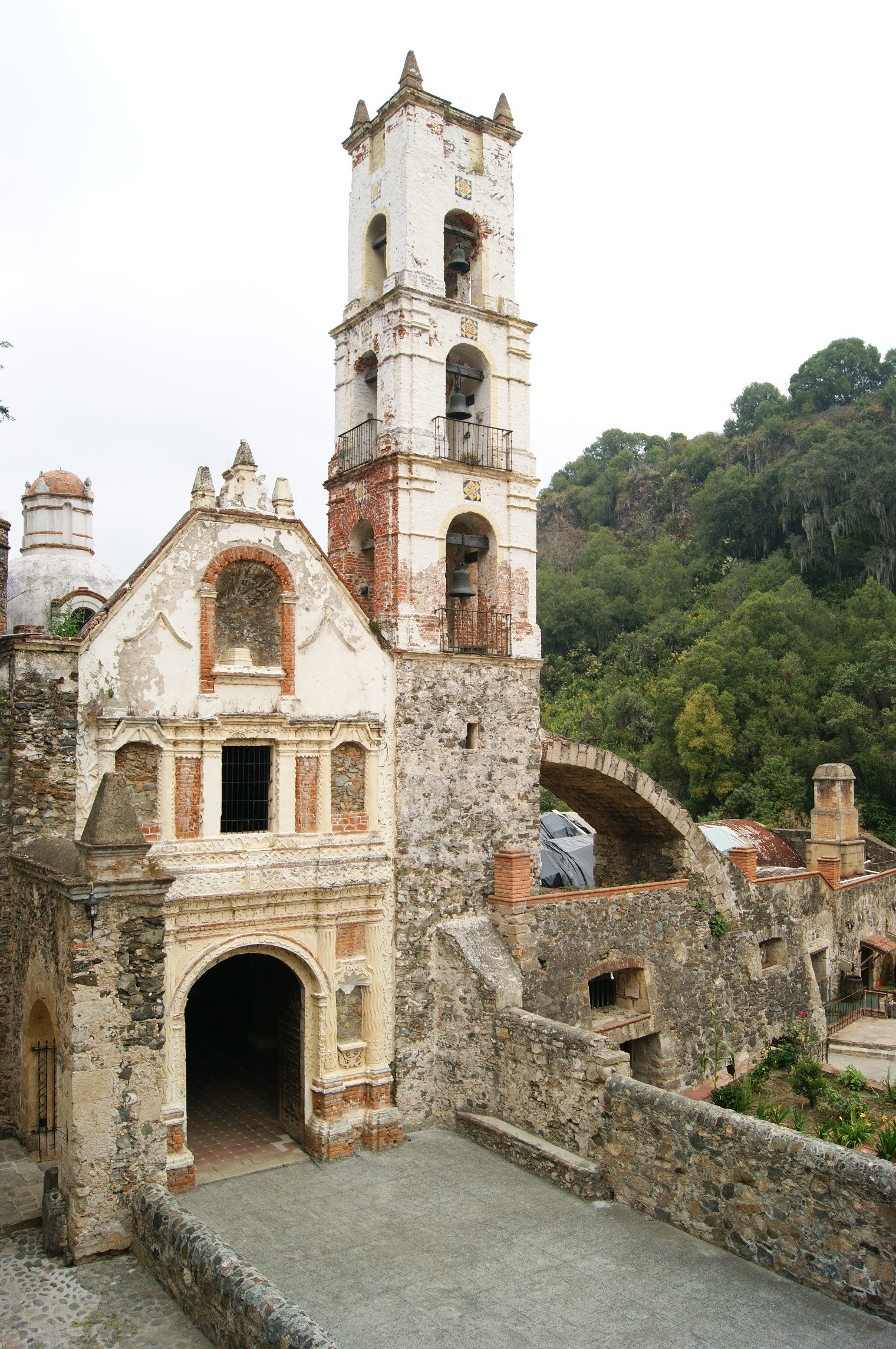
Iglesia de Nuestra Señora de Loreto en la Hacienda de Santa María Regla.

Los “Jornales” eran los pagos en dinero que se hacían a los operarios en forma de asignación diaria y pago semanal. El “Partido” era un incentivo libre, este consistía en que el último costal de mineral que se subía el trabajador de la jornada lo dividía entre el y el dueño de la mina. En entonces se registraban veintidós oficios, como los peones de acarreo, abajadores y sacadores; tenateros que extraían el mineral de algún socavón; pepenadoras que separaban los materiales ricos de los pobres; y los ademadores y paleros que reforzaban los socavones para evitar derrumbes. Para el tumbe del mineral, los barreteros se organizaban en cuadrillas, cada una con sus peones y ayudantes que alumbraban, llevaban comida, desalojaban desmontes y desechos.
Los primeros meses de 1766, los “jornales” de los peones bajó de cuatro a tres reales, el “partido” de los barreteros empezó a desaparecer y a los ademadores se les quitó la posibilidad de sacar mineral. También existían los llamados “rescatadores”, empresarios que adquirían el mineral del “partido” para procesarlo en sus haciendas, sin tener que explotar minas; con lo que evadían el impuesto a la corona.
 Los trabajadores trabajaban todo el día, y algunos sobrevivían de la venta del “partido”.
A través de una investigación realizada por el alcalde mayor de Tulancingo, Joseph de Leoz; se le informó a Romero de Terreros, que los “rescatadores” solo adquirían, el mineral de los barreteros de sus minas, y que exigían el mineral de mejor calidad, obligando a los barreteros de apartar las mejores piedras, para subirlas en el último costal dedicado al partido. Estos argumentos fueron invocados por al suspender el “partido”.
Los operarios comenzaron a reunirse clandestinamente en casa del barretero Nicolás Zavala para organizar un paro de labores y redactar una denuncia contra Romero de Terreros. El 28 de julio de 1766, setenta y nueve barreteros presentaron un pliego petitorio, ante los oficiales reales en el Edificio de las Cajas Reales, cuya primera y mayor demanda era la restitución integral del Partido. El comité iba en representación de todos los de las minas de veta Vizcaína, firmaron quince y otros cincuenta y cinco dieron sus nombres. Pedro Romero de Terreros, se encontraba en la Ciudad de México, las autoridades no se atrevieron a obrar en un solo punto de las demandas presentadas por los mineros. Al día siguiente, llegó al edificio un contingente de entre 250 y 300 trabajadores para protestar y exigir solución a sus demandas y ahí permaneció toda la noche hasta obligar a las autoridades locales del virreinato a desplazarse a Real del Monte y solucionar sus peticiones.
Para el 1 de agosto, los trabajadores no habían obtenido ninguna respuesta, se redactó un nuevo documento, contrató a un abogado y consiguió la adhesión, esta vez, de 1200 operarios de Mineral del Monte. En esta queja, llamada del 1 de agosto, los mineros pedían que se les subiera el salario, denunciaron la violencia que padecían en la mina, as condiciones de trabajo, y denunciaban a los esquiroles rompe huelgas. Este texto fue presentado al virrey, Joaquín Juan de Montserrat, I marqués de Cruïlles, el 4 de agosto, recibió, escuchó y promete resolver las peticiones de los barreteros con la condición de que volvieran a trabajar a las minas. El 6 de agosto, los administradores de la mina anunciaron que se respetaría el partido, pero omitiendo el resto de las demandas, frente a lo cual despidieron a gritos a los administradores.

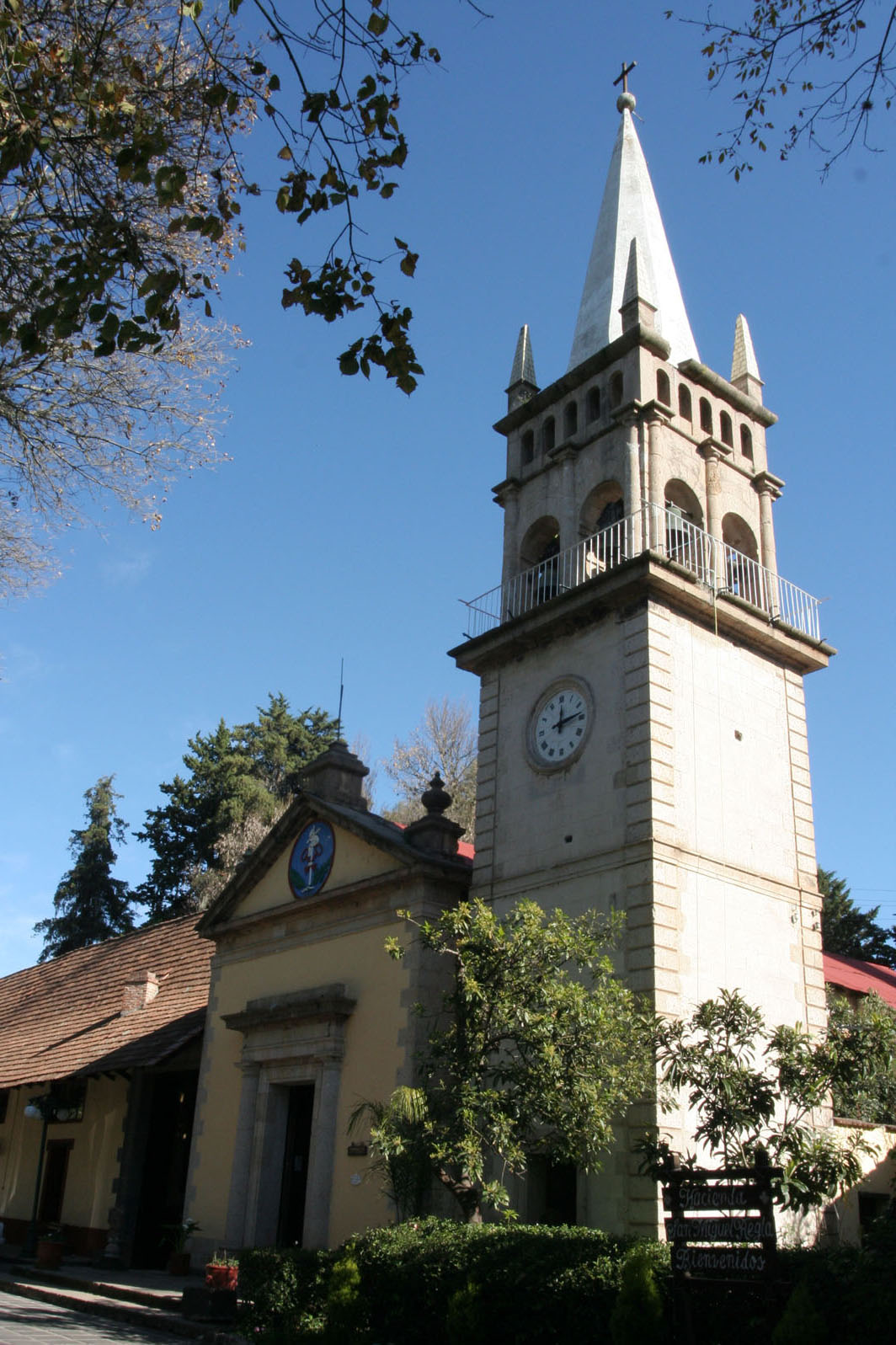
Iglesia de San Miguel Arcángel en la Hacienda de San Miguel Regla.

El 8 de agosto se arrestó a los operarios que habían fungido como mensajeros; sus compañeros fueron a pedir su libertad al Alcalde Mayor de Pachuca, Miguel Ramón de Coca, pero éste no accedió. El 14 de agosto, dos mil operarios eligieron a once representantesa para formar parte de una comisión de negociación, Romero de Terreros accedió a dejar intacto el partido, pero omitió el problema del salario para los peones.
El 15 de agosto muchos trabajadores regresaron al trabajo, sin embargo en la Mina Santa Teresa empieza una discusión porque el rayador de ahí, acusa a un barretero de haber apartado lo mejor del metal para el partido, sus compañeros se rehúsan a laborar. Juntos acuden a la mina La Palma, donde se encuentra Romero de Terreros, este se niega a escucharlos.  Llegan al atrio de la Parroquia de la Asunción, donde la multitud esta a punto de desbordarse, en este momento el cura, José Rodríguez Díaz, los contiene y se de mediador. Tras un par de horas de discusión, se llega a un acuerdo: se respetará el partido si para el turno de la noche se vuelve a trabajar. Sin embargo al poco tiempo, tres recogedores detuvieron a unos operarios que estaban en la cantina, una multitud armada los amedrentó y huyeron. La noticia se esparce, la multitud se moviliza y el paro de labores volvió a generalizarse.
Romero de Terreros y el alcalde mayor de Pachuca, Miguel Ramón de Coca, se encontraban en la Hacienda de San Cayetano, cuando un operario discutió por el partido que pretendía dársele; se ordenó que se le azotara, pero el trabajador logró liberarse. Un gran contingente armados con palos llegan a la hacienda, una granizada de piedras azota el tejado de la galera de San Cayetano. El Alcalde mayor, Miguel Ramón de Coca, sale a contenerlos, mientras Romero de Terreros y otros acompañantes suben a un tapanco.
El tumulto, sale en busca del rayador Francisco Lira y también a Cayetano Celis, únicamente encontraron al capataz, Manuel Barbosa, quien fue lapidado, junto con el alcalde mayor. Después fueron a la cárcel, donde liberaron a 300 o 400 prisioneros, nuevamente, la multitud fue apaciguada por el cura. Romero de Terreros, se salva cuando el cura cura, lo envió en procesión hacia la sacristía de la iglesia, y de ahí escapa a la Hacienda de San Miguel Regla.
El 16 de agosto arribaron a Pachuca 330 hombres armados, provenientes de Atotonilco el Grande, Zempoala y Tulancingo. El virrey envío a la zona de conflicto al abogado Francisco Javier Gamboa. Llegando a Pachuca el 17 de agosto, a efecto de realizar toda gestión necesaria para regularizar la situación, escuchó a mineros, operarios y administradores y dictó unas ordenanzas exclusivas para Real del Monte, aprehendió a algunos cabecillas y logró, en apariencia, restablecer el orden. Las ordenanzas contenían 19 capítulos en los que se regulaban las condiciones de trabajo y se mantenía el partido, y fueron publicadas en octubre de 1766. Desde agosto de 1766 hasta febrero de 1767, se presentaron una serie de motines en la región.

### Últimos años del virreinato

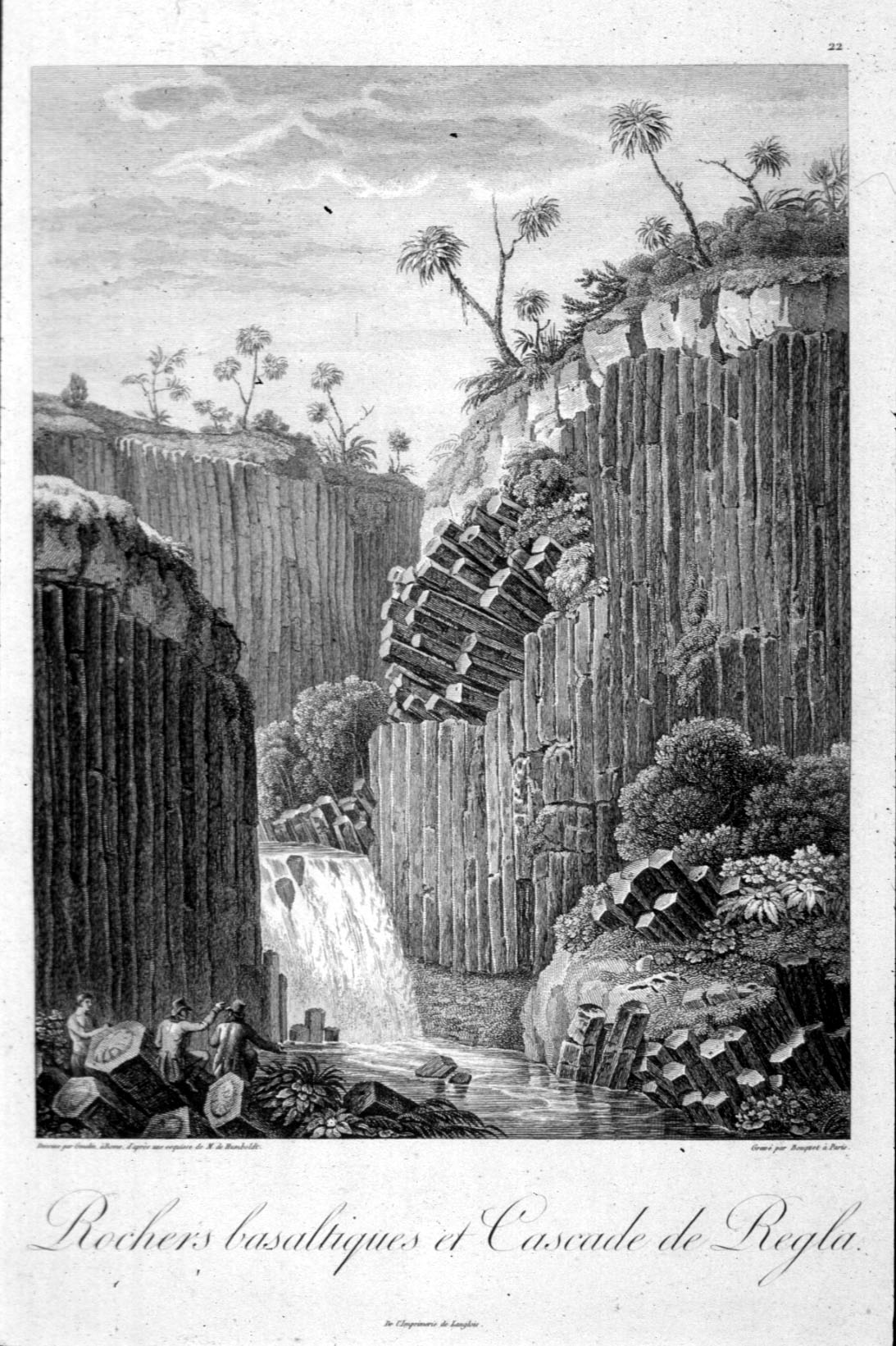
Prismas basálticos de Santa María Regla por Alexander von Humboldt, ilustración del libro: Vista de la Cordillera y monumentos de los pueblos indígenas.

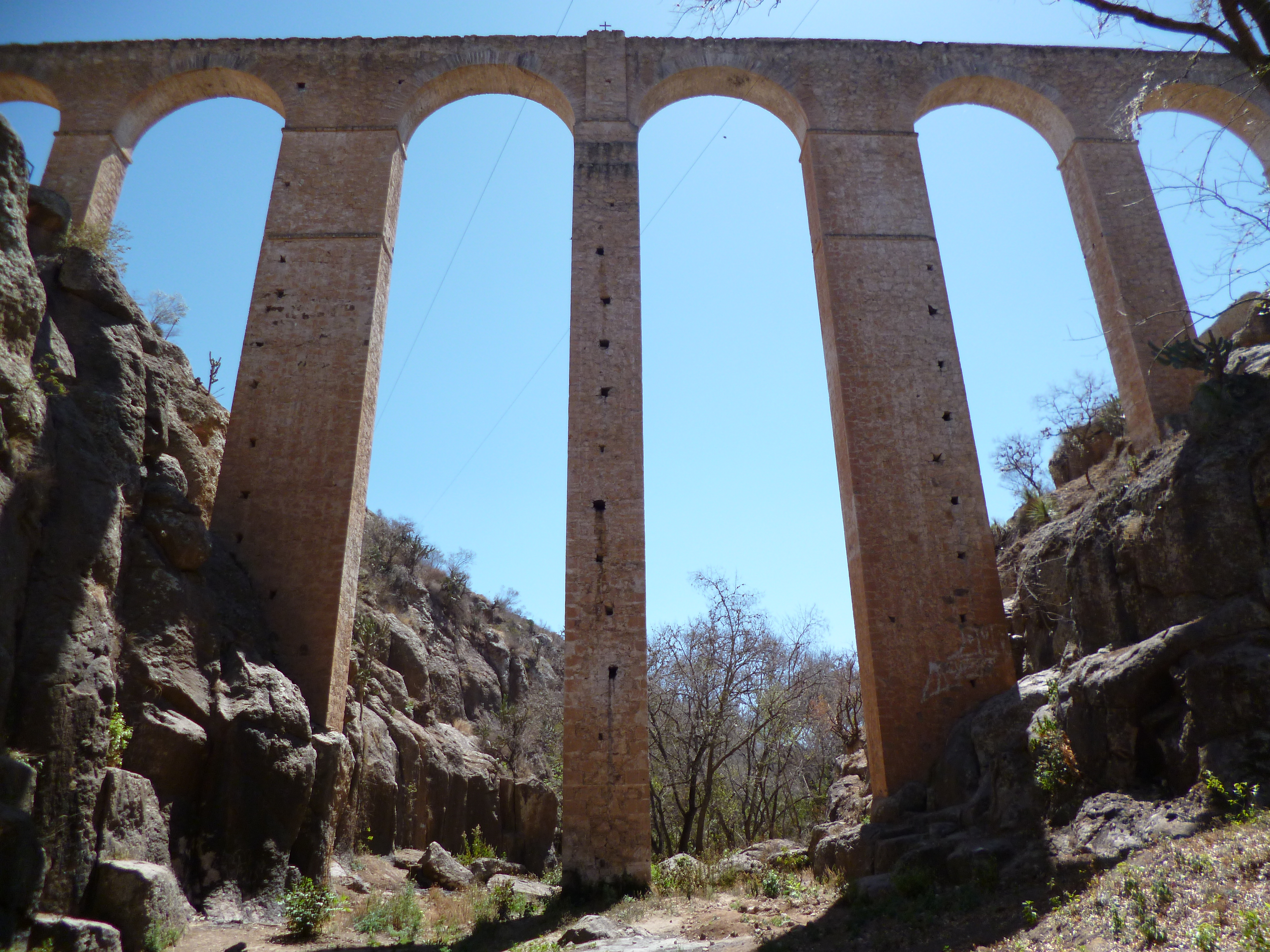
El Acueducto El Saucillo en Huichapan; su construcción finalizó en 1757. Se encuentra en pie un tramo de 14 arcos que cruzan 155 m, la parte central que se compone de un arco doble de 44 m de altura.

En 1769, el Arzobispo de México, Francisco de Lorenzana visita a Pachuca. En 1770 se estableció el correo entre México y Pachuca. El 8 de abril de 1772 se termina la construcción del puente de Tula sobre el río Tula y en este mismo año visita Pachuca el Arzobispo de México, Alonso Núñez de Haro. El 24 de noviembre de 1782 muere en Pachuca, Pedro Romero de Terreros. En 1783 se incorporan las casas de ensaye a la corona, y por este
tiempo se fundan la Aduana y Ensaye en Pachuca. En 1787 los religiosos agustinos fundan El Arenal.
El 8 de junio de 1789 se registra un incendio en la Mina del Encino, ubicada al pie del cerro de San Cristóbal, en Pachuca. Alrededor de 1780 los indígenas de varios pueblos cercanos a Zempoala, protestaron porque la Real Hacienda quería cobrarles el impuesto al pulque, siendo que éste no lo destinaban a la venta, sino al consumo propio, lo cual trajo un sinnúmero de conflictos.
En 1784 en la Sierra Baja, donde se encuentra la hacienda de San Pedro Tultepec (conocida como Vaquerías) y sus ranchos anexos de Santa Clara de Apulco, La Luz y Santiago (este último situado dentro del estado de Veracruz); los indios de la vecina población veracruzana de Huayacocotla, encabezado por el que había sido cura, Miguel de Molina, se rebelaron porque la hacienda se quería apropiar de sus terrenos. Las autoridades eclesiásticas mandaron al párroco de Huasca en calidad de juez para que, en compañía del vicario de Atotonilco el Grande, siguieran un proceso legal a Molina. La hacienda pasó a poder de la familia del Conde de Regla.
En 1790, visita Tulancingo el Arzobispo de México, Alonso Núñez de Haro. En 1792, se expiden los títulos para la fundación de Chilcuautla, por Diego Antonio Cernida y Saavedra, del Consejo de su Majestad, su Oidor en la Real Audiencia de la Corona, y pies privativo de ventas y compras de tierras y aguas baldías, las que comenzó el mes de febrero de 1772. En 1799 el cura Mariano Matamoros es asignado como vicario de la Parroquia de la Asunción; la presencia de Matamoros, abarca del 4 de abril de 1799 al 10 de noviembre de 1801, y estuvo bajo las órdenes cura Mariano Iturría Ipazaguirre. En 1801, Andrés Manuel del Río, mientras estudiaba muestras de un yacimiento de plomo en la región de Zimapán, encontró una nueva sustancia metálica que primero denominó Pancromio y posteriormente Eritronio, después se le se denomino Vanadio.
El 19 de septiembre de 1802 se celebra en Pachuca, con grandes manifestaciones la firma del Tratado de Amiens, terminanla paz ajustada entre España e Inglaterra. El 15 de mayo de 1803 Alexander von Humboldt llega a Pachuca y visita las minas de Real del Monte y Huasca de Ocampo, el 21 de mayo parte para Atotonilco el Grande. El 22 de mayo pernocta en la localidad de Baños de Atotonilco cerca de la Villa de Magdalena y el Puente de la Madre de Dios. Durante el 23 y 24 de mayo recorrería el Valle de Actopan, para después partir el 25 de mayo rumbo a la Ciudad de México.
El incendio de la mina del Encino en 1789 fue objeto de especial atención para Alexander von Humboldt. También durante la visita, Humboldt, dibujo y estudio los Órganos de Actopan también conocidos como Los Frailes, localizados a 17 km al sureste de Actopan en el municipio de El Arenal. Humboldt determina trigonométricamente la altura de estos; así como los Prismas basálticos de Santa María Regla los dibujaría a lápiz. En 1807 en Tulancingo, la autoridad española encarceló al gobernador indígena y a sus oficiales porque se negaron a pagar un impuesto extra para reparar la iglesia. El 10 de febrero de 1810 se registró una tolvanera en Pachuca.

## Independencia de México

### Inicio (1810-1811)
La Independencia de México de inicio con el Grito de Dolores, el 16 de septiembre de 1810. En la primera etapa de inicio, las fuerzas revolucionarias están desorganizadas y no tienen objetivos claros; el único objetivo claro es el levantamiento contra el gobierno. Esta etapa comprende desde el Grito de Dolores, el 16 de septiembre de 1810, hasta la Batalla del Puente de Calderón y el fusilamiento de Miguel Hidalgo, el 30 de julio de 1811.
Tres frentes, se abrieron durante el movimiento de independencia en Hidalgo, el primero en Huichapan, que abarcó las subdelegaciones de Tula de Allende, Ixmiquilpan y Zimapán; el segundo en los llanos de Apan en el que se incluyeron Tulancingo, Zempoala y Pachuca; y el tercero en la Huasteca y de la Sierra Alta. En el primero destacan los insurgentes, Julián Villagrán y su hijo Francisco Villagrán “El Chito”, los sacerdotes José Antonio Magos, José Manuel Correa y los hermanos Anaya, José Mariano, y Cayetano; en el segundo José Francisco Osorno, Vicente Beristain, Mariano Aldama, Miguel Serrano, Diego Manilla y Miguel Inclán; y en el último, Rafael Vizuet, Pedro Franco, Jacinto Solares y con ellos el grupo de los “Molangueros”.

#### Región de Huichapan
Primeros levantamientos

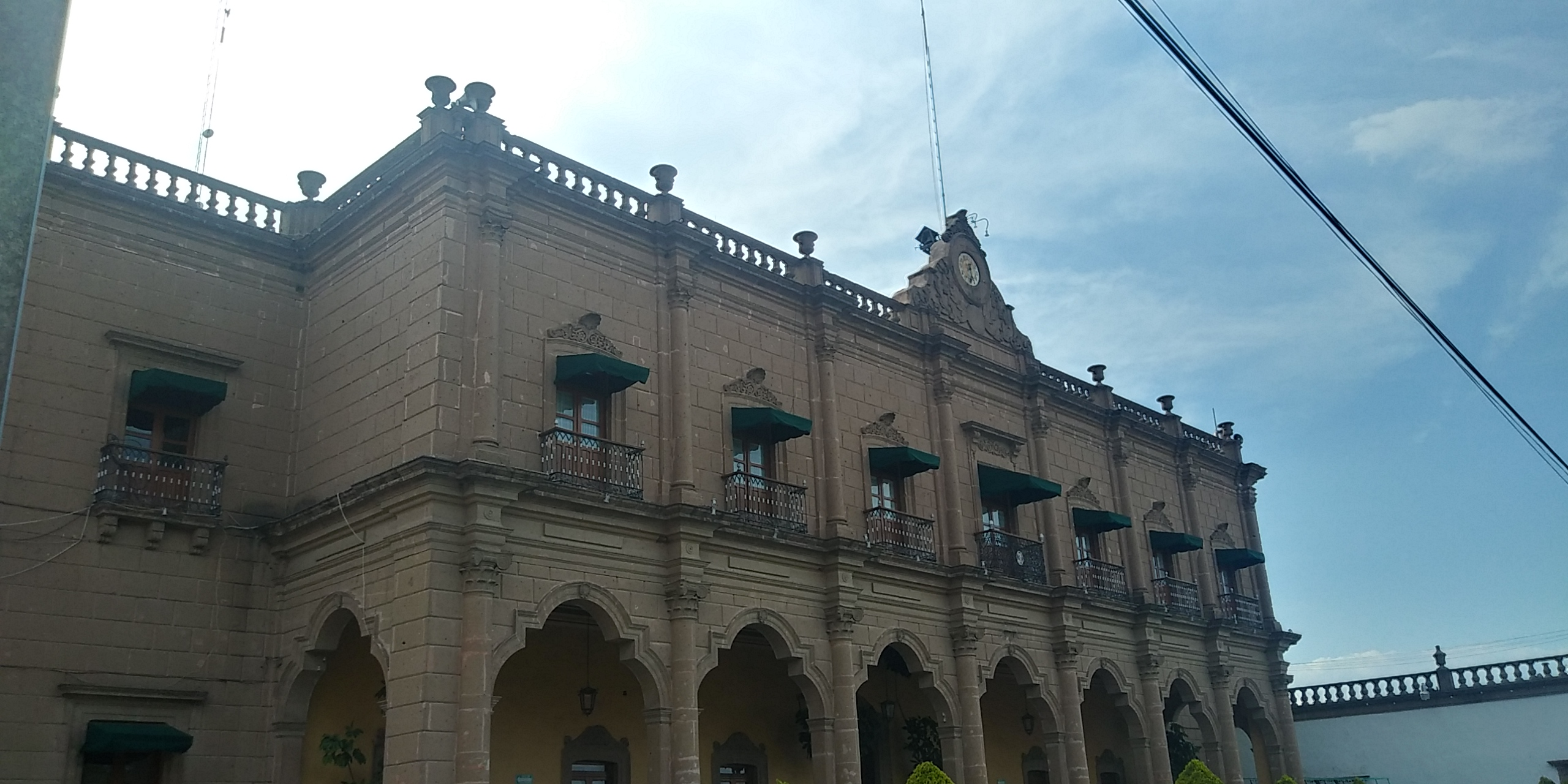
Palacio Municipal de Huichapan.

El primer levantamiento armado independentista de la región fue en la zona de Huichapan, debido a la cercana ubicación de Huichapan con el Bajío. Miguel Sánchez, un agricultor y comerciante, por lo que recorría una región desde Querétaro, Huichapan hasta la Huasteca. Conocía la Conspiración de Querétaro, debido a que algunos miembros le pedían transportar cartas. Iniciado el movimiento se presentó ante Miguel Hidalgo, que lo nombró brigadier; inicia su levantamiento en la Hacienda de San Nicolás de los Agustinos, con un grupo de indígenas parte a San Juan del Río; el 30 de septiembre de 1810, ocupa Huichapan y otros pueblos cercanos.
Entre los primeros seguidores del movimiento en Hidalgo se encuentran los hermanos Anaya, Cayetano Anaya era arriero y llegó a Nopala con una proclama formada por Miguel Hidalgo, el 30 de septiembre de 1810. José Mariano Anaya había sido designado comandante general por Ignacio Allende. El 28 de octubre, se levantan en armas, Julián Villagrán y su hijo Francisco Villagrán “El Chito”.
Los Villagrán se unieron a Sánchez, operando en el camino de la Ciudad de México a Santiago de Querétaro, entre el tramo San Juan del Río y Calpulalpan. Se separarían cuando Sánchez decide atacar Santiago de Querétaro, Julián Villagrán se oponía a la acción y le quitó soldados de su división. Después los Villagrán se sumaron a las fuerzas de Miguel Hidalgo durante su marcha hacia la Ciudad de México, Hidalgo decidió no tomar la ciudad, provocando una gran desbandada entre sus soldados, al regresar muchos a sus lugares de origen. Es seguro que Villagrán regresó en esos momentos a la región de Huichapan. En Alfajayucan, Villagrán mató a Sánchez, y a otras dos personas que se encontraban con el.
De acuerdo con algunos historiadores Sánchez y Villagrán estaban enemistados, esto se debido al hecho de que Sánchez, asumiera el papel de líder del movimiento insurgente en la región; y a la pérdida que sufrió en Santiago de Querétaro. Otros historiadores señalan que Villagrán sospechó de una posible traición de Sánchez, poniendo como ejemplo una carta que envió a Miguel Hidalgo, fechada el 19 de noviembre de 1810; en la que lo acusa de tratar de dejar indefensa la plaza de Huichapan, para que fuera tomada por los realistas. La muerte de Sánchez a manos de Julián Villagrán, dejó a este como jefe de las acciones insurgentes en la región entre Huichapan, Zimapán e Ixmiquilpan.
Campaña de los Villagrán

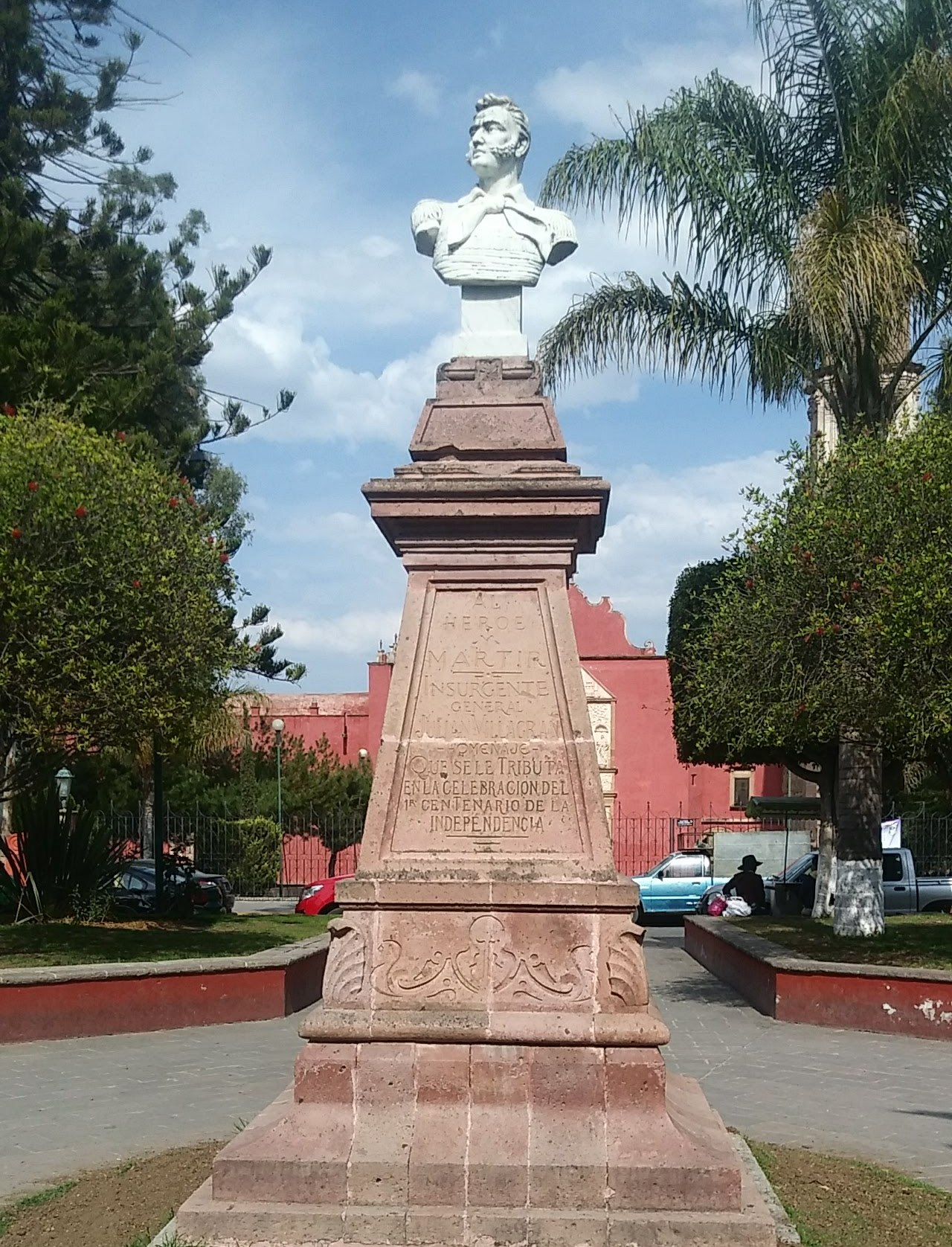
Monumento a Julián Villagrán en Huichapan.

Las fuerzas de Villagrán asaltaban convoyes realistas en el Camino Real de Tierra Adentro de México a Querétaro; en asalto atacaron el convoy de Ignacio Vélez de la Campana, que iba hacer auditor del ejército. Este hecho impulsó que el virrey, Francisco Javier Venegas, mandara tropas a la zona. Se dispuso enviar a la región al brigadier, José de la Cruz, salió de México el 16 de noviembre de 1810, acompañado del coronel, Torcuato Trujillo, llegando a Nopala la noche del día 20 de noviembre. Sus tropas estaban integradas por una división del regimiento de infantería provisional de Toluca, 250 dragones de los regimiento de España y Querétaro, y dos cañones.
En Nopala el cura, José María Correa, estaba a favor de la lucha armada, De la Cruz le ordenó solamente que se presentase al virrey, quien a su vez lo remitió con el arzobispo Francisco Xavier Lizana, quien lo degradó a coadjutor del templo de Nopala, a donde Correa regresó días más tarde. El 21 de noviembre, De la Cruz salió de Nopala rumbo a Huichapan, Villagrán salió con dirección a la sierra, parapetándose en el cerro de “Nastejé” o de “La Muñeca”. En Huichapan, De la Cruz encontró las municiones enviadas a Félix Calleja en el convoy interceptado por los Anaya. Concedió un indulto a todo aquel que lo solicitara, siendo muchos quienes lo solicitaron; también ordenó desarmar el pueblo confiscando desde cuchillos y tijeras hasta herramientas de carpintería y herrería.
Al enterarse de que los pobladores de la hacienda de “La Goleta” y los del pueblo de San Miguelito, comandados por los Anaya, habían sido los autores de la muerte de Vélez, ordenó ahorcar a los habitantes, dejándolos colgados en los árboles, y el pueblo fue quemado. El 16 de diciembre de 1810, De la Cruz, se vio en la necesidad de abandonar Huichapan. Casi de inmediato regresaron los Villagrán a aquella ciudad, a la que entraron con la mayor facilidad, quedando la zona bajo su control.  La posición de los insurgentes en Huichapan, a la orilla del camino de México a Querétaro, les permitía una rápida retirada a la serranía, ubicada entre Zimapán y El Doctor.
El 5 de abril de 1811, Julián Villagrán fue derrotado en las inmediaciones de la hacienda de San Francisco por el teniente coronel Antonio Castro, quien le persiguió hasta Huichapan, población en la que entró el realista el 10 de abril. Los Villagrán, solo entraron en la ciudad para recoger algunos pertrechos y se retiraron de inmediato a la sierra. Castro salió de Huichapan el 3 de mayo, enfrentando y derrotando nuevamente a los Villagrán en el cerro de la Magdalena.Cadereyta de Montes 
Mariano Aldama se unió a las fuerzas de “El Chito” Villagrán, quienes toman Cadereyta, población que se vieron obligados a abandonar al ser atacados por el teniente coronel José Antonio Andrade. El 27 de junio de 1811, Julián Villagrán, los vecinos y la guarnición oponen resistencia. Tras cinco horas de combate Villagrán se retiró, este volvió y sitió a Zimapán durante tres meses al cabo de los cuales se rindió la población, en la que Villagrán estableció su cuartel general. Después de su regreso a Nopala, el sacerdote José María Correa; la Junta de Zitácuaro, instalada en agosto de 1811, dio a Correa el nombramiento de brigadier y comandante de operaciones en Huichapan y Jilotepec. Los Villagrán y los hermanos Anaya, le reconocieron.

#### Sierra y Huasteca hidalguense

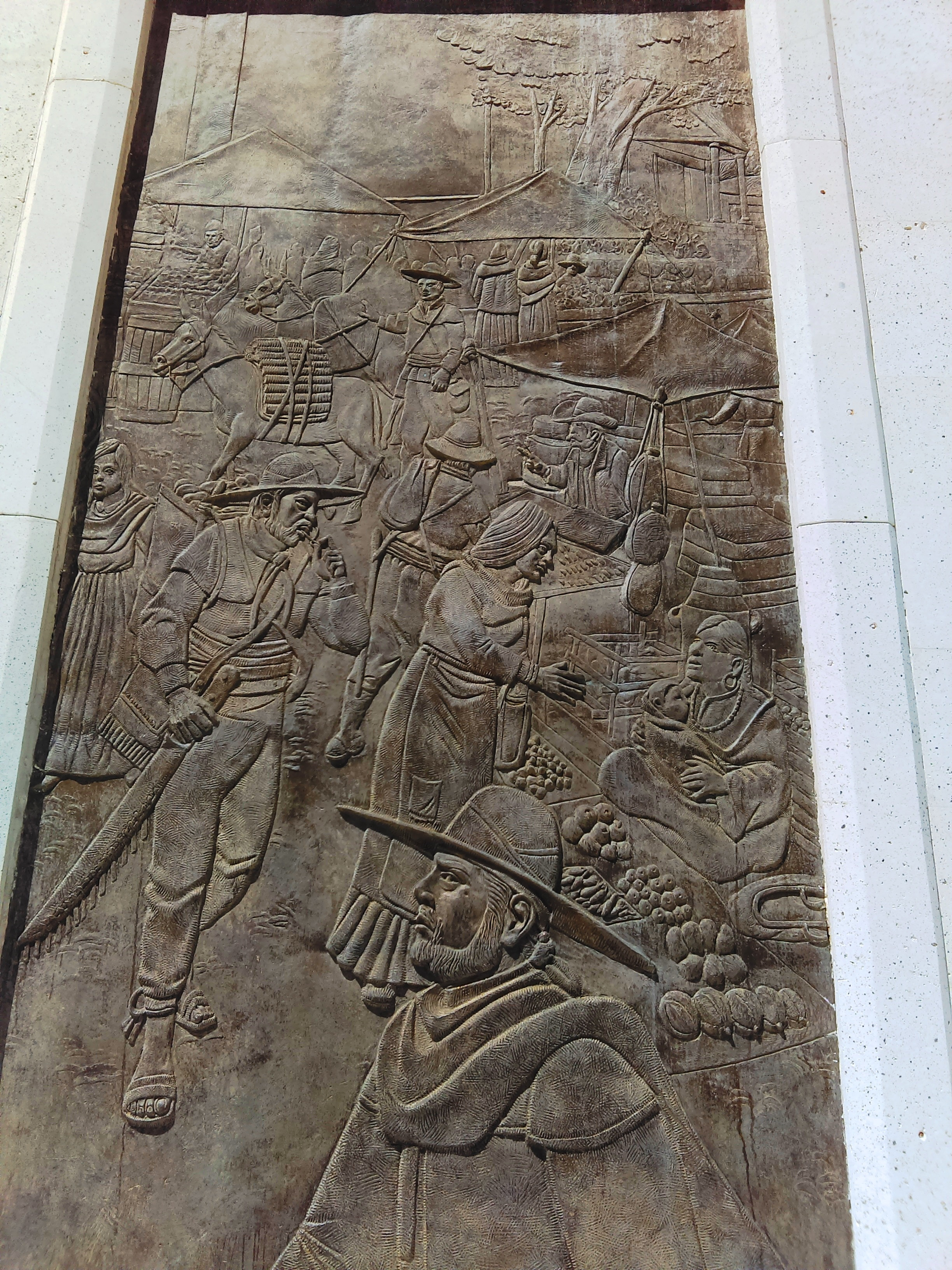
Relieve en bronce dedicado a los Molangueros; ubicado en el Monumento la Victoria del Viento en Pachuca de Soto.

En la Sierra Alta, durante los últimos días de diciembre de 1810, Pascasio Ortiz de Letona fue aprehendido en Molango y remitido a la Ciudad de México. Quien se dirigía a Veracruz, donde se embarcaría a Estados Unidos con el fin de negociar la celebración de un tratado de alianza y comercio con ese país, así como la compra de armamento. El 8 de enero de 1811, llega a Xochicoatlán la división de Álvarez de Güitián; en este mismo mes el cura de Molango, Francisco Sánchez se une a los insurgentes y se apodera de Tianguistengo. En marzo en Lolotla se ofrece un gran subsidio pecuniario al Subdelegado de Metztitlán, Ignacio Muñoz, para el sostenimiento de fuerzas que combatan a los pueblos de la sierra que luchan por la independencia.
En junio el cura de Tianguistengo, Juan Bustamante se declara por la independencia; llegó a reunir 6000 hombres con los que atacó y derrotó a los realistas en Malila y en Molango. El 4 de junio de 1811 se declara en Metztitlán, una contrarrevolución promovida por el cura, Miguel Vázquez, junto con el indígena, Juan Lázaro,  proclaman a esta provincia leal; Se dio aviso al teniente coronel José Antonio Andrade, jefe de operaciones del ejército realista en las zonas Queretana, Huasteca y de la Sierra Gorda,  quien en ese momento estaba en Zacualtipán. Andrade entró en Metztitlán, ordenó fusilar a catorce de los insurgentes aprehendidos y concedió indulto a los que lo solicitaron. El Virrey concedió a Juan Lázaro que llevase al cuello una medalla de plata, con la efigie del rey Fernando VII, y el lema: “En premio de la fidelidad”.
En julio el cura de Molango, Francisco Sánchez se une a los insurgentes y se apodera de Xochicoatlán. Un mes después de los sucesos de Metztitlán, el cura de Tlanchinol, José Rafael Sánchez Espinosa, junto un gran número de feligreses armados defendió el pueblo y sus caminos. Cuando el comandante realista Pedro Madera, de paso hacia Molango, recibió la adhesión de Sánchez, el que le ofreció también la posibilidad de emplear a sus hombres en la persecución de insurgentes. Lo mismo haría días después el cura de Lolotla, Pedro Ugalde. Pedro Antonio Madera persiguió al párroco cura bachiller Lucas Rosado con sus insurgentes, combatiendo realistas contra insurgentes en Tamala y Tepehuacán el 17 de julio de 1811.
Surgieron los llamados "Molangueros", grupos de rebeldes que operaban en la Sierra Alta, desde Molango hasta cerca de Huejutla; cuya principal acción fue la de confundirse entre los vendedores de mercados y tianguis, a fin de propagar las ideas de la independencia y convencer a los habitantes de la zona para respaldar a la revolución. El coronel Alejandro Álvarez de Güitian, al ocupar el cargo de jefe de operaciones en la Sierra y Huasteca, tomó diversas providencias para pacificar la región, entre ellas, la contenida en el bando de 30 de mayo de 1811, cuyo artículo 5.º señalaba: No se permitirá de ningún modo que entren en los pueblos de esta provincia, los viandantes, que conocidos con el nombre genérico de “molangueros. En Huejutla se sublevan diversos grupos indígenas que comandados por Rafael Vizuet y Pedro Franco pusieron en graves aprietos a las tropas realistas.

#### Llanos de Apan
La región de los Llanos de Apan, de acuerdo con la información que aporta Carlos María de Bustamante, a finales de 1810 llegó una persona de apellido Centeno quien venía enviado por Hidalgo. Por el rumbo de Zacatlán comenzó a levantar; es muy probable que el jefe insurgente a que se refiere Bustamante sea Antonio Centeno. El 7 de mayo de 1811, Antonio Centeno, llegó a Singuilucan, se dirigió a la Iglesia para venerar al santo Cristo de este lugar, al percatarse de que la cruz del Cristo se encontraba en pésimas condiciones, entregó al cura una bandeja de plata para repararla; repartió entre vecinos del lugar ocho cargas de trigo que llevaba consigo, puso en libertad a los ocho presos y se retiró pacíficamente.
Después Centeno marchó en busca de Mariano Aldama, que entonces luchaba al lado del “Chito” Villagrán, pero fue sorprendido por las fuerzas realistas de la hacienda de Tlahuelilpan; comandadas por el Conde de la Cortina y comandadas por Vicente Fernández, quien sorprendió y derrotó Centeno cerca de Tepetitlán, muriendo en la batalla el 23 de junio de 1811. Dos meses después de la muerte de Centeno, en agosto de 1811, se levanta en armas en la región José Francisco Osorno. Quien recibe de la Junta de Zitácuaro el grado de Mariscal de Campo.

### Organización (1811-1815)
En la segunda etapa de la Independencia de México, se definieron y fijaron con mayor claridad cuáles serían los objetivos del alzamiento independentista. Comprende desde la muerte de Hidalgo y Allende, surgiendo José María Morelos, como el principal insurgente; a finales de 1815 es capturado y ejecutado, poniendo fin a esta etapa.

#### Región Huichapan
Una de las acciones de mayor relevancia coordinada por José María Correa, junto con las fuerzas de Villagrán sucede el 23 de noviembre de 1811. Al interceptar, en el paso de Calpulalpan, un convoy de mercancías en el que también viajaba el Obispo de Guadalajara, Juan Cruz Ruiz de Cabañas; la escolta logró rechazar el ataque de los insurgentes. Como consecuencia de esta acción, Correa fue excomulgado. El 7 de agosto de 1812, el Chito Villagrán, derrota en Huichapan a 500 españoles.
Las cada vez más frecuentes quejas sobre los Villagrán, llegaron a la Junta de Zitácuaro, y en particular a Ignacio López Rayón, quien decidió trasladarse a Huichapan. El 26 de agosto de 1812 salió López Rayón de Tlalpujahua, llegndo el 13 de septiembre de 1812. La estancia de López Rayón en Huichapan coincidió con el segundo aniversario del Grito de dolores.

#### Región Apan
Con la muerte de Mariano Aldama, José Francisco Osorno quedó como jefe principal de la revolución en los llanos de Apan y zona de Zacatlán. Hizo crecer a la insurgencia en la región, adhiriéndose a sus filas personajes como Eugenio Montaño, Miguel Serrano, José Antonio Arroyo, Antonio Bocardo e Ignacio Ramírez “El coyote”. Lo que más aumentó el número de adeptos a la insurrección fue la conducta del realista Ciriaco del Llano, sanguinario con los prisioneros y permitía todo tipo de excesos por parte de la tropa.

#### Región de Pachuca
Al inicio de la guerra de independencia las minas de la región fueron abandonadas. Pachuca fue considerado, como un punto estratégico; en razón de encontrarse en este sitio el resguardo de las platas y azogues de la Corona, así como almacén de los minerales propiedad de los ricos mineros que explotaban los yacimientos de esta Comarca Minera. El 5 de octubre de 1811, una partida de aproximadamente cien hombres, pertenecientes al ejército de José Francisco Osorno, invaden Pachuca, penetrando hasta la Plaza Independencia, donde las fuerzas se fortificaron en la casa de Francisco de Paula Villaldea. La que no se atrevieron a atacar los invasores. Estos se retiraron y saquearon algunas casas y negocios comerciales, así como dirigirse a la cárcel donde pusieron en libertad a los presos, aunque, muchos de ellos regresaron después de manera voluntaria, lo que fue premiado por el virrey, quien ordenó fueran indultados en reconocimiento a su conducta.
Seis meses después, la madrugada del 23 de abril de 1812, Pachuca es tomada por los insurgentes Miguel Serrano, Vicente Beristáin y Pedro Espinosa pertenecientes al ejército del insurgente de José Francisco Osorno. Cerca de 500 hombres y dos cañones; se adueñaron de la ciudad, excepto de tres edificios, en los cuales resistieron los realistas de Pedro Madera, el subdelegado de Pachuca, Francisco de Paula Villaldea. La incursión insurgente se vio incrementada al anochecer, cuando los rebeldes incendiaron varias casas y el fuego se propagó por todas partes. Los religiosos del Convento de San Francisco intervinieron a fin de que Pedro Madera convocara a una junta, donde se pactó la capitulación de la ciudad. Los españoles se comprometieron a entregar las armas, así como los caudales del Edificio de las Cajas Reales en la que se hallaban 310 barras plata. De igual manera se dejó en libertad a la tropa para que saliera de la ciudad.
El 24 de abril de 1812, se corrió el rumor de que las fuerzas de la hacienda Tlahuelilpan, venían en auxilio de la ciudad, los insurgentes culparon al comandante Madera de haber violado las condiciones de la capitulación y reanudaron las hostilidades. Del saqueo fueron objeto diversas casas, y se obtuvieron cerca de trescientas piezas con valor de mil pesos cada una, cincuenta tejos de oro, más de seiscientos fusiles y otros muchos útiles pertenecientes a la tropa. De las barras plata, una buena parte fue remitida a Ignacio López Rayón, otra se entregó a José María Morelos el 13 de octubre de 1813, quien utilizó estos recursos para financiar su campaña. La parte que quedó en poder de los hombres de Osorno, dividiéndose una parte para el propio Osorno, otra para Beristaín y otra para Serrano, quienes a su vez repartieron entre sus hombres. Vicente Beristáin al apoderarse del Mineral del Monte comenzó la construcción de cañones.
El 10 de mayo de 1812, el comandante realista Domingo Claverino, a quien se habían unido las fuerzas de Rafael Casasola, entra en Pachuca, donde no encontró oposición y restablece la normalidad en el trabajo de las minas, y se procedió a recobrar los puntos cercanos: Mineral del Monte, Mineral del Chico y Atotonilco el Grande, para lo que Claverino contó con la ayuda del coronel Francisco de las Piedras, encargado de la defensa de Tulancingo. El 21 de mayo de 1812, Domingo Claverino, recupera Mineral del Monte y destruye la fábrica de cañones que construyó Beristain. Claverino indulta a todos los prisioneros, logrando que estos juraran no volver a tomar las armas. El 22 de mayo de 1812, Francisco de las Piedras, Comandante
militar de Tulancingo, se apodera de Huasca al ir para Atotonilco el Grande a unirse con Claverino. La acción de los realistas permitió disolver al crecido ejército insurgente reunido en Atotonilco el Grande. Calculado en cerca de ocho mil personas, que salieron precipitadamente, y fueron perseguidos hasta la hacienda del Zoquital.
El 20 de julio de 1812 son rechazados los insurgentes en Atotonilco el Grande que defendía Don Carlos María Llorente, aunque los rebeldes lograron causar importantes bajas entre los defensores e inclusive incendiar esa población. Osorno hizo el compromiso de entregar a José María Morelos parte del botín que en barras de plata se obtuviera en la toma de Pachuca, el 13 de octubre de 1812 salió Morelos de Tehuacán, a fin de encontrarse con Osorno en la hacienda de Ozumba.

#### Región de Tulancingo
Aprovechando que Francisco de las Piedras había abandonado Tulancingo para apoyar la recuperación realista de Atotonilco el Grande, se reúnen los insurgentes comandadas por José Francisco Osorno, Miguel Serrano, Julián Villagrán, José Mariano Anaya y la artillería de Vicente Beristaín, marchando todos sobre la ciudad de Tulancingo.  De las Piedras llegó horas antes de la batalla. El 24 de mayo de 1812, Osorno, a través de un documento solicita la rendición, al no recibir respuesta inicia el ataque a la población, que resiste durante seis días consecutivos. El 30 de mayo llega, Domingo Claverino a las inmediaciones del Valle de Tulancingo al frente de su división, causando la huida de los insurgentes, que perseguidos por el realista Carlos María Llorente, se dispersan hacia varias direcciones. En la retirada fue gravemente herido don Vicente Beristaín.
Tras el ataque a Tulancingo y la ocupación de Pachuca por los insurgentes, obligó al virrey a enviar al batallón de Guanajuato, cuya primera actividad fue el ataque a Zacatlán, reducto principal de Osorno, pero los realistas fueron rechazados y perseguidos hasta las afueras de Apan.

### Resistencia (1815-1821)
En la tercera etapa de la Independencia de México, se caracteriza por un gran desorden en el bando insurgente. Con la muerte de Morelos, se crea un gran vacío en el mando del grupo insurgente y los realistas, aprovechando esta situación, al mando de Félix María Calleja logran organizarse y recuperar la ofensiva. Sólo unas cuantos grupos, siguieron en pie de lucha en una guerra de guerrillas; destacan los insurgentes Vicente Guerrero y Francisco Xavier Mina. Este periodo acaba en febrero de 1821 con la firma de Plan de Iguala.

### Consumación (1821)
En la cuarta etapa de la Independencia de México, se pone fin al conflicto. Con el Tratado de Córdoba y luego con la firma del Plan de Iguala; hasta el 27 de septiembre de 1821, cuando el Ejército Trigarante, al mando de Agustín de Iturbide, entró junto con Vicente Guerrero, a la Ciudad de México.

## México Independiente

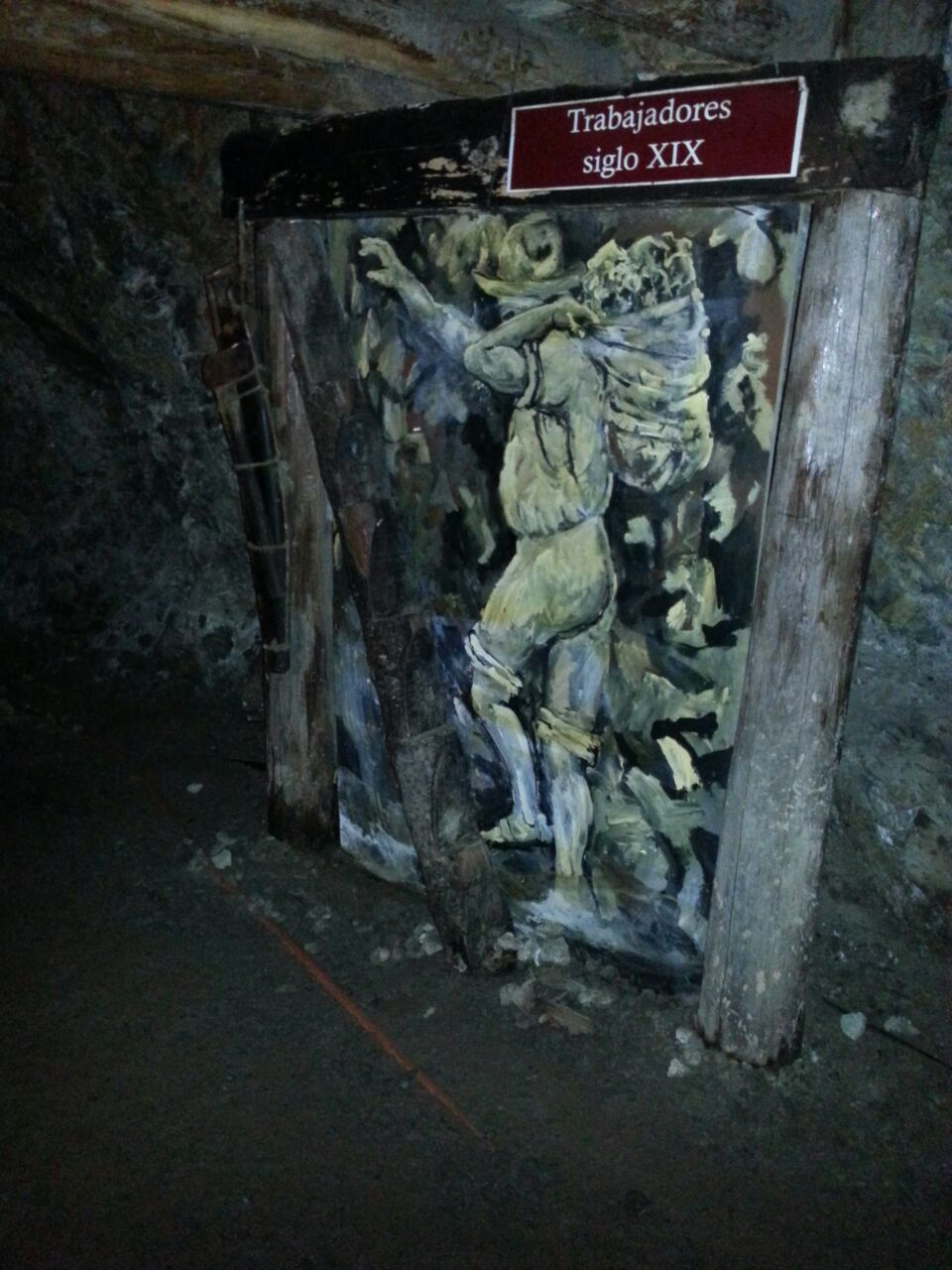
Representación de los trabajadores mineros a mediados del, en el Museo de Sitio Mina de Acosta.

### Primer Imperio y Plan de Casa Mata
Después de terminada la independencia se formó el Primer Imperio mexicano que comprende desde la firma de los Tratados de Córdoba en 1821. En febrero de 1823, mediante el Plan de Casa Mata liderado por Antonio López de Santa Anna, se produjo una rebelión, también apoyada por Vicente Guerrero. En 1823 Pedro Espinosa, gobernante de Pachuca, se adhiere al Plan de Casa Mata y se pronuncia por la república. En abril de 1824 el Congreso declaró traidor a Iturbide. El país se reorganizó y culminó con la creación de la Primera República Federal de México.
En su salida de México al destierro, Iturbide permanece en Tulancingo del 3 al 20 de abril de 1823, escoltado por las fuerzas del general Nicolás Bravo, en esta ciudad, se le recogió una imprenta y se encarceló a varios oficiales y eclesiásticos que le acompañaban, los cuales fueron remitidos a la prisión de Perote.
En 1824 se promulgó la primera Constitución Política de México, la cual estableció una república federal, y que su capital fuera, desde entonces, la Ciudad de México. Su primer presidente fue el general Guadalupe Victoria. Durante esta época se creó el Estado de México, dividido en grandes distritos. Huejutla, Tula y Tulancingo fueron cabeceras de los tres que se ubicaban al norte.

### Inmigración córnica e inglesa

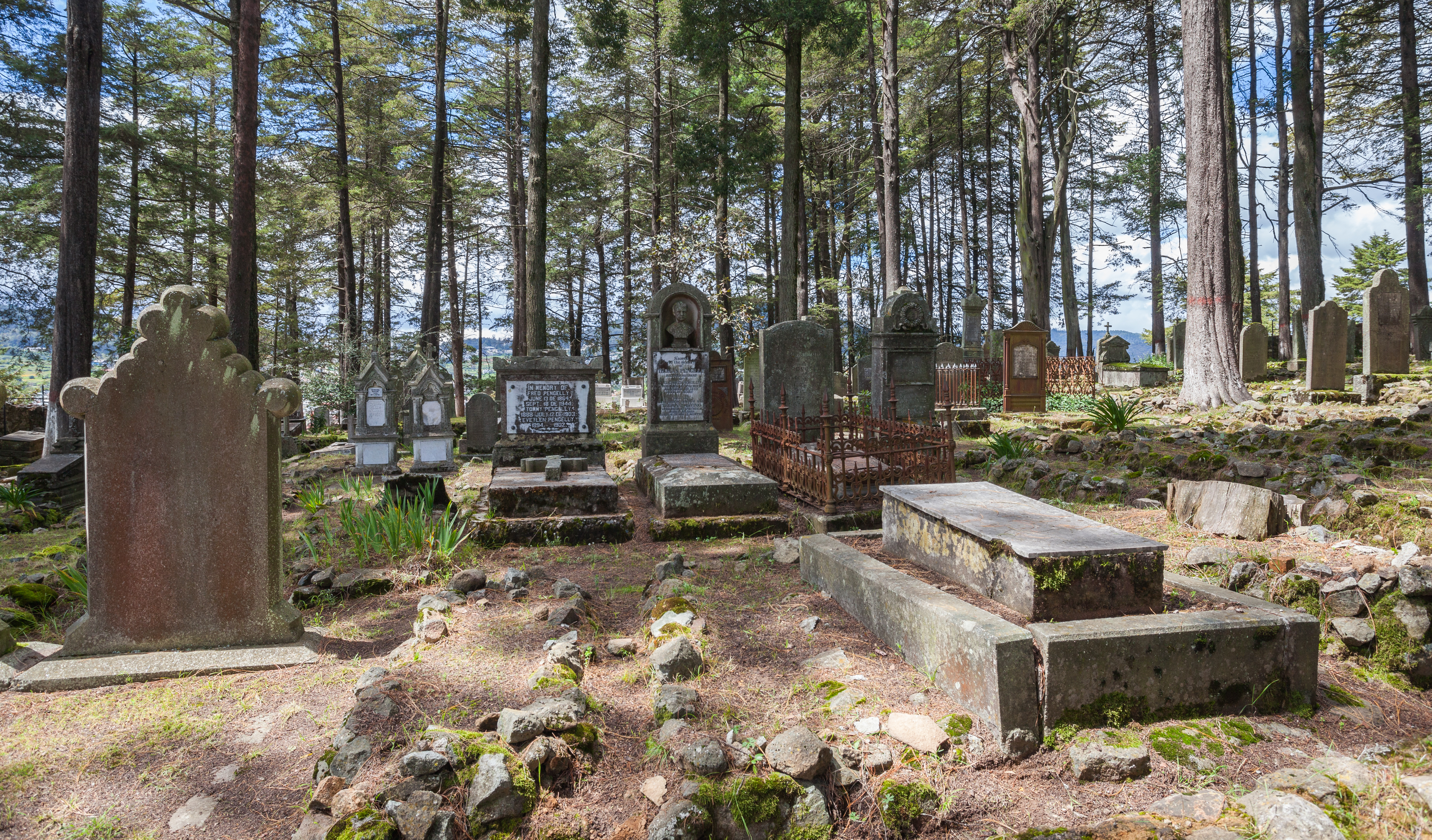
El Panteón Inglés ubicado en Mineral del Monte. Este cementerio se construyó en 1851, en un terreno donado por Thomas Straffon, quien fue uno de los primeros británicos que llegó a la región. Cuenta con 755 tumbas, todas las sepulturas están alineadas y orientadas hacia Inglaterra.

Después de la Independencia de México las minas fueron abandonadas, por tal motivo se pusieron en práctica varios proyectos de inversión en el extranjero a fin de atraer capitales, para rehabilitar y trabajar las minas. José María Romero de Terreros III Conde de Regla, dirigió su atención hacia Inglaterra; solicitó a José Rodrigo Castelazo, escribiera un opúsculo (obra científica de poca extensión), sobre las condiciones que guardaban sus minas, las que fueron descritas con exactitud en el “Manifiesto de la Riqueza de la Negociación de Minas Conocida por la Veta Vizcaína”, escrito y publicado en 1820.
Para 1823 envía a Londres una propuesta de inversión, y a transfiere la autorización de buscar inversionistas a Thomas Kinder John Staples quien se dirigió a John Taylor empresario minero de Cornwall. El 16 de enero de 1824 se da el alquiler de las minas del Tercer Conde de Regla, y la adquisición de la Mina de Morán en Real del Monte, propiedad de Tomás Murphy. El 4 de febrero siguiente tuvo lugar una segunda reunión, en la que se crea la Compañía de Caballeros Aventureros de la Minas de Pachuca y Real del Monte. El 6 de marzo de 1824, Taylor firma acuerdos con Kinder (representante del III conde de Regla) y otro con John Murphy (apoderado de su hermano Tomás), mediante los cuales la compañía tomó en alquiler las numerosas minas de Real del Monte.
El primer grupo, compuesto por 15 técnicos ingleses, comandado por James Vetch, arribó a México el 11 de junio de 1824 y se establecieron en el distrito minero de Pachuca-Real del Monte, la mayoría de los inmigrantes a esta región procedían de las zonas mineras de Camborne, Redruth y Gwennap. En 1825 de Falmouth, parte una flotilla de cuatro barcos (Melpomene, General Phipps, Sarah y Courier) transportando un grupo de mineros y 1500 toneladas de equipamiento, incluyendo nueve máquinas de balancín Cornish con sus correspondientes calderas y otro equipo auxiliar; el grupo desembarcó en la playa de Mocambo en Veracruz, muchas de las barcazas que transportaban desde el barco las piezas naufragaron, se emplearon ocho semanas en salvar lo que había quedado de la carga.
Al llevar a cabo el traslado, fue necesario ampliar caminos, construir carros especiales y comprar infinidad de animales de tiro para jalarlos, el viaje duró aproximadamente un año, finalmente en mayo de 1826, las máquinas y enceres estaban ya en Real del Monte. Los principales lugares de trabajo serían las minas de Guadalupe, Santa Teresa, San Cayetano, Dolores, Santa Brígida, Acosta, San Pedro y Corteza.

### Rebelión de Nicolás Bravo y Batalla de Tulancingo

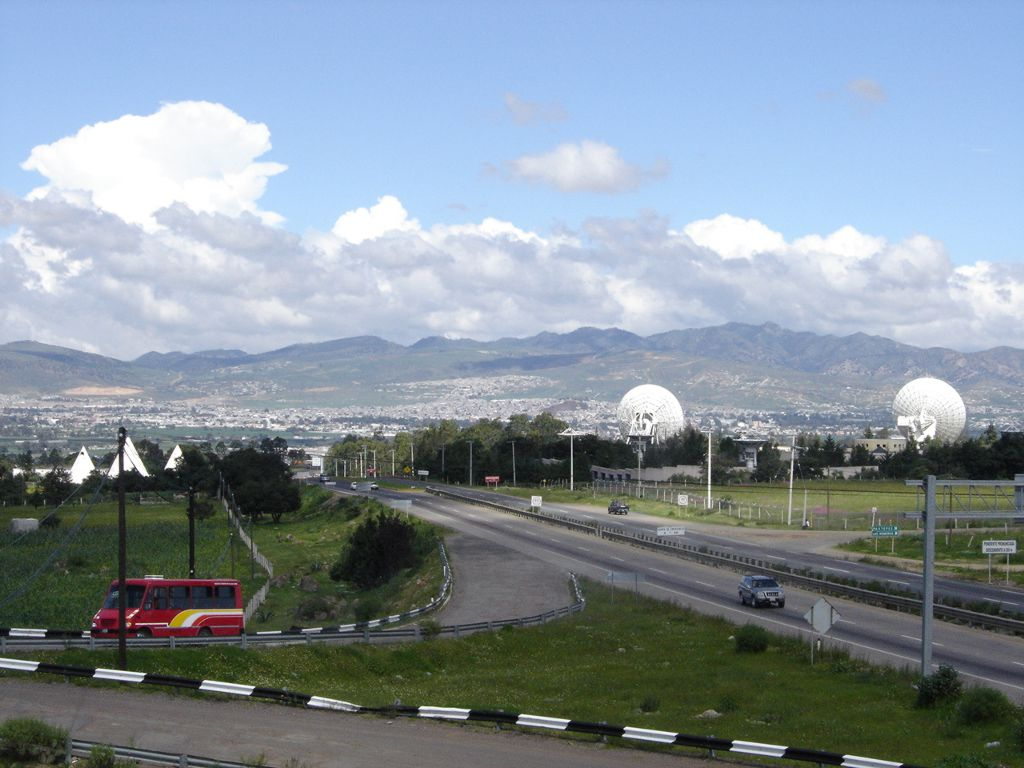
Panorámica del Valle de Tulancingo.

El 20 de diciembre de 1827, el presidente Guadalupe Victoria, había decretado la expulsión de todos los españoles radicados en México, que estuvieran en los siguientes presupuestos: que pertenecieran al clero regular (frailes); los notoriamente desafectos a la independencia y todos aquellos que el gobierno considerase peligrosos. La medida ocasionó la emigración de un buen número y con ellos la salida de grandes sumas de dinero. Tal situación se sintió en lugares como Pachuca, donde había muchos mineros españoles y en Tulancingo, Actopan y Tula donde eran propietarios de comercios, haciendas y pequeñas industrias.
Uno de los conflictos de la república tuvo lugar en el Valle de Tulancingo, donde el 30 de diciembre de 1827 Manuel Montaño, administrador de la hacienda del rico tulancinguense Ignacio Torres Adalid, lanzó el Plan de Montaño, por el que se rebeló contra el gobierno del Presidente Guadalupe Victoria. El general Nicolás Bravo que simpatizaba con algunos conservadores de esa región, se adhirió a este Plan y se dirigió a la ciudad de Tulancingo.
Tulancingo fue atacada el 6 de enero de 1828 y luego de una muy débil resistencia en el que el número de muertos no pasó de cinco a seis y el de heridos a otros tantos, fueron hechos prisioneros todos los jefes de la rebelión. Bravo fue derrotado y desterrado a Colombia.
Los pintores Johann Moritz Rugendas y François Mathurin Adalbetr, estuvieron en México entre 1831 y 1834 pintando los prismas basálticos en 1832 y distintos lugares del estado de Hidalgo. Para mediados del siglo XIX había 3500 mineros córnicos y sus familias viviendo en Pachuca y Real del Monte. Estos mineros tendrían conflictos laborales con los operarios mexicanos, Los principales conflictos sucedieron en los años 1833, 1840-1841 y 1845; debido a la fuga de trabajadores calificados y problemas salariales.

Pinturas de François Mathurin Adalbert y Johann Moritz Rugendas.
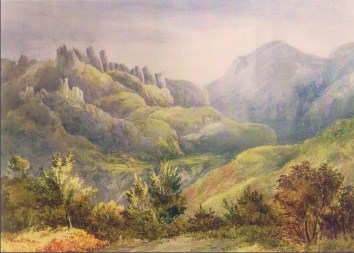
Vista de las Monjas de Atotonilco.
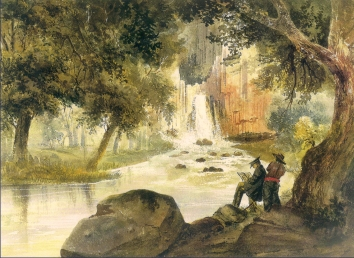
Retrato de Rugendas en los prismas basálticos de la hacienda Santa María Regla.
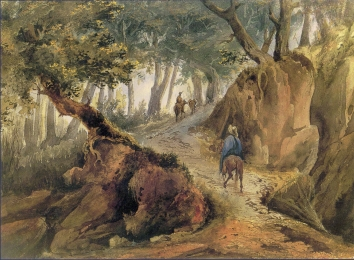
Vista de un camino de montaña en la Savanilla, cerca de Atotonilco.
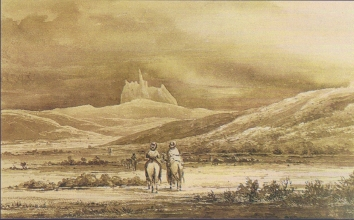
Órganos de Actopan desde el camino a Real del Monte.
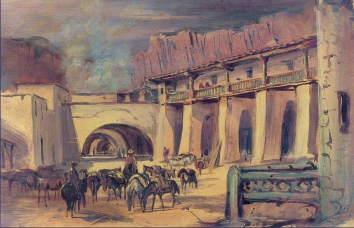
Entrada a los trapiches en la hacienda de Santa María Regla.
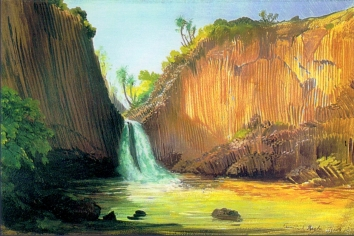
La cascada y los prismas basálticos de Santa María Regla.

### Intervención estadounidense
La Intervención estadounidense en México fue un conflicto bélico que enfrentó a México y a los Estados Unidos entre 1846 y 1848; este conflicto se inició por las pretensiones expansionistas de los Estados Unidos, cuyo primer paso fue la creación de la República de Texas, sobre una parte del territorio de Coahuila, Tamaulipas, Chihuahua y Nuevo México; este hecho, provocaron la invasión del territorio de México por parte del ejército estadounidense.
Los norteamericanos, iniciaron la invasión a través de varios puntos, uno de ellos fue la zona de Tampico, motivo por el cual Antonio López de Santa Anna, envió en mayo de 1847, al general Francisco Garay a Huejutla. Un mes más tarde llegaban a esa ciudad, doscientos prisioneros norteamericanos. El ejército estadounidense envió de inmediato fuerzas para libertar a sus paisanos y de paso tomaran esa población. Garay, decidió trasladar a los prisioneros a la Sierra Gorda, custodiados por ochenta soldados de los batallones de Molango y Zacualtipána, decidió esperar en un buen sitio a los norteamericanos, a quienes atacó y derrotó en un punto ubicado a las orillas del río Calabozo en Huejutla, el 12 de julio de 1847.
Mientras esto sucedía, Santa Ana, que había salido a combatir al invasor, regresó a la Ciudad de México con objeto de destituir al Presidente interino Valentín Gómez Farías, quien al intentar incautar los bienes del clero para sufragar los gastos de guerra, ocasionó el levantamiento de “Los Puros” en contra del gobierno; en su lugar, fue designado como Presidente interino, Pedro María Anaya, quien se encargó del poder por un lapso de dos meses.
Santa Ana regresó a la Presidencia y se refugió en la capital, donde decidió esperar al enemigo. En la batalla de Molino del Rey donde fueron enviados soldados de la Guardia Nacional de Tula y de Tulancingo, pero también fueron vencidos. Finalmente, el 13 de septiembre de 1847, se libra la batalla de Chapultepec y para el 16 de septiembre de 1847, la bandera estadounidense se izó en el Palacio Nacional. El gobierno de la República se trasladó a Querétaro, lugar en el que el 12 de noviembre de ese año, el Congreso designó nuevamente Presidente Interino, a Pedro María Anaya.
En Pachuca, el 29 de diciembre de 1847, hace su entrada el segundo regimiento de voluntarios de Kentucky con cerca de 600 hombres, comandado por el coronel William T. Withers, quien establece su cuartel en el convento de San Francisco, sin encontrar ningún tipo de oposición. En 1847, permanecía en plena actividad la "Compañía de Caballeros Aventureros de la Minas de Pachuca y Real del Monte", de modo que un buen número de operarios de Inglaterra, residían en Pachuca y Real del Monte, lo que propició gracias al idioma, una buena oportunidad para relacionarse; y fue la causa para que personas de origen irlandés, salieran apresuradamente, temerosos de represalias, debido a la participación del Batallón de San Patricio.
El Tratado de Guadalupe Hidalgo, firmado el 2 de febrero de 1848, puso fin a la intervención, en Pachuca no tuvo cambio inmediato, debido a los sacerdotes Celedonio Doménico Jarauta y José Antonio Martínez, quienes formaron un pequeño y bien armado ejército, a finales de febrero de 1948, sostuvieron un combate en Zacualtipán en el que perdieron la vida más de cien mexicanos y tres docenas de militares norteamericanos. Fue por ello que la ocupación de Pachuca se prolongó hasta el 4 de marzo, fecha en que las tropas extranjeras abandonaron la ciudad, llevando consigo 121 barras de plata, valuadas en 150 000 pesos.
Los mineros córnicos explotarían las minas hasta 1848, año en que se vendieron sus posesiones a la negociación mexicana de Mackintoch, Escandón, Beistegui, y John Rule; y se crea oficialmente la Compañía Real del Monte y Pachuca, con capital norteamericano y mexicano. Esta compañía mantuvo una política favorable a la preservación de la planta de trabajadores córnicos e ingleses que permanecieron con sus familias y siguieron trabajando como técnicos en las minas.
El 24 de junio de 1849, los sublevados queretanos, al mando de Francisco Bueno, atacan la población de Jacala, encontrando una gran resistencia por parte de la Guardia Nacional la que estaba bajo el mando del Coronel Guadalupe Ledezma. En 1850, se reiniciaron los trabajos en las minas, y ocurrió tal bonanza que Pachuca se quintuplicó por la afluencia de trabajadores.

### Guerra de Reforma y Batalla de Pachuca

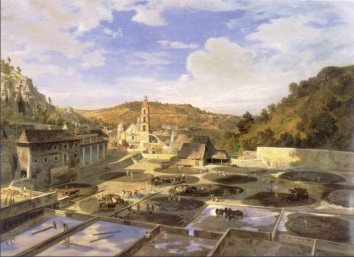
Pintura de Eugenio Landesio: Patio de la Hacienda de Regla (1857). Óleo sobre tela, 45.5 x 63.5 cm. Colección del Museo Soumaya.

Entre 1850 y 1855 se contrató a un gran número de cornish para manejar la maquinaria y para reponer al personal que años antes había despedido la Compañía de los Aventureros. Santa Anna confinó a Melchor Ocampo a Tulancingo en 1853. Ahí, tuvo oportunidad de transmitir sus ideas liberales a Manuel Fernando Soto, quien más adelante fomentaría la creación del estado de Hidalgo. Para 1855, el Plan de Ayutla había dado resultado en una revolución, y los liberales lograron derrocar a Santa Anna y hacerlo marchar al exilio.

Monumento a Benito Juárez creador del estado de Hidalgo; en Mixquiahuala de Juárez.

El 18 de febrero de 1856, liberales de Jacala encabezados por el alcalde Gabriel Mayorga redactaron la llamada Acta de Jacala con la que apoyaban la libertad de creencias, igualdad ante la ley, y separación de la Iglesia y el Estado. De igual manera, hubo descontento en la Misión, Cerro Prieto, Cipatla y San Nicolás, estos poblados se unieron a los rebeldes religiosos, dando inicio a una serie de luchas intestinas dentro de la Sierra Gorda. Este fue un antecedente de las leyes de Reforma y de la Constitución de 1857.
La guerra de Reforma o también conocida como la guerra de los Tres Años, transcurrió desde el 17 de diciembre de 1857 hasta el 1 de enero de 1861, que culmina con la entrada de Juárez a la capital del país. Fue el conflicto armado que enfrentó a los dos bandos en que se encontraba dividida la sociedad mexicana: liberales y conservadores.
En 1860 el general liberal Pedro Ampudia toma Pachuca siendo una de las últimas acciones militares de la guerra de Reforma. La última batalla de este conflicto se desarrolló en Pachuca y Real del Monte, donde los conservadores; Félix María Zuloaga y Leonardo Márquez fueron vencidos por el liberal Santiago Tapia y el coronel Porfirio Díaz el 20 de octubre de 1861.
En la mañana de 20 de octubre de 1861, las fuerzas conservadoras de Márquez entraron al poblado de Pachuca, ocupando de manera temporal esta plaza, ya que aquí se encontraban las fuerzas liberales del general Juan N Kampfner, los generales Tapia y Díaz se enteraron de la llegada de Márquez a Pachuca, por lo que desplegaron cuerpos militares con el objetivo de derrotar a las tropas conservadoras.
El general Tapia comenzó atacando desde la población de Pachuca obligando a retroceder hacia el camino de Real del Monte, por más de una hora, se realizó intercambio de disparos, hasta lograr diseminar al grupo militar conservador, obligándolos a retirarse a Real del Monte. El general Tapia siguió a los reaccionarios, sin embargo, no los alcanzaron. Porfirio Díaz se quedó en Real del Monte, entre cuatro y cinco días, para enterrar a los soldados muertos y poner a los heridos en un hospital para su recuperación.
Los intentos de creación del estado de Hidalgo, se iniciaron desde el 13 de noviembre de 1861, fecha en la que los diputados de la región norteña del estado de México: Alejandro Garrido, Justino Fernández y José Luis Revilla, solicitaron a nombre de los distritos de Tula, Tulancingo, Huejutla, Teotihuacán y Texcoco, la creación de un nuevo Estado que llevaría el nombre del Padre de la Patria. Y resaltaron el abandono del gobierno de Toluca hacia los territorios del norte del Estado de México desde 1861.

### Intervención francesa, Segundo Imperio y Batalla de Ixmiquilpan

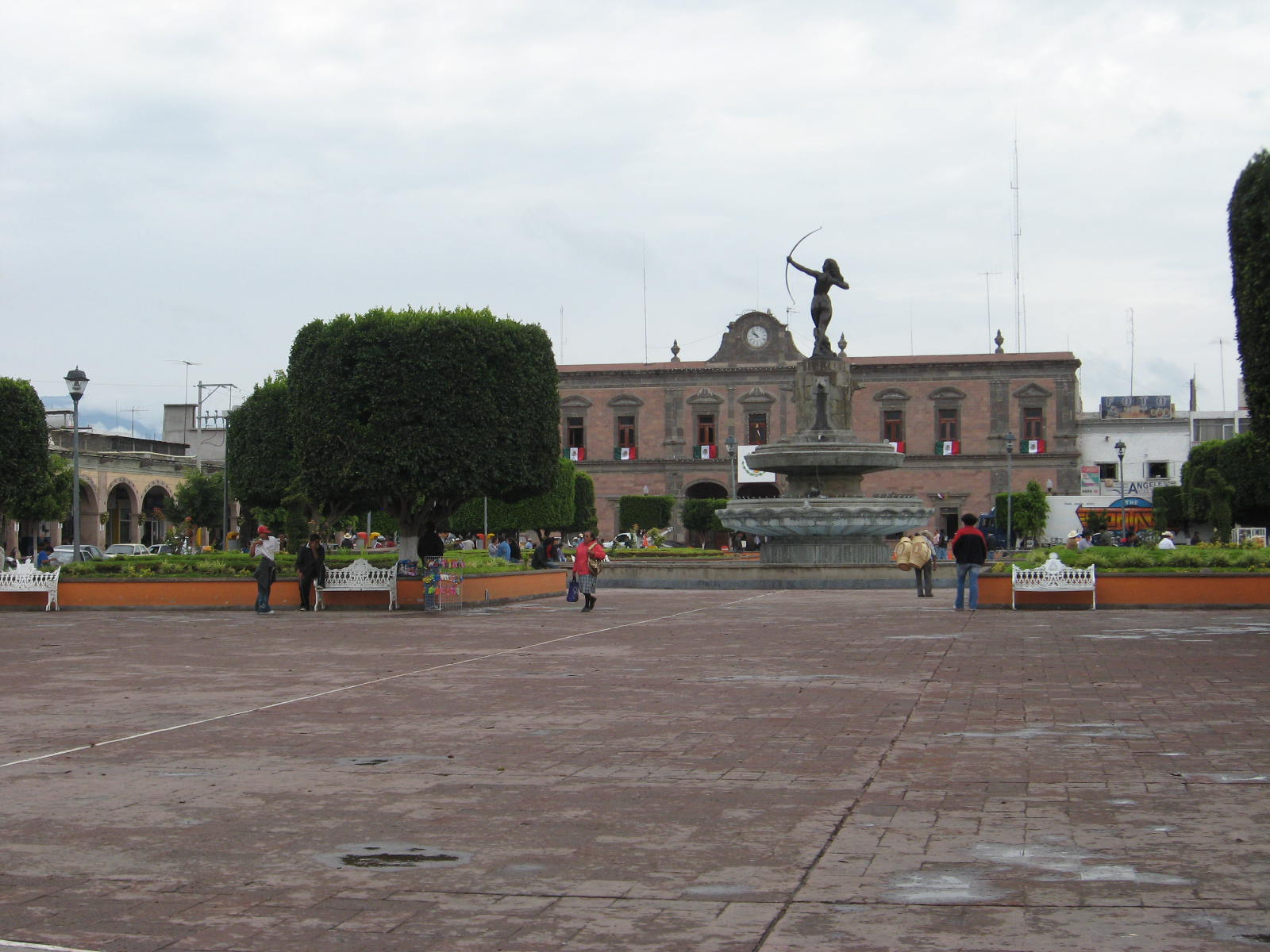
Ixmiquilpan, donde en 1865 tuvo lugar un enfrentamiento entre fuerzas belgas y mexicanas.

La Intervención francesa fue el segundo conflicto internacional sostenido entre México y Francia. En 1861 el gobierno de Juárez decretó la suspensión de pagos de la deuda externa; Inglaterra, España y Francia formaron una alianza por la Convención de Londres y anunciaron su intención de enviar tropas a México. El gobierno de mexicano derogó la Ley de Suspensión de Pagos, y las tropas de la alianza llegaron a Veracruz en 1862 y entraron en negociaciones con el gobierno de México. Tras los Tratados preliminares de La Soledad, Inglaterra y España retiraron su demanda, pero los franceses anunciaron que ocuparían México. Tras sufrir un revés en Puebla el 5 de mayo de 1862, los franceses continuaron la expedición que los llevó a ocupar la Ciudad de México el 10 de junio de 1863. Después de estos sucesos se da el establecimiento del Segundo Imperio Mexicano donde Maximiliano de Habsburgo quedó como Emperador de México, sostenido por las tropas francesas, belgas y austriacas que ocuparon el país entre 1862 y 1867.
Para organizar el combate, Benito Juárez decretó el 7 de junio de 1862 la división del Estado de México en tres distritos militares, el segundo formado por los actuales territorios que integran el Estado de Hidalgo, para el que designó como capital a la ciudad de Actopan, trasladada meses después a Pachuca.
En 1864, se formó una comisión científica a cargo del ingeniero Ramón almaraz para que recopilase datos geográficos, estadísticos y topográficos del distrito de Pachuca; los mismos se publicaron al año siguiente con el título “«Memoria de los Trabajos Ejecutados por la Comisión Científica de Pachuca en el año de 1864»”. Desde el 26 de agosto al 2 de septiembre de 1865, Maximiliano visitó Pachuca, Real del Monte y Tulancingo. Durante su estancia en Pachuca, visitó las escuelas, la cárcel y el hospital; este se encontraba atendido por el médico José María Bandera, al ver como se encontraba el hospital, Maximiliano ordenó que se le diesen quinientos pesos.
Las tropas francesas comenzaron a retirarse. Y las plazas fueron ocupadas por los republicanos. En septiembre de 1865, mientras las tropas francesas comenzaban a evacuar, la legión belga reemplazaba algunas posiciones en la región de Tula. Las fuerzas belgas, comandadas por el teniente coronel Alfred Baron Van der Smissen arribaron a este poblado el 24 de septiembre, lugar desde donde se les informó partieran inmediatamente a Ixmiquilpan, una columna de 350 hombres salieron de Tula. La Batalla de Ixmiquilpan fue un hecho de armas ocurrido el 25 de septiembre de 1865, entre 350 soldados de la Legión belga y fuerzas juaristas, terminando la batalla con la victoria de estos últimos.
Entre las acciones notables contra los franceses, destacan la recuperación de Huejutla por las fuerzas de Antonio Reyes, el Tordo, el 21 de mayo de 1866, y la derrota de una partida de intervencionistas cerca de Real del Monte a manos del coronel José María Pérez el 8 de noviembre del mismo año.

### República Restaurada y creación del estado de Hidalgo

Edificio central de la Universidad Autónoma del Estado de Hidalgo (UAEH), edificio construido en el siglo XVIII, como el Hospital de Nuestra Señora de Guadalupe, funcionó de 1728 hasta 1862 y para 1869 paso a albergar al Instituto Literario y Escuela de Artes y Oficios, que para 1961 se transforma en la UAEH.

Muchas causas que puedan aducirse, a la creación del Estado de Hidalgo; una de ellas se debió a una estrategia del gobierno federal, se pretendía debilitar al entonces muy poderoso estado de México; y otra como un remedio a la creciente inseguridad que se vivía entonces en todo el país, pero fundamentalmente en la región central. Entre 1849 y 1869, se registran 14 disturbios mayores en el territorio, que abarcan desde conflictos de límites y controversias por distribución de agua, en Pachuca, Huichapan, Tecozautla y Alfajayucan.
A mediados de 1867, cuando la República triunfa sobre el imperio, los trabajos para la creación del estado se reinician, Manuel Fernando Soto quien frente al Congreso de la Unión pronunció un discurso durante la sesión del 1.º de diciembre de 1868, demostró que las condiciones señaladas por la Constitución de 1857 para crear nuevos Estados de la federación, habían sido cubiertas. El 16 de enero de 1869, el Congreso emitió el Decreto de Erección del Estado de Hidalgo, por el presidente Benito Juárez. En el decreto oficial se lee lo siguiente:

«Lic. Benito Pablo Juárez García, Presidente Constitucional de los Estados Unidos Mexicanos, a sus habitantes sabed: que el Congreso de la Unión ha tenido a bien expedir el decreto siguiente: Artículo Único. Queda definitivamente erigido en nuevo Estado de la Federación con el nombre de Hidalgo, la porción de territorio del antiguo estado de México, comprendida en los distritos de Actopan, Apan, Huejutla, Huichapan, Pachuca, Tula, Tulancingo, Ixmiquilpan, Zacualtipán y Zimapán que formaron el segundo distrito militar creado por el decreto del 7 de junio de 1862».

El 27 de enero de 1869 Juan Crisóstomo Doria llega a la capital del recién creado estado, como gobernador provisional. En 1869 se inicia la publicación del Periódico Oficial del Estado de Hidalgo. En Pachuca en febrero de 1869 se funda con el nombre de Instituto Literario y Escuela de Artes y Oficios, y por iniciativa de un grupo de profesionistas encabezados por Agustín Cárdenas, Miguel Varela y Marcelino Guerrero. A los pocos días, el gobernador Juan C. Doria lo convirtió en un organismo oficial y lo inauguró el 3 de marzo.
Las primeras elecciones para gobernador constitucional y diputados se realizaron el 2 de mayo, resultando triunfador en ellas, Antonio Tagle ara el periodo 1869-1873. El 16 de mayo se instaló el primer Congreso Constitucional del Estado de Hidalgo, y quedó integrado por once diputados. Se expidió la primera Constitución Política del Estado de Hidalgo el 16 de mayo de 1870. Tagle tomó posesión el 28 de mayo, el proceso constitucional concluyó con la integración del primer Tribunal Superior de Justicia y los magistrados asumieron su cargo el 15 de junio. El tercer gobernador fue Justino Fernández Mondoño del 1 de abril de 1873 al 5 de noviembre de 1876; dejó el gobierno en 1876 cuando triunfó la rebelión de Tuxtepec que llevó a la presidencia de la República al general Porfirio Díaz.

## Porfiriato

### Política

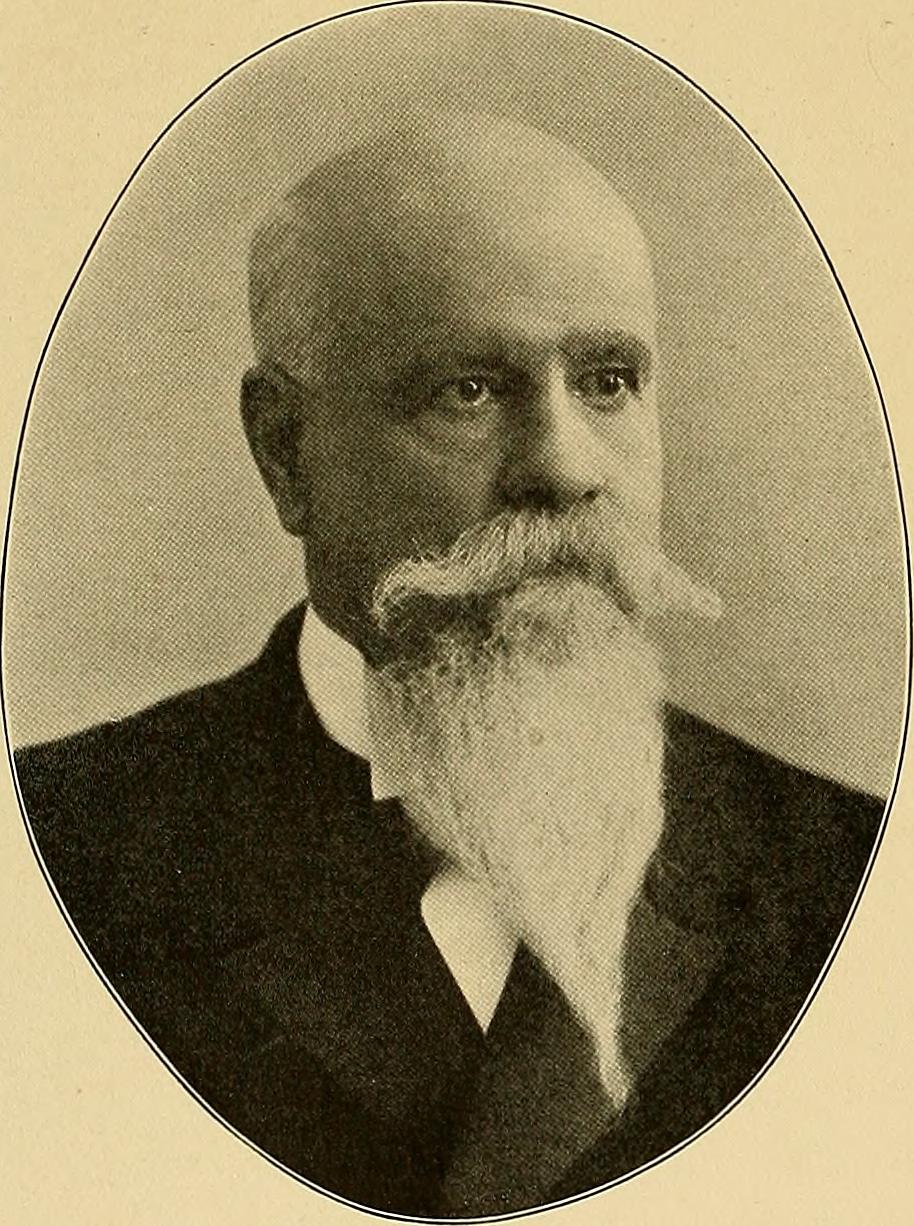
Pedro Ladislao Rodríguez, gobernador de Hidalgo desde 1897 hasta 1911.

#### Gobernadores del estado
Se denomina Porfiriato al periodo durante el cual gobernó el país el general Porfirio Díaz en forma intermitente desde 1876 hasta mayo de 1911. Con la pequeña interrupción del presidente Manuel González, quien gobernó de 1880 a 1884. Fue un periodo de estabilidad y mucho progreso económico en el país, pero también con severas desigualdades sociales. En el estado de Hidalgo el gobierno estuvo manejado durante la mayor parte del Porfiriato por la Familia Cravioto.
En 1876 llegó Rafael Cravioto a Hidalgo, proclamó el Plan de Tuxtepec y destituyó a Justino Fernández. Cravioto fue elegido gobernador durante el período 1877-1881; su hermano Simón Cravioto ocupó el cargo al finalizar su período, de 1881 a 1885; y le siguió su hermano Francisco Cravioto en 1885 y hasta 1889, cuando regresa Rafael para los períodos 1889-1893 y 1893-1897.
El 2 de abril de 1894, el periodista Emilio Ordóñez desapareció de la cárcel de Pachuca, donde permanecía por haber sido acusado de haber asesinado junto con su hermano Francisco a Manuel Escamilla. La misteriosa desaparición, dio pábulo a diversas conjeturas, que la prensa y la conseja popular se encargaron de maximizar. Uno de los rumores fue que Ordóñez había sido asesinado por órdenes del gobernador Cravioto y luego incinerado para borrar todo rastro. El periódico oficial del 1.º de mayo de 1894 dedicó por completo su editorial al asunto, señalando que Emilio Ordóñez, después de fugarse de la cárcel de Pachuca la madrugada del 2 de abril, se refugió en un rancho de Chicontepec, Veracruz; donde se supo fue asesinado por un indígena. Ante la desaparición del periodista, hubo muestras de repudio por grupos nacionales y estatales.
Rafael Cravioto fue reelegido nuevamente para los años 1897-1901, su gobierno solo dura de abril de 1897 a noviembre del mismo año, deja como suplente a Francisco Valenzuela, solo por unos meses. Después regresa al gobierno y renuncia existiendo la creencia de que Porfirio Díaz, solicitó la dimisión de Cravioto por reprobar la incineración del periodista Emilio Ordóñez, la adjudicación para la familia Cravioto de los bosques del Mineral del Chico, hasta la Hacienda del Zoquital en Atotonilco el Grande y la imposición de funcionarios sin la aprobación presidencial.
En 1897, al renunciar Rafael Cravioto, la Legislatura del Estado nombra gobernador interino a Pedro L. Rodríguez, para después gobernar de manera constitucional del 1 de abril de 1901 al 16 de mayo de 1911, reeligiéndose en dos ocasiones (1905 y 1909).

#### Clubs antirreeleccionistas

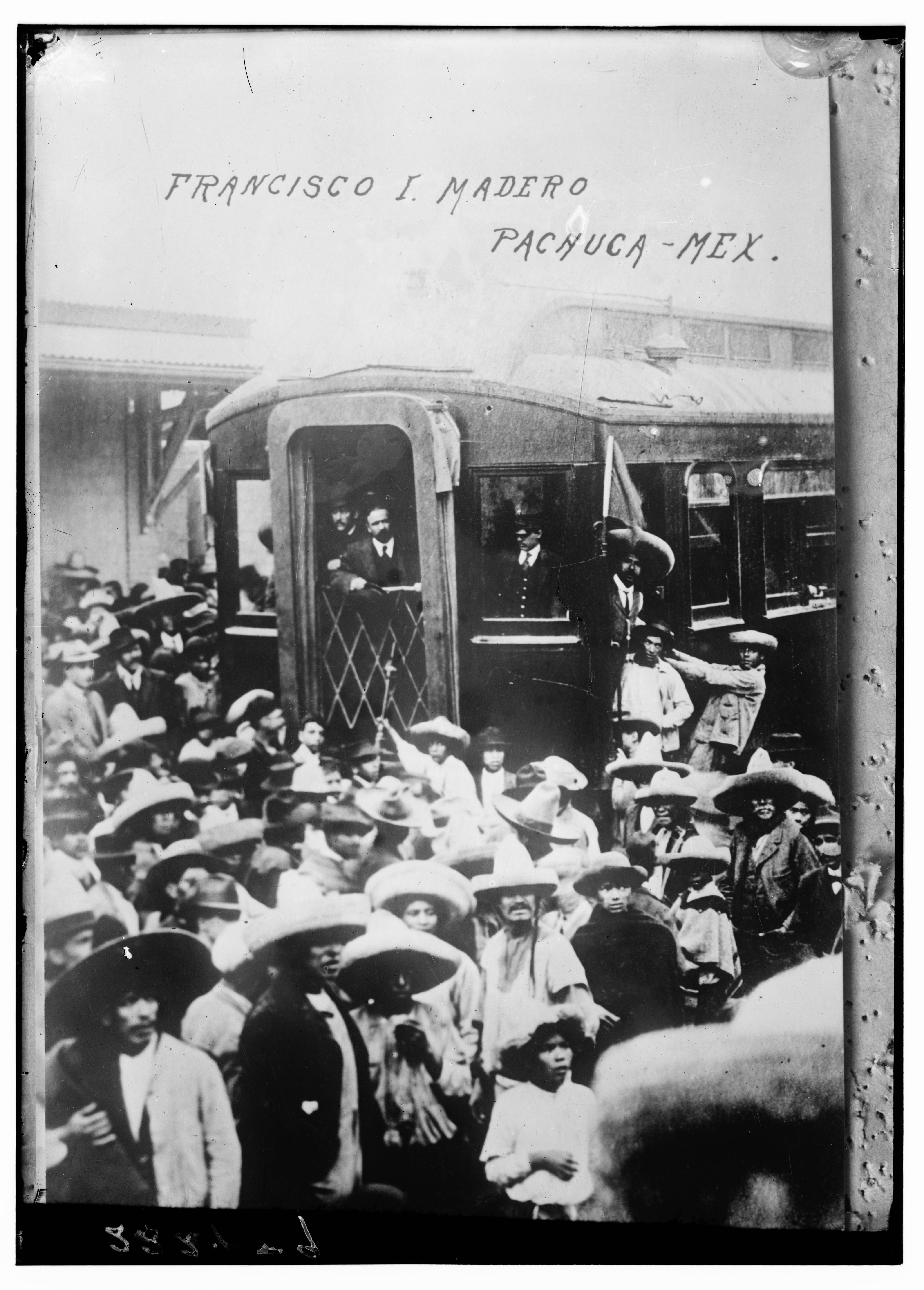
Francisco I. Madero llegando a Pachuca el 29 de mayo de 1910. Durante los últimos meses del Porfiriato y antes del inicio de la Revolución mexicana.

El 2 de abril de 1894 con la desaparición del periodista Emilio Ordóñez quien se hallaba preso, se asegura que fue sacado para ser asesinado y cremado. Ante la desaparición del periodista, hubo muestras de repudio por grupos nacionales y estatales. Los descontentos hacia las consecutivas reelecciones en México de Porfirio Díaz y en Hidalgo de los gobernadores que eran sus amigos, como lo fue el grupo familiar Cravioto y el gobernador Pedro L. Rodríguez. Así durante 1900 y 1920 surgieron en el estado de Hidalgo, sociedades y grupos liberales entre asociaciones políticas, Clubes liberales y antirreeleccionistas.
El 27 de mayo de 1900 se crea, la Corporación Patriótica Privada, organismo opositor de la política porfirista, fue presidida por Fernando P. Tagle, la primera actividad pública organizada por este grupo fue la celebración del 18 de julio de 1900, del 28° aniversario de la muerte de Benito Juárez. En 1901 por el mismo motivo, la policía disolvió la manifestación del 18 de julio. Cuatro días después los estudiantes inician varios actos de protesta en contra del Jefe Político de Pachuca, Antonio Grande Guerrero, y del Mayor Eugenio Pacheco, jefe de la Policía municipal.
En 1900 se formarían en el estado de Hidalgo el Club Liberal de Tulancingo; El Club Manuel Doblado en Huasca; La Corporación Patriótica Liberal en Atotonilco el Grande; La Junta Patriótica Privada de Zacualtipán, El Club Ignacio Ramírez en Calnali; El Club Patriótico Liberal en Tezontepec; El Club Liberal Ignacio Zaragozaen Zimapán y La Sociedad Liberal Ignacio Ramírez en Tula de Allende.
De 1902 a 1906, fue tomando forma la ideología antiporfirista que incubó los gérmenes del movimiento emancipador que brotaría cuatro años después, así en 1906 en el estado se difunden las opiniones sobre la situación sociopolítica existente en México, y los liberales difunden el 10 de julio el Programa y Manifiesto del Partido Liberal. El 22 de mayo de 1909, con la iniciativa de Francisco I. Madero y Emilio Vázquez Gómez, se fundó en la Ciudad de México el "Partido Nacional Antirreeleccionista".
El 15 de septiembre de 1909 fueron arrestados el notario Jesús Silva y Ramón Rosales quienes convocaron a un mitin para la formación de un partido político, pero la policía lo disolvió y encarceló a los organizadores finalmente el 16 de enero de 1910 en el estado de Hidalgo, se funda el Club Antireeleccionista Benito Juárez, que propagara las ideas revolucionarias en el estado de Hidalgo, encabezadas por Jesús Silva Espinosa, como su presidente, Ramón M. Rosales, Andrés Manning Michell y Julián S. Rodríguez, en su carácter de vicepresidentes, así como Rafael Vega Sánchez como tesorero. Invitado por el partido, Francisco I. Madero visitó Pachuca el 29 de mayo de 1910.

### Sociedad
En 1890 el estado de Hidalgo tenía poco más de 500 000 habitantes y para 1895 el número había crecido a 600 000. El porfiriato marcó un significativo desarrollo de las obras públicas para el saneamiento de las ciudades.
Los centros urbanos de la entidad transformaron su fisonomía, especialmente Pachuca; donde se construye el Palacio Municipal de Pachuca (1896), el Teatro Bartolomé de Medina (1887), la Iglesia Metodista del Divino Salvador (1900), la Basílica Menor de Nuestra Señora de Guadalupe (1907), la Estación del Ferrocarril (1907), y el Edificio Bancomer (1907).
El Reloj Monumental de Pachuca fue inaugurado el 15 de septiembre de 1910, en medio de una gran fiesta popular, construido para conmemorar el Centenario de la Independencia de México. Torres de reloj también se realizaron en otras localidades como el Reloj Monumental de Tecozautla en 1905 y el Reloj Monumental de Huejutla en 1908. Otros monumentos de esa época son aquellos dedicados a Benito Juárez, levantados con motivo del centenario de su nacimiento en 1906, interesantes ejemplos son los que se encuentran en Molango, Tulancingo y Zacualtipán.
Avanzó la educación pública básica y, a través del Instituto Científico y Literario, también la educación superior. Sin embargo, fue un desarrollo desigual, pues muy pocos gozaron del bienestar social y económico. En las artes destacaron Tomás Domínguez Illanes (1860-1907) y Alfonso Cravioto (1883-1955) en la literatura. La música lució con el huichapense Abundio Martínez (1864-1914). Para fomentar el gusto por el arte, se construyeron teatros, como el Benito Juárez, en Metztitlán, y el Miguel Hidalgo, e Ixmiquilpan.
En esa época se formaron bandas de música; la conocida Banda Sinfónica del Estado de Hidalgo, fundada en 1901 con el nombre de Banda de Rurales de Pachuca.
Muchas mujeres trabajaban como empleadas domésticas, en algunas fábricas textiles, centrales telefónicas y tiendas de ropa se contrataban obreras o empleadas de mostrador. Las profesoras tuvieron un papel fundamental, en el aula y en otros campos profesionales. Un caso notable fue el de Columba Rivera, originaria de Mineral del Chico, quien en 1900 se graduó como médica cirujana.
El 12 de mayo de 1889, en el periódico ‘El Minero de Pachuca’ se hace reseña de un partido de fútbol entre la Mina el rosario y la Mina La Joya en el campo deportivo de la Plaza Hipódromo del Ferrocarril de Pachuca (hoy calle de Cuauhtémoc). El 28 de noviembre de 1901 se funda por mineros ingleses de Cornualles el Pachuca Athletic Club, que se convirtió en el primer club de fútbol oficial de México.
Hacia mediados de 1901 Camilo Santillán, fue el primero en instalar una sala cinematográfica en Pachuca; la primera exhibición se realizó, en un "jacalón" situado al sur de la Plaza Independencia. El acceso para aquella función fue de 5 centavos por silla y 10 para los espectadores acomodados en bancas, las películas exhibidas fueron "Llegada de un Tren a la estación de Ciotat", "Salida de las fábricas Lumiere" y un breve gag adaptado de una tira cómica intitulado "El regador regado".

Poblados durante el Porfiriato.
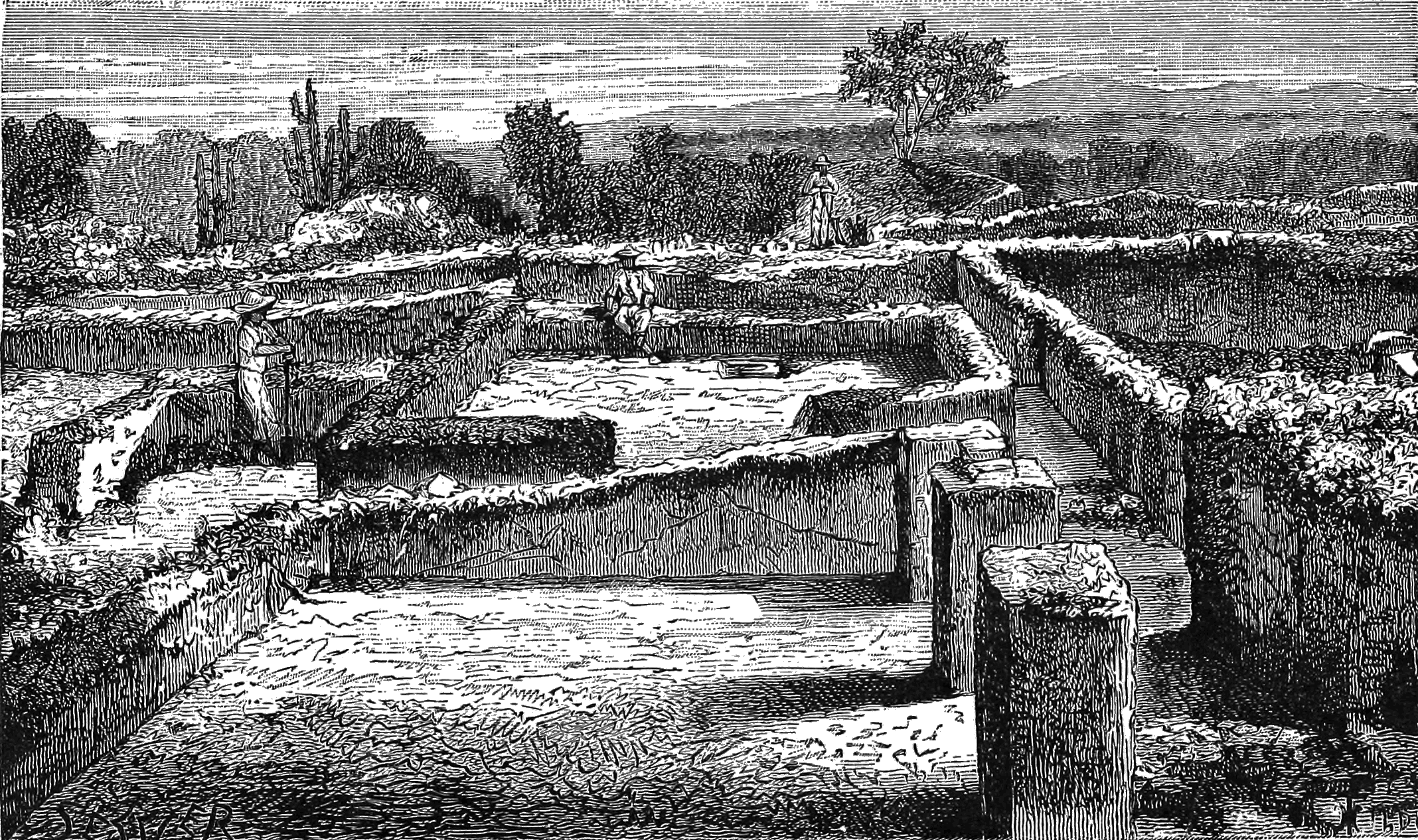
Zona arqueológica de Tula, en 1889.
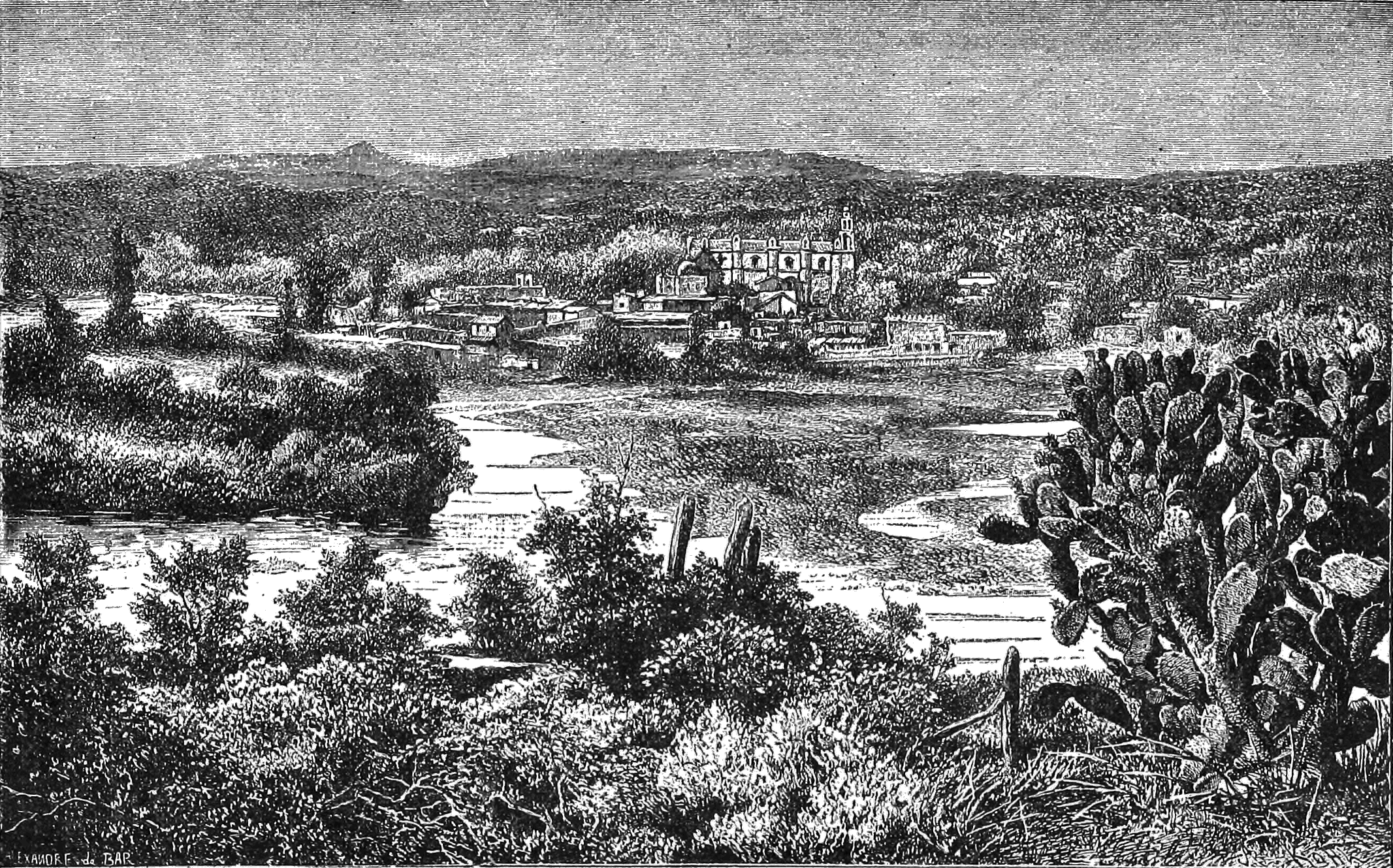
Panorámica de Tula de Allende, en 1889.
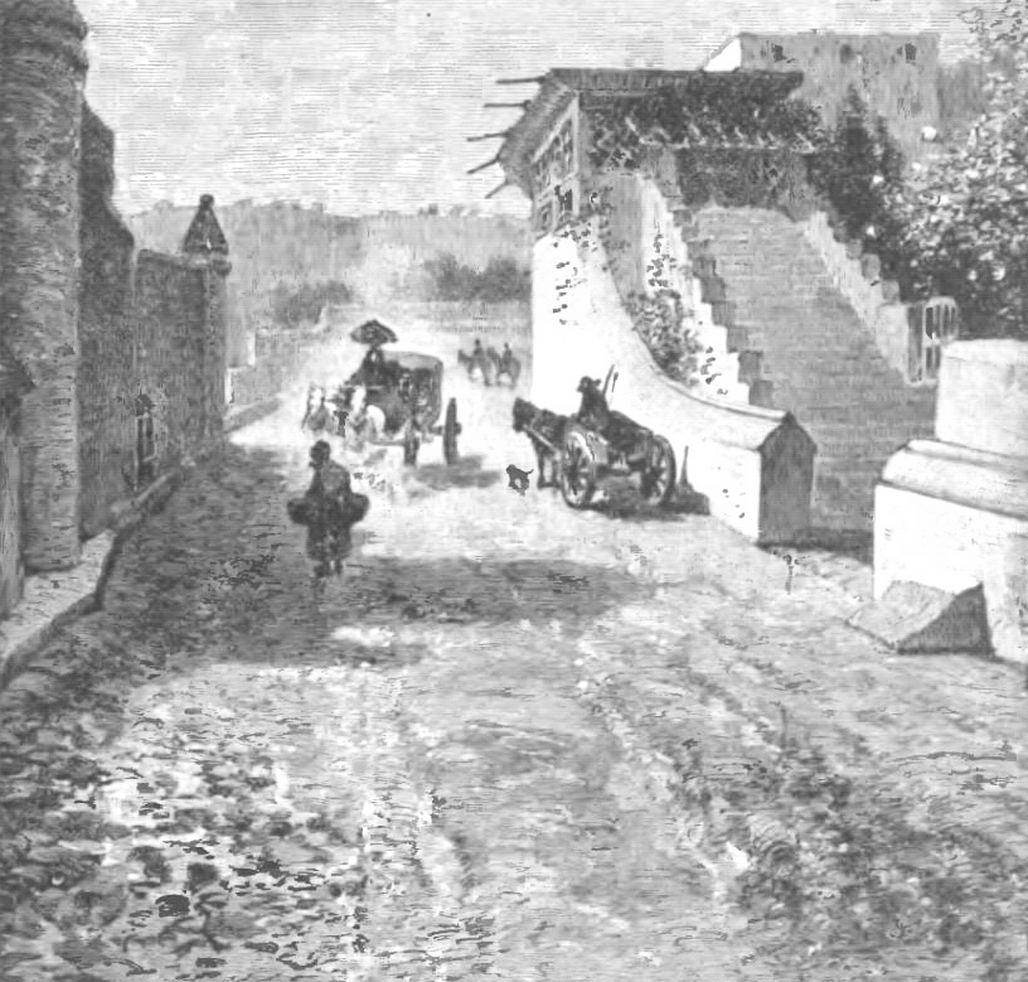
San Miguel Regla, Huasca de Ocampo; en 1900.
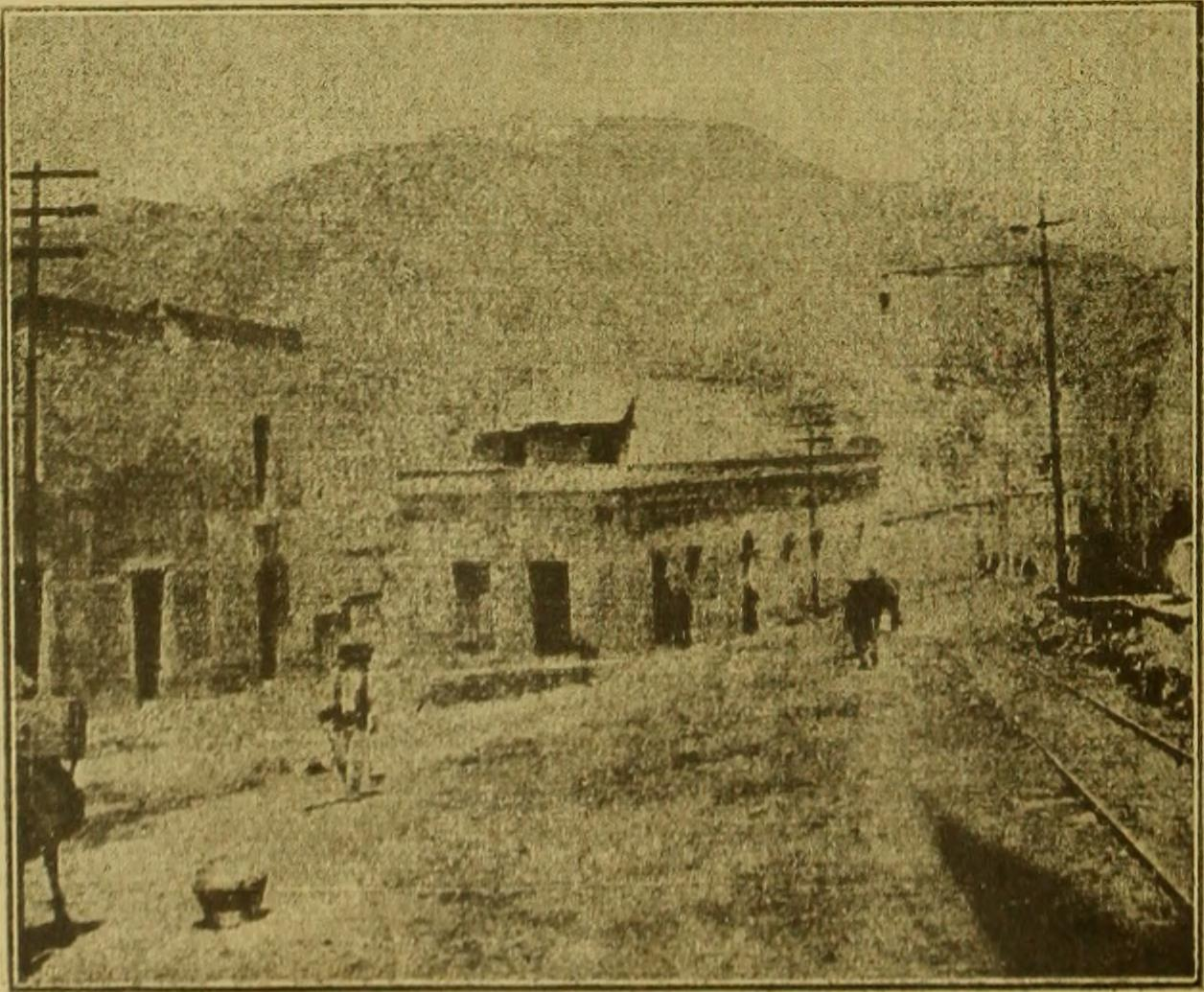
Aspecto de una calle de Pachuca, en 1905.
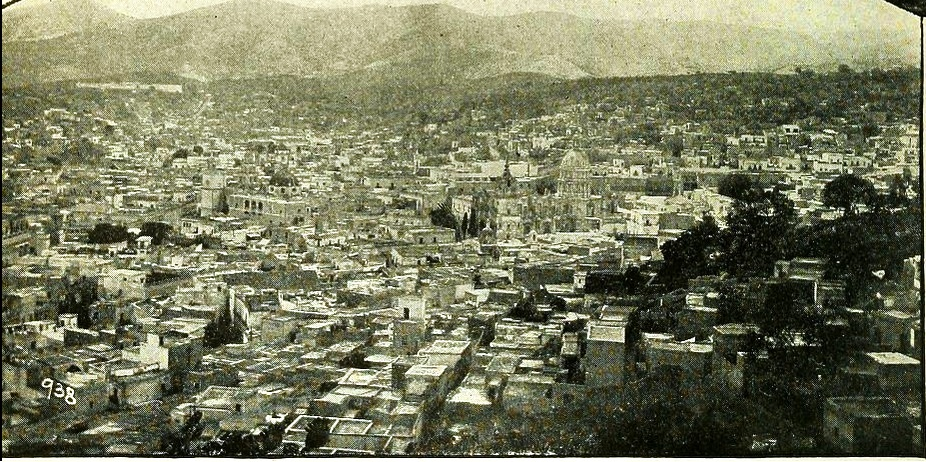
Panorámica de Pachuca en 1906
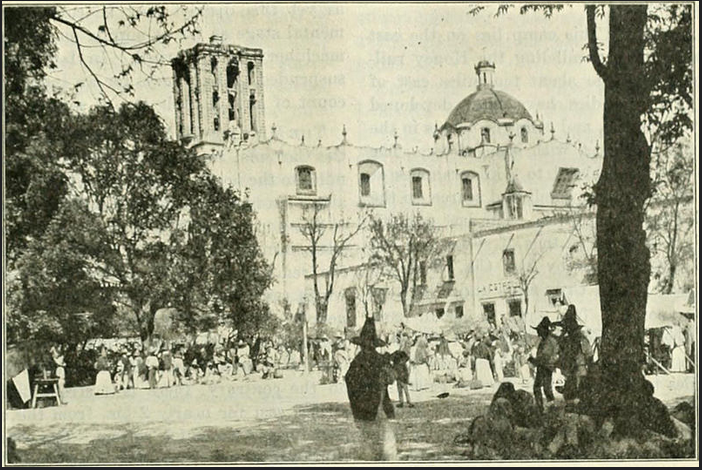
Panorámica de Zimapan en 1907.
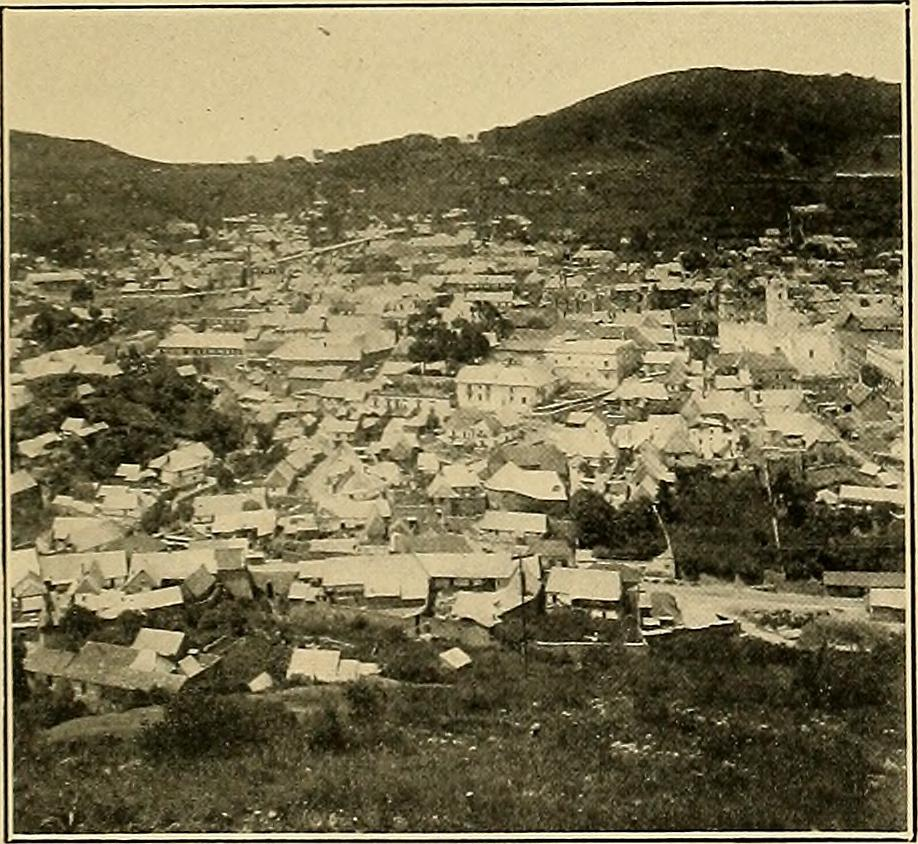
Panorámica de Real del Monte, en 1910.
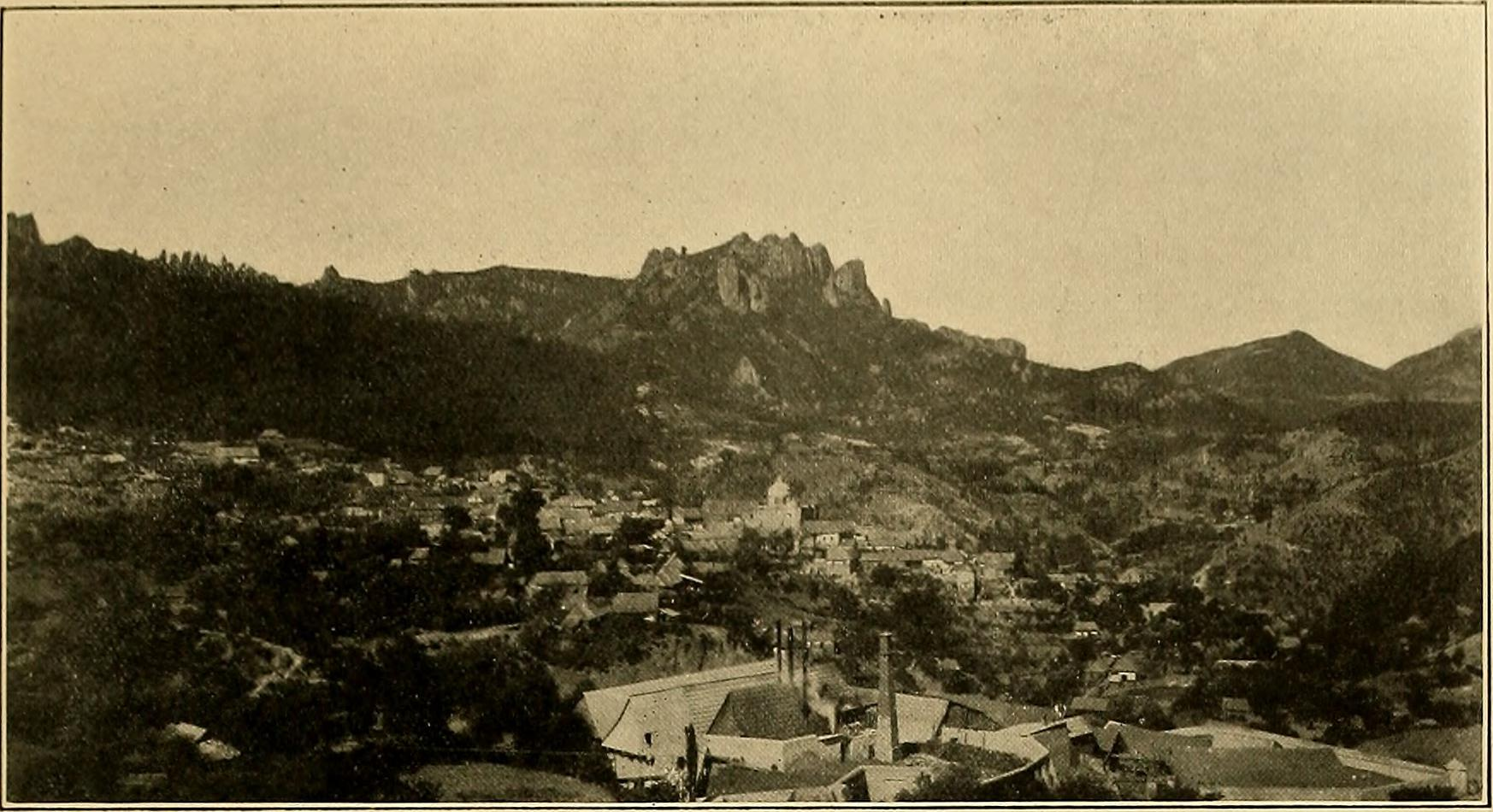
Panorámica de Mineral del Chico, en 1910.

### Infraestructura y comunicaciones

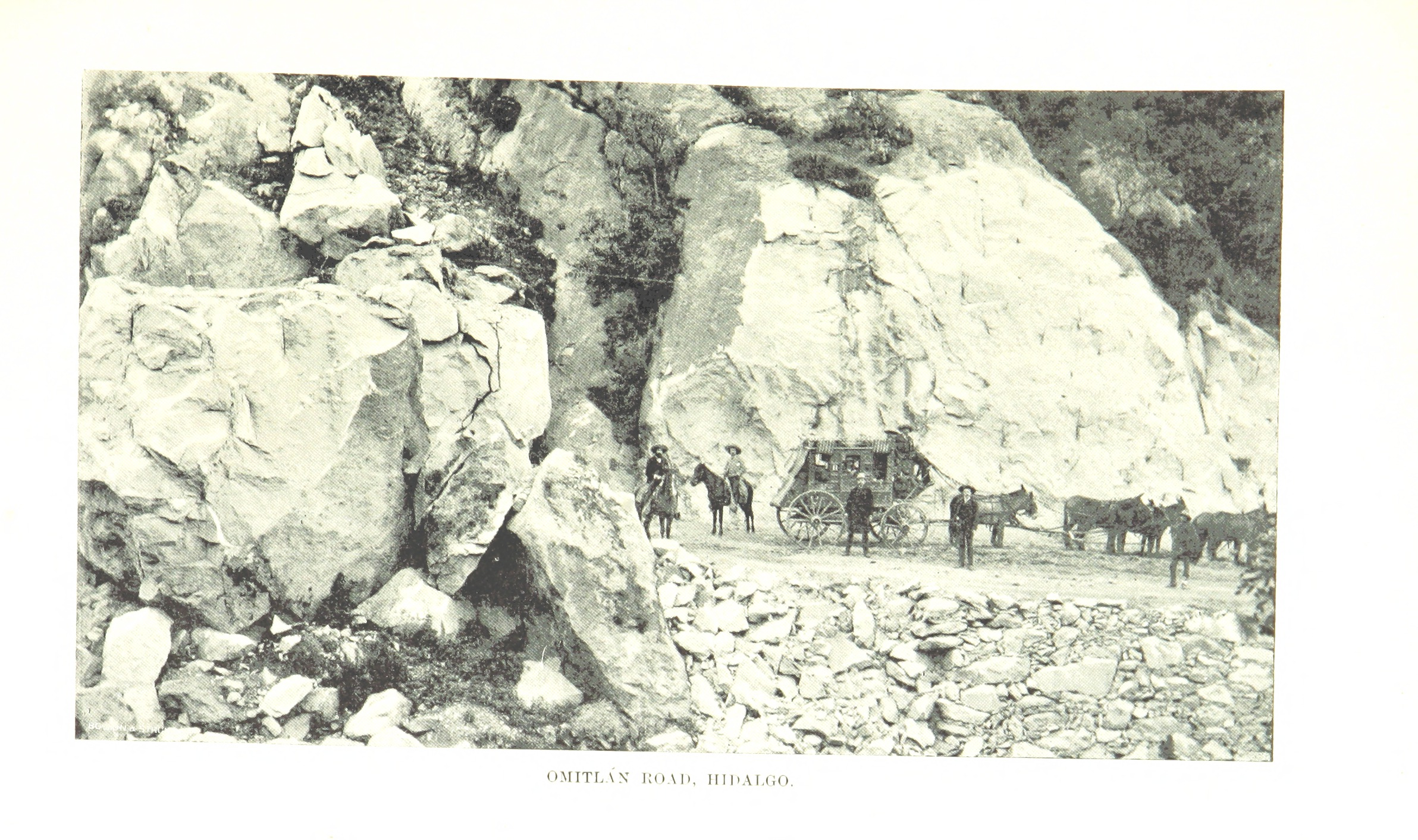
Camino a Omitlan, imagen del libro Resources and Development of Mexico (1983) de Hubert H. Bancroft.

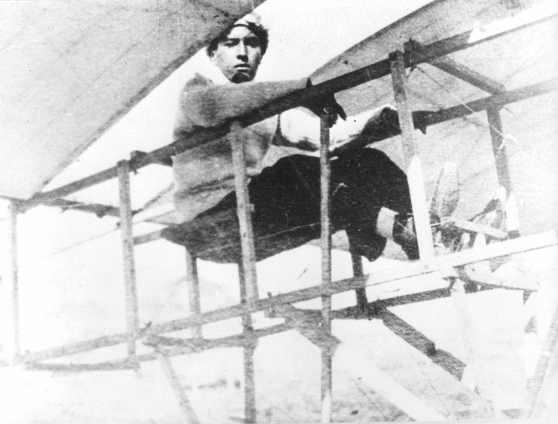
Juan Pablo Aldasoro Suárez (1893-1962) originario de Real del Monte; en 1909 diseñó y construyó el primer motor de aviación en México. Pionero de la aviación en México, pilar fundamental en el desarrollo de la Fuerza Aérea Mexicana.

Durante los gobiernos de los hermanos Cravioto se inició el tendido de vías de ferrocarril, creció la red telegráfica, se introdujo el servicio telefónico en minas y haciendas metalúrgicas y se abrieron más caminos en el estado de Hidalgo. El 31 de octubre de 1902, poco después de las 11:00 llegó el primer automóvil a la ciudad de Pachuca, los dos tripulantes del vehículo llegaban procedentes de la Ciudad de México.
En 1887 se instala el alumbrado público, en la ciudad de Pachuca. En 1895 la Compañía de Transmisión Eléctrica de Potencia del Estado de Hidalgo aprovechó la caída de agua de la barranca de Regla, en el municipio de Huasca, para producir energía eléctrica. Su consumo benefició inicialmente a las minas de Real del Monte y Pachuca, pero el servicio se
extendió poco a poco a otras poblaciones, tanto para consumo doméstico como público.
Empresarios británicos aprovecharon los yacimientos de caliza en Tula para instalar una fábrica de cemento en 1881. Posteriormente, con capital nacional, la Compañía Mexicana de Cemento Portland se convirtió en una empresa con gran éxito. También se establecieron fábricas textiles, entre ellas La Josefina y Santa Rosalía, en Tepeji del Río; y La Esperanza, Los Ángeles, San Luis, Santa Isabel y Santiago, en el valle de Tulancingo.
En 1908 se da uno de los primeros vuelos de México en los llanos de Venta Prieta en Pachuca, donde el ingeniero aeronáutico Juan Guillermo Villasana probó uno de sus primeros modelos; el que hizo volar en los llanos de la hacienda de San Juan de Labor, San Rafael y Venta Prieta. El 11 de abril de 1910, logró volar a 700 metros sobre Pachuca, tiempo después ensaya en el Velódromo de Pachuca con regular éxito un pequeño avión al que le había instalado un motor de gasolina de 15 caballos de fuerza, marca Curtiss.

#### Ferrocarriles

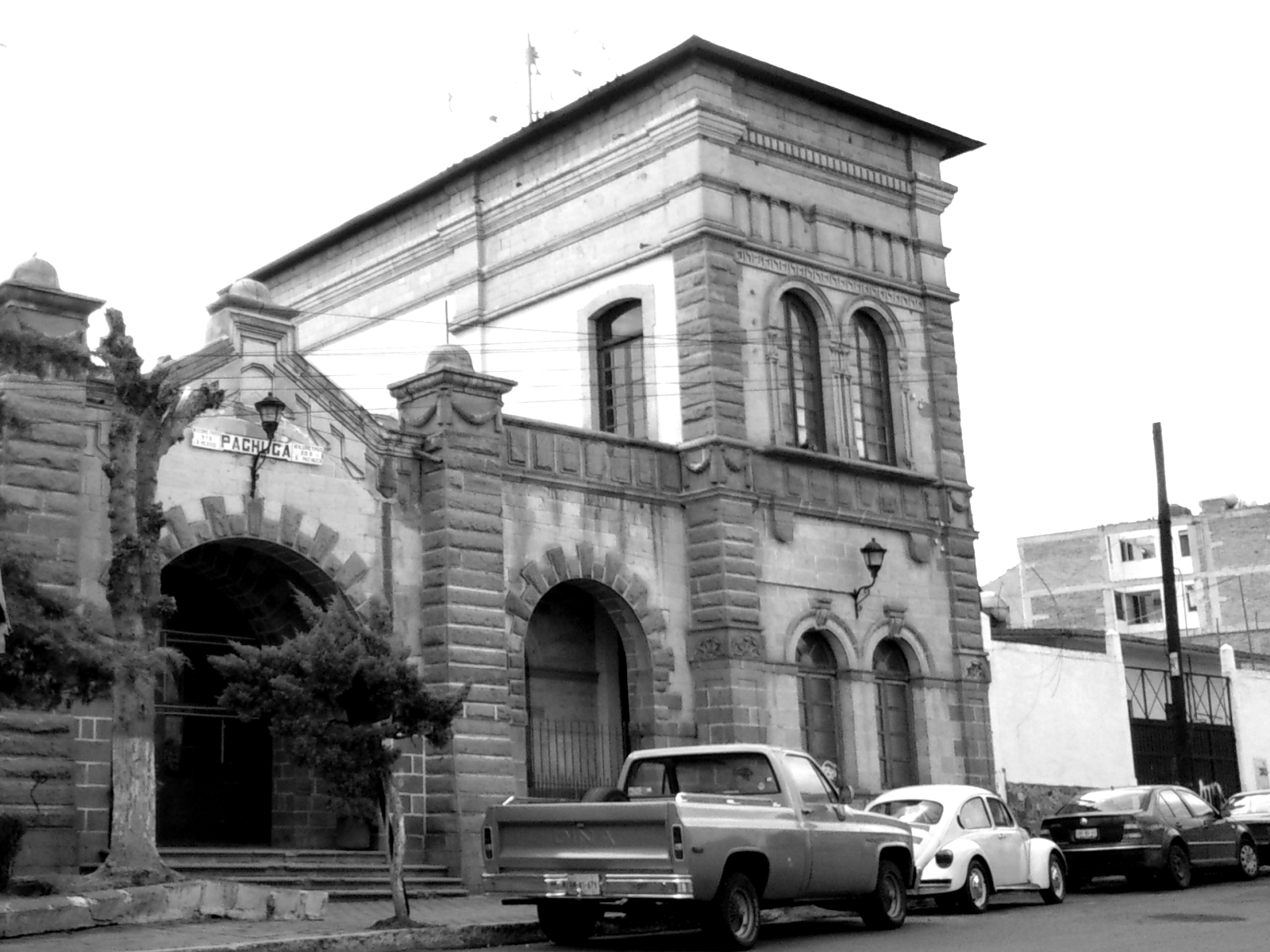
Estación de Pachuca, se construyó a finales del siglo XIX, siendo Porfirio Díaz quien la puso en operación. Donde llegaron a operar hasta tres compañías distintas, Ferrocarril de Hidalgo y del Noreste, Ferrocarril El Mexicano, Ferrocarril Central y la concesión al señor Honey.

La compañía Ferrocarril Mexicano, permitió que en 1879 se construyera una línea troncal que uniría a Pachuca con la línea México-Veracruz, a la altura de Irolo, en la estación de Omestusco. Como en 1880 esta línea sólo tenía 17 km, ante la lentitud de los trabajos el gobierno concesionó las labores al ingeniero Gabriel Mancera para concluirlos. Gabriel Mancera, era inversionista en las minas de Pachuca y Mineral del Chico, y propietario de las primeras industrias textiles de Tulancingo.
Los 59 kilómetros que enlazaban el ramal de Pachuca fueron terminados a finales de 1882. La línea troncal Irolo-Pachuca, permitió que el lunes 1 de enero de 1883, se inaugurara primero por tracción animal y seis meses después, el 11 de junio de ese mismo año, mediante locomotora de vapor. En 1883 la mina Real del Monte construyó un ferrocarril del vapor de 14 km para llevar a sus trabajadores a y desde ciudad.
La compañía Ferrocarril Central Mexicano, decidió comunicar a la región con el bajío y aprovechó esta circunstancia para trazar una línea troncal que llegara a la ciudad de Pachuca. Sin embargo, el problema sustancial fue que ambas empresas ferroviarias, el Mexicano y el Central, sólo transportaban mercancías, dejando de lado el servicio de pasajeros. Esta circunstancia fue observada por el ingeniero Gabriel Mancera, quien en 1881 funda Ferrocarril Hidalgo y del Nordeste. Construyó su terminal en los terrenos que hoy ocupan el Palacio de Gobierno, la Plaza Juárez y el Jardín de los Hombres Ilustres.
La compañía del Ferrocarril Mexicano, al notar el aumento del tráfico construyó y operó su propio ramal desde la estación Ometusco. El servicio de tren se inició con un viaje inaugural del 2 de diciembre de 1890 con asistencia del presidente Porfirio Díaz.
En 20 de diciembre de 1889 se aprobó un contrato celebrado con Felipe Berriozabal y Sebastián Camacho para la construcción de la línea de Tula-Pachuca, con facultad de prolongarlo hasta Zacualtipán y Tampico o Túxpam, proyecto que nunca se realizó. Esta concesión fue traspasada con autorización del gobierno, en favor de la Compañía del Ferrocarril Central Mexicano. En decreto fechado el 17 de diciembre de 1892, se aprobó otro contrato, donde se estipuló que la actual compañía poseedora de la concesión quedaba autorizada para construir una vía férrea que partiendo de la línea de Tula-Pachuca, terminara en otra de la vía de San Luis Potosí a Tampico. Así operó a partir de 1892 el ramal Tula-Pachuca que permitió alcanzar el puerto de Tampico y la frontera con los Estados Unidos.

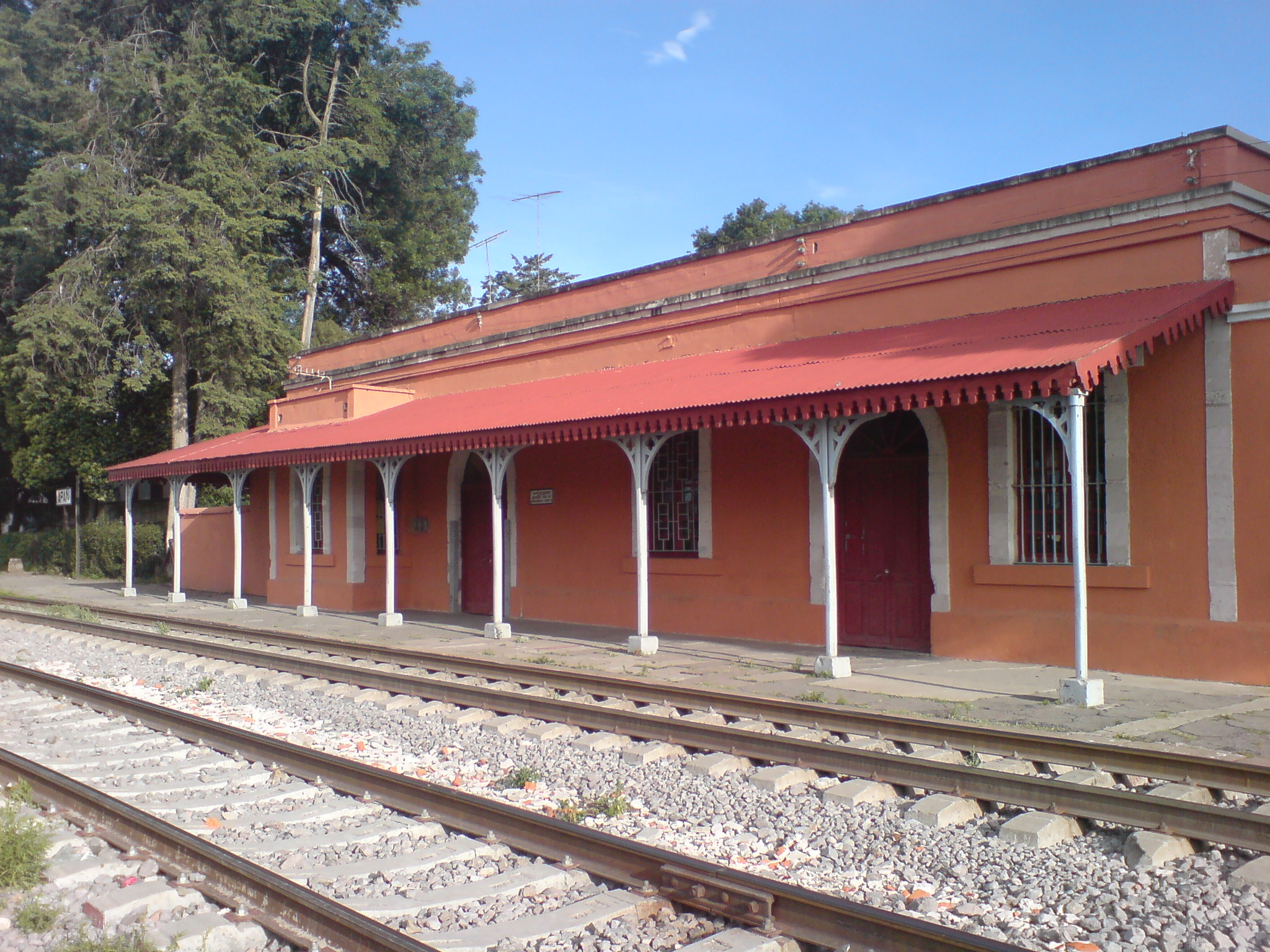
Estación del ferrocarril en Apan.

El 11 de diciembre de 1902, fecha en la que se daba la noticia sobre un tren del Ferrocarril Hidalgo, con cerca de tres mil peregrinos a bordo, procedentes de Tulancingo; se descarrila cerca del santuario de Nuestra Señora de Guadalupe en la Ciudad de México, tragedia en la que perdieron la vida 20 personas y más de 800 sufrieron graves lesiones. En 1903 la compañía Ferrocarril Hidalgo y del Nordeste, anunciaba así sus servicios:

"Trenes rápidos para pasajeros entre las ciudades de México y Pachuca, el centro minero de más importancia en la República. Los trenes de esta empresa recorren cuatro veces al día la línea entre México y Pachuca, pasando por el Canal del Desagüe, Tizayuca, Tezontepc, San Agustín y Tepa. En San Agustín conecta el ramal de Irolo y de Tepa; hacia el Nordeste continúa la vía principal pasando por Tecajete, Somoriel, Santiago, Tulancingo, Sototlán y Tortugas"

La otra meta de Mancera fue concluir el ramal a Tulancingo, su ciudad natal, se deduce por el anuncio de que para 1903, dicha vía estaba ya terminada y en servicio como se desprende de la publicidad utilizada:

"Tulancingo es una de las ciudades más fértiles y pintorescas del estado de Hidalgo. Se hace un servicio eficaz y puntual de carga y pasajeros entre estas localidades y las intermedias. Los trenes de esta empresa hacen el tráfico de carga en combinación con los del Ferrocarril Nacional Mexicano entre Pachuca y los Estados Unidos del Norte y con los del Ferrocarril Interoceánico entre Veracruz y Pachuca. En virtud de los arreglos celebrados con los Ferrocarriles Central Mexicano, Nacional Mexicano, Interoceánico, Mexicano de Veracruz y Mexicano del Sur, pueden hacerse remisiones directas de carga entre cualesquiera de sus estaciones sin costo alguno por gastos de transbordes."

### Economía del Porfiriato

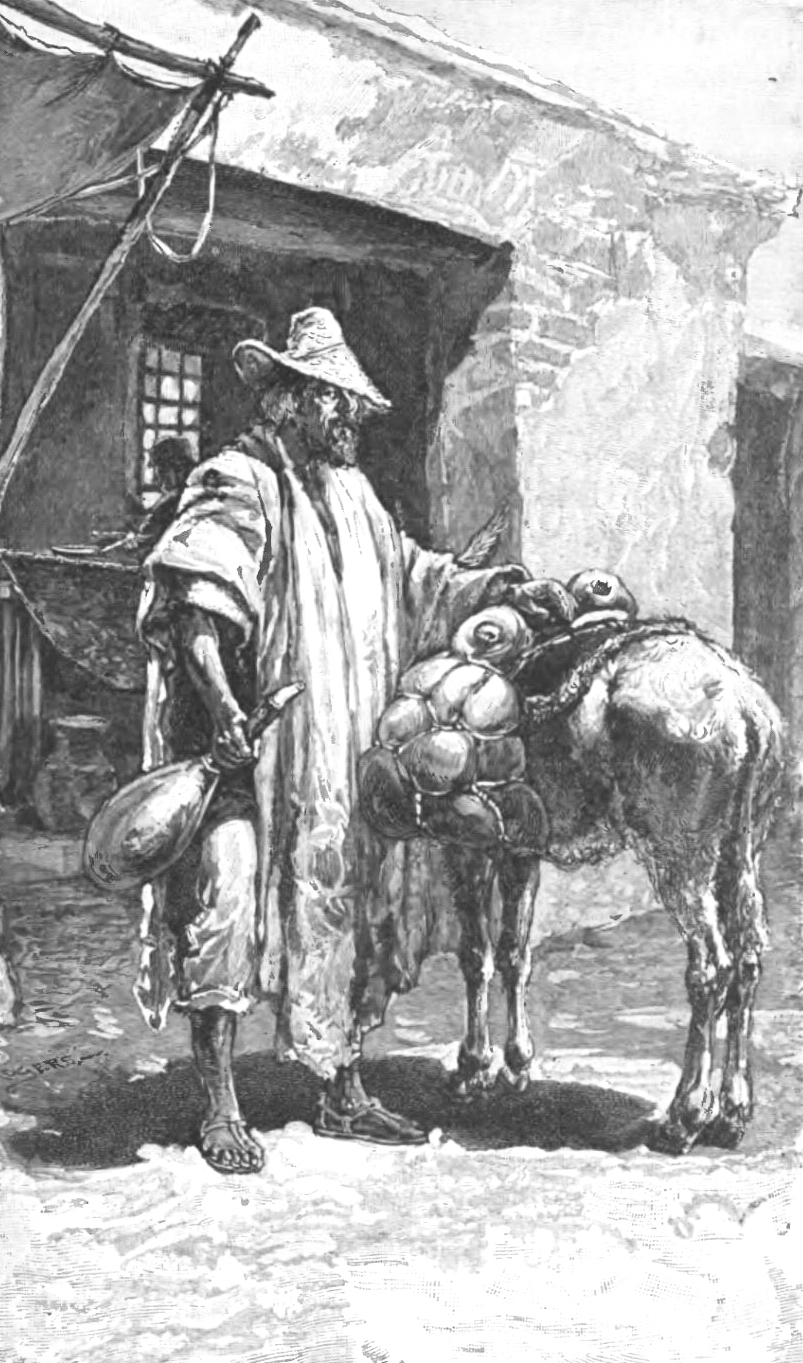
Tlachiquero (persona que extrae con el acocote el pulque de los magueyes); en la Exhacienda de Tepenacasco, Acatlán. Ilustración de la obra: “México, California y Arizona (1900)” de William Henry Bishop.

#### Haciendas
A partir de la segunda mitad del siglo XIX, desaparecieron tanto las tierras acaparadas por la Iglesia como la propiedad comunal en los territorios indígenas, lo cual permitió el gran crecimiento de las haciendas. En el siglo XIX la mayoría de la población habitaba en zonas rurales y se dedicaba a la agricultura. El trabajo del campo se transformó con el crecimiento de los ranchos y haciendas, que llegaron a tener grandes extensiones de tierra.
En Hidalgo hubo grandes haciendas, como la de Tetlapáyac, en Almoloya; la de Chimalpa, en Apan; la de Tepetates, en Tepeapulco; la de Tecajete, en Zempoala; la de la Concepción, en Pachuca; la de Ocotzá, en Ixmiquilpan y la de Yexthó, en Tecozautla. Tenían capilla, almacén, escuela, cárcel, un lugar para guardar semillas, jacales, donde vivían peones y sirvientes, y la tienda de raya. En esta última los trabajadores debían comprar a precios muy elevados, y por eso siempre tenían deudas.

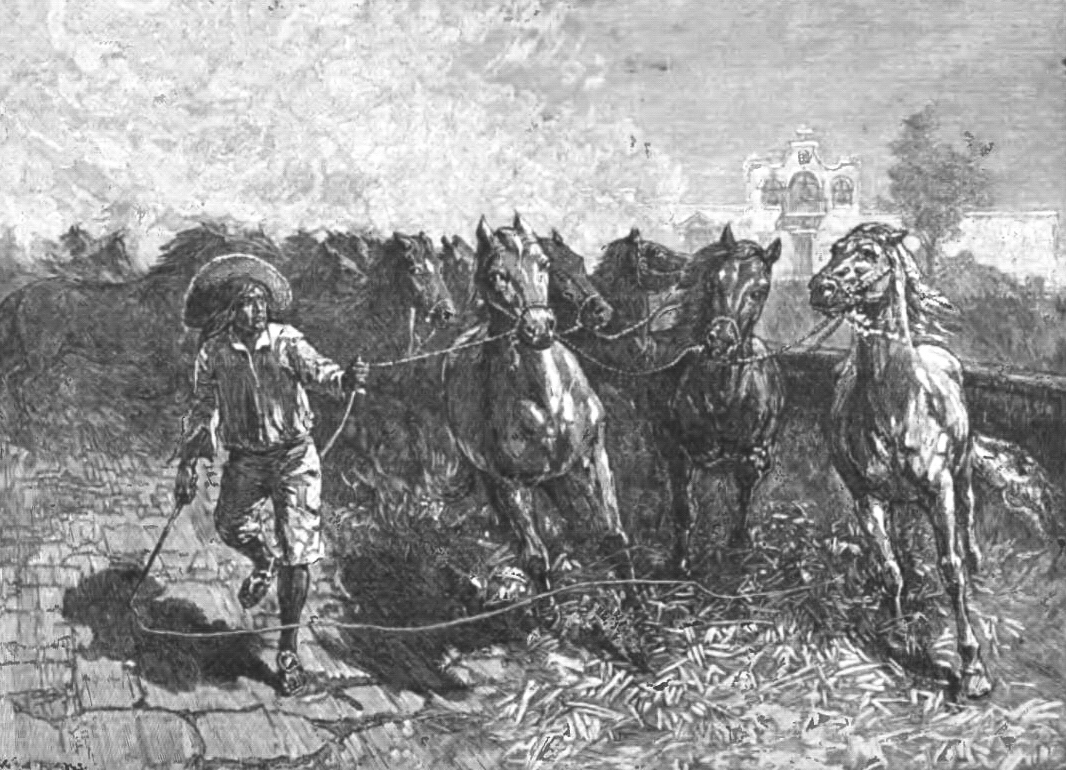
Trilla en la exhacienda de Tepenacasco, Acatlán en 1900.
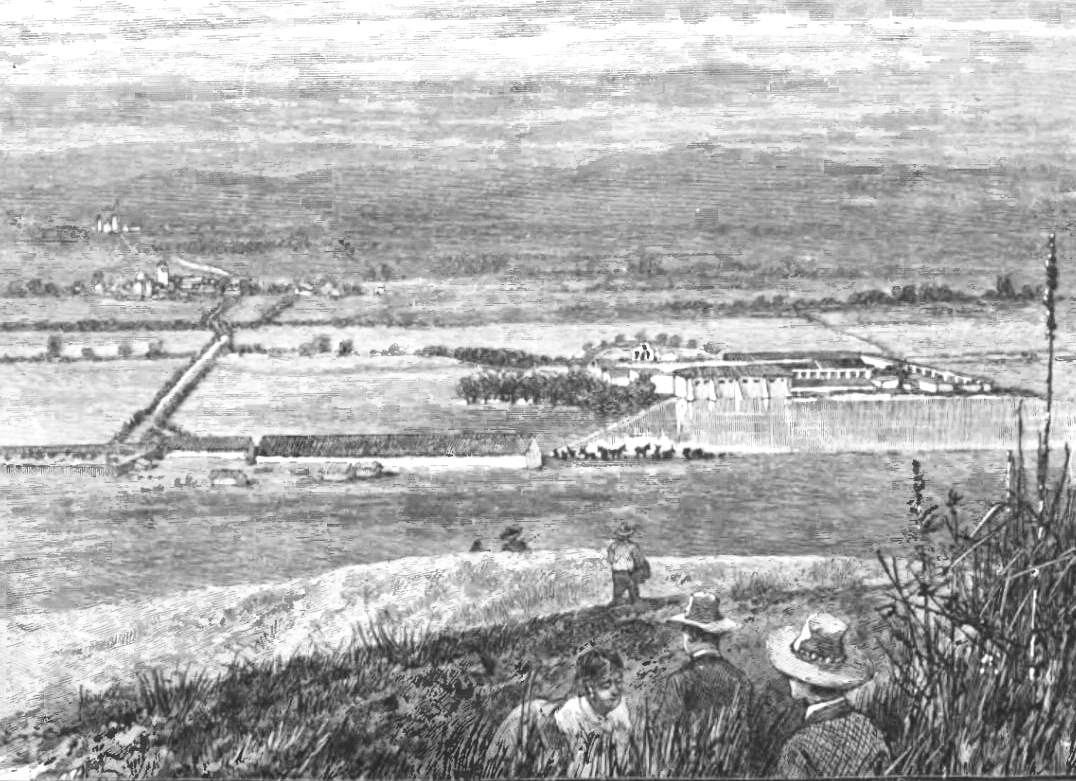
Exhacienda de Tepenacasco, Acatlán en 1900.
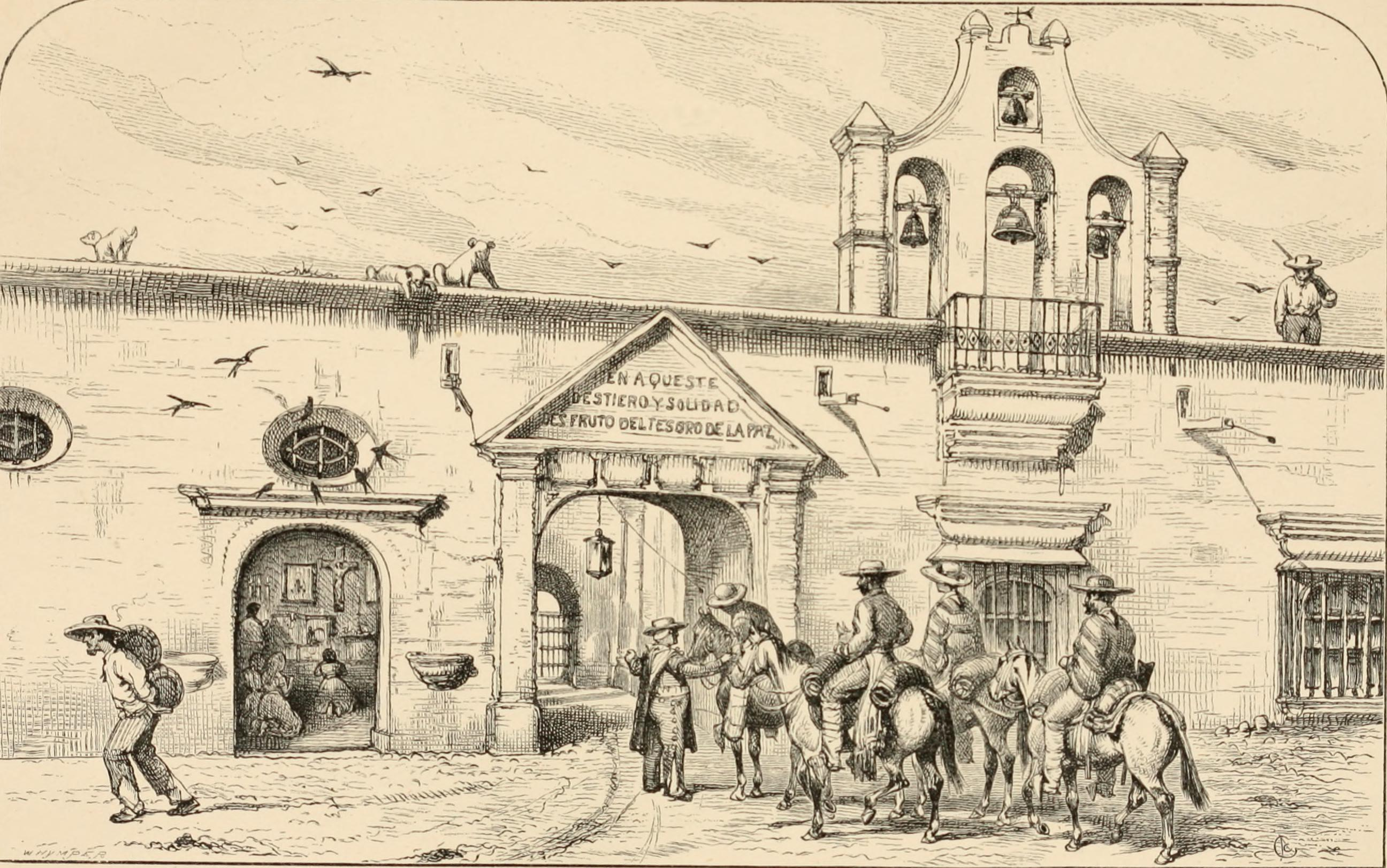
Exhacienda de Tepenacasco, Acatlán.

#### Minería durante el Porfiriato

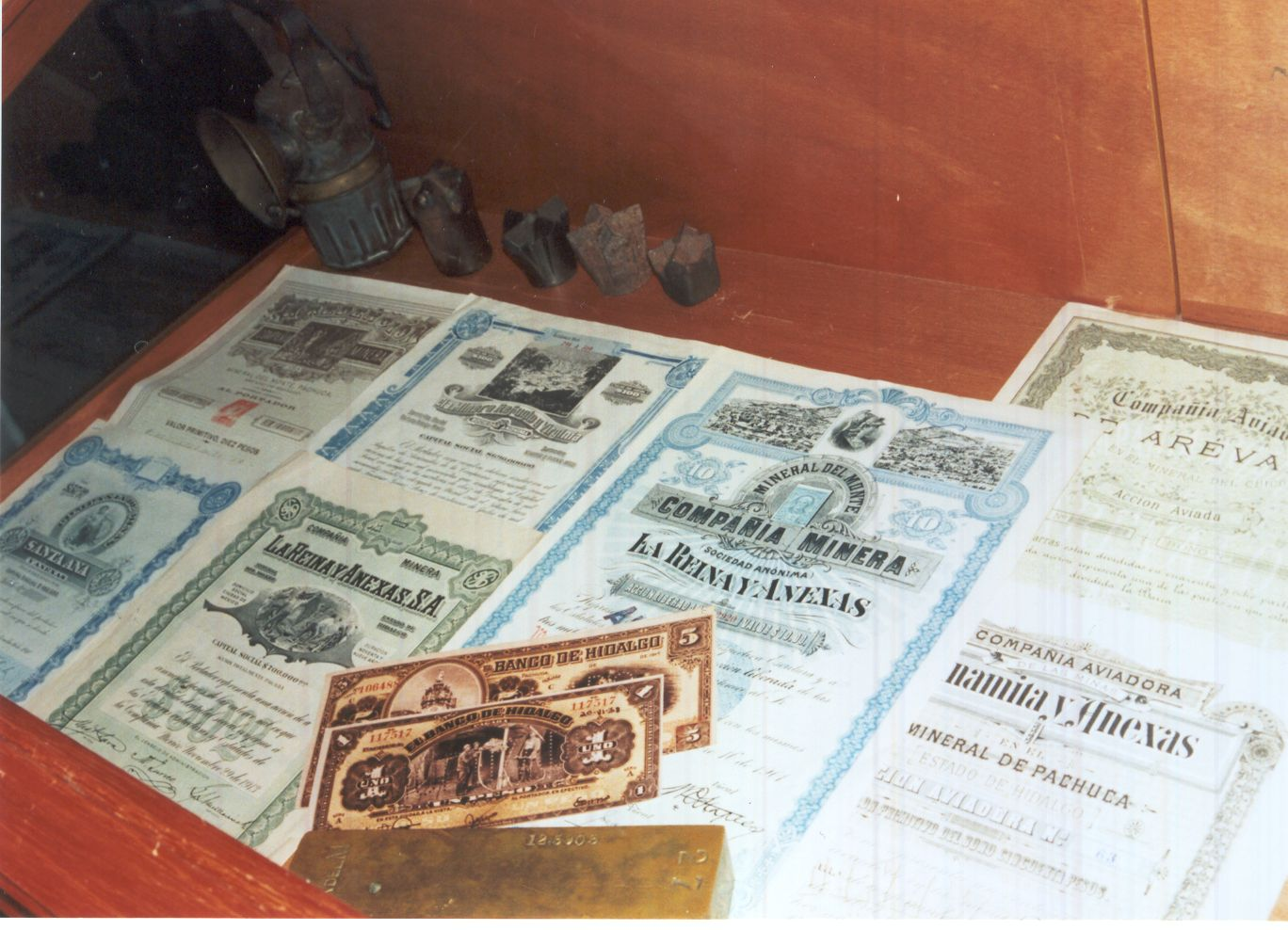
Acciones y dinero de empresas mineras del Porfiriato, en el Archivo Histórico y Museo de Minería de Pachuca.

Los principales centros mineros eran Pachuca, Real del Monte, Atotonilco el Chico y Zimapán que destacaron en la producción de plata y oro. En El Cardonal, Zacualtipán y Zimapán destacó la producción de fierro y plomo.
La Compañía Real del Monte y Pachuca, entre 1872 y 1875 junto con una grave crisis económica, se dan en la empresa conflictos laborales a todos los niveles. En 1872 al ver los barreteros reducidos sus sueldos se lanzaron a la huelga, exigiendo que no se cargara sobre sus espaldas todo el peso de las dificultades e la empresa y protestando por los excedidos privilegios de que gozaban los británicos. El conflicto concluyó cuando los trabajadores mexicanos aceptaron la rebaja de sus percepciones.
Pero al año siguiente la compañía realizó una nueva rebaja, esta vez afectando también a los empleados ingleses. A partir de 1875 el personal extranjero que arribó a Real del Monte y Pachuca fue cada vez menor y para 1906 esta política de asociación con Cornwall se termina.
Para 1906 las minas del distrito son adquiridas por la United States Smelting Refining and Mining, quien moderniza la empresa y prepara su estrategia de explotación utilizando parte de la información contenida en los documentos atesorados hasta el siglo XIX, lo que ayuda a su inventario y preservación. El 25 de abril de 1910, un derrumbe en la mina de San Julio sepultó a una cuadrilla de mineros y fenecieron 18 trabajadores.

Aspecto de las minas durante el Porfiriato.
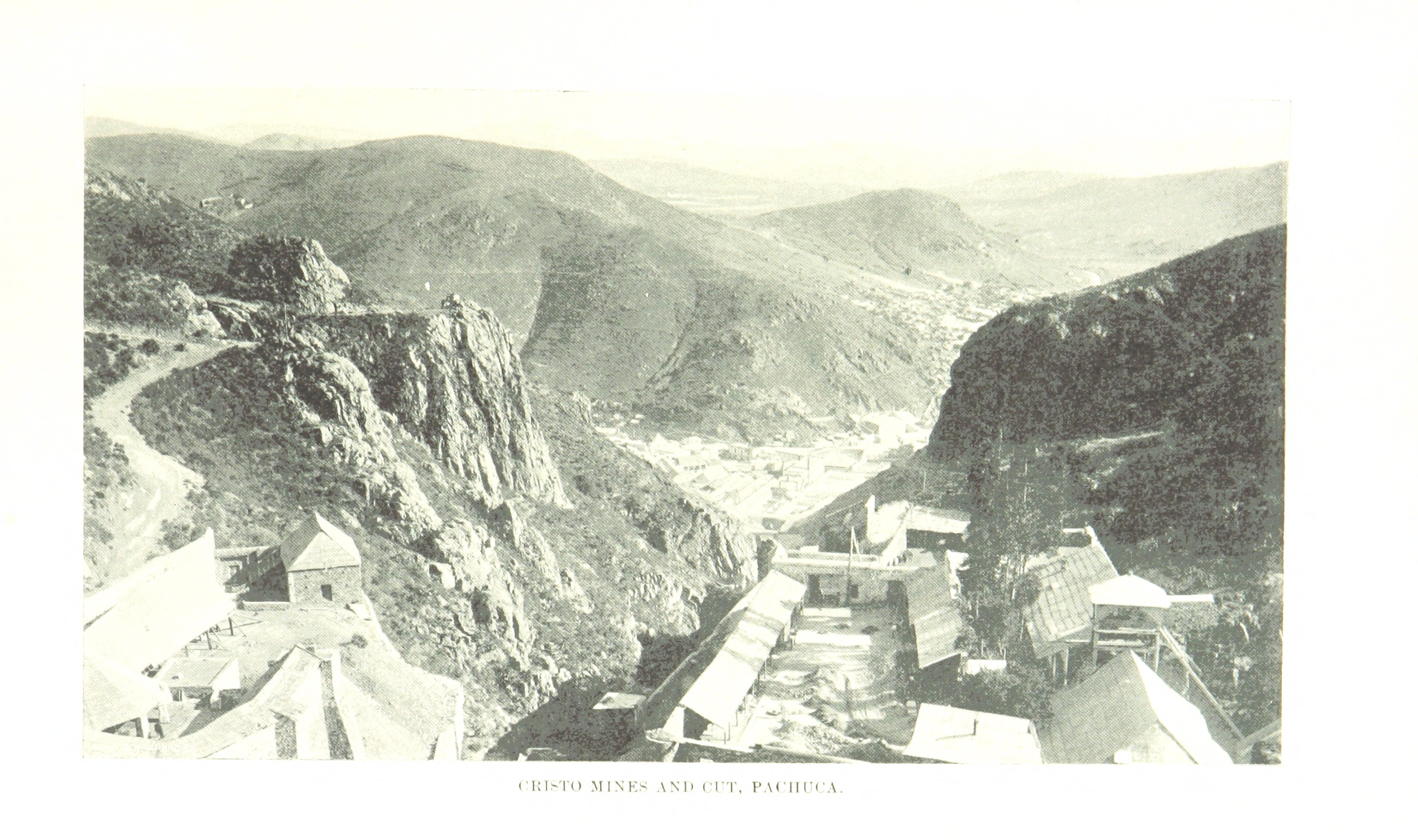
Mina del Cristo, Pachuca en 1893.
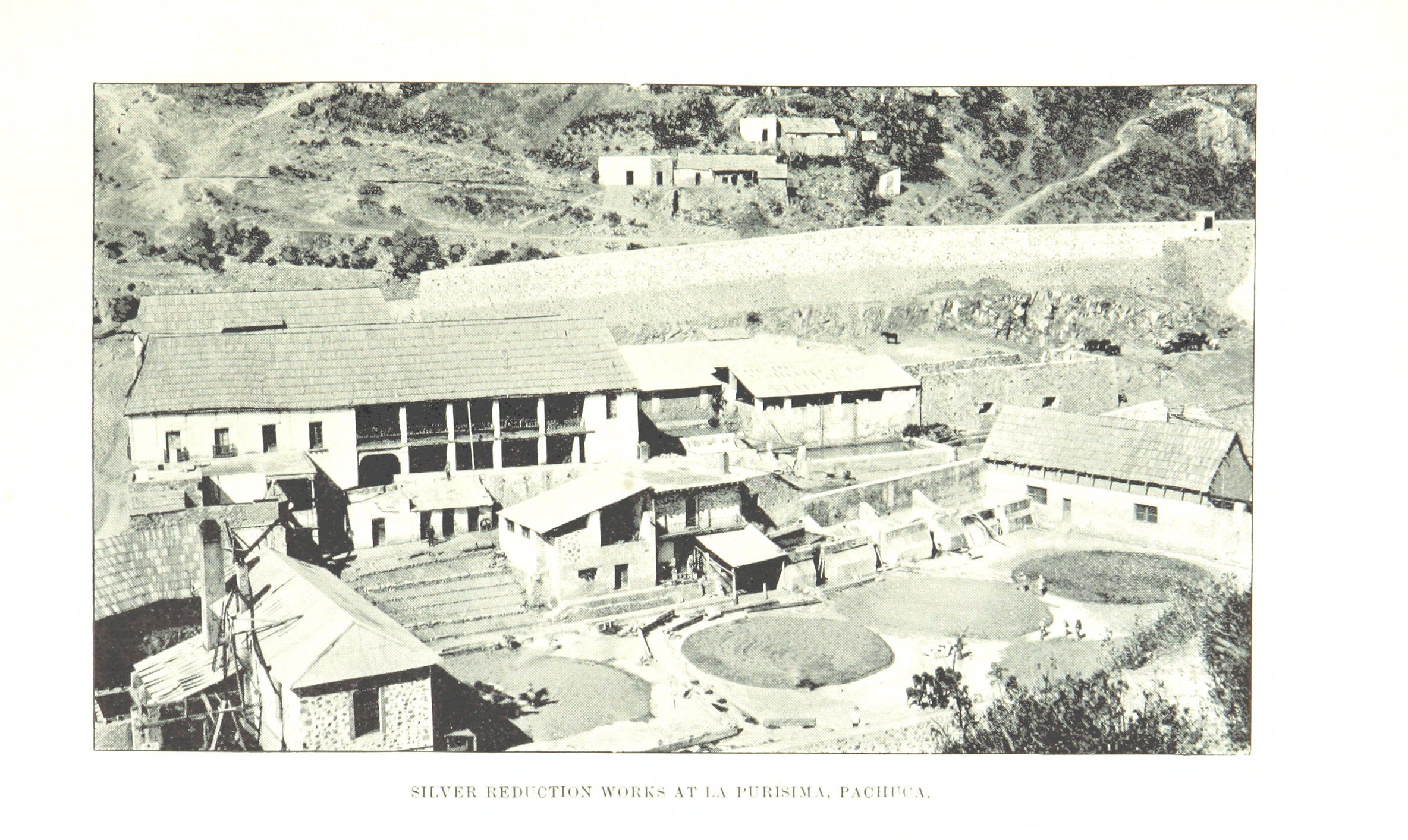
Mina la Purísima, Pachuca en 1893.
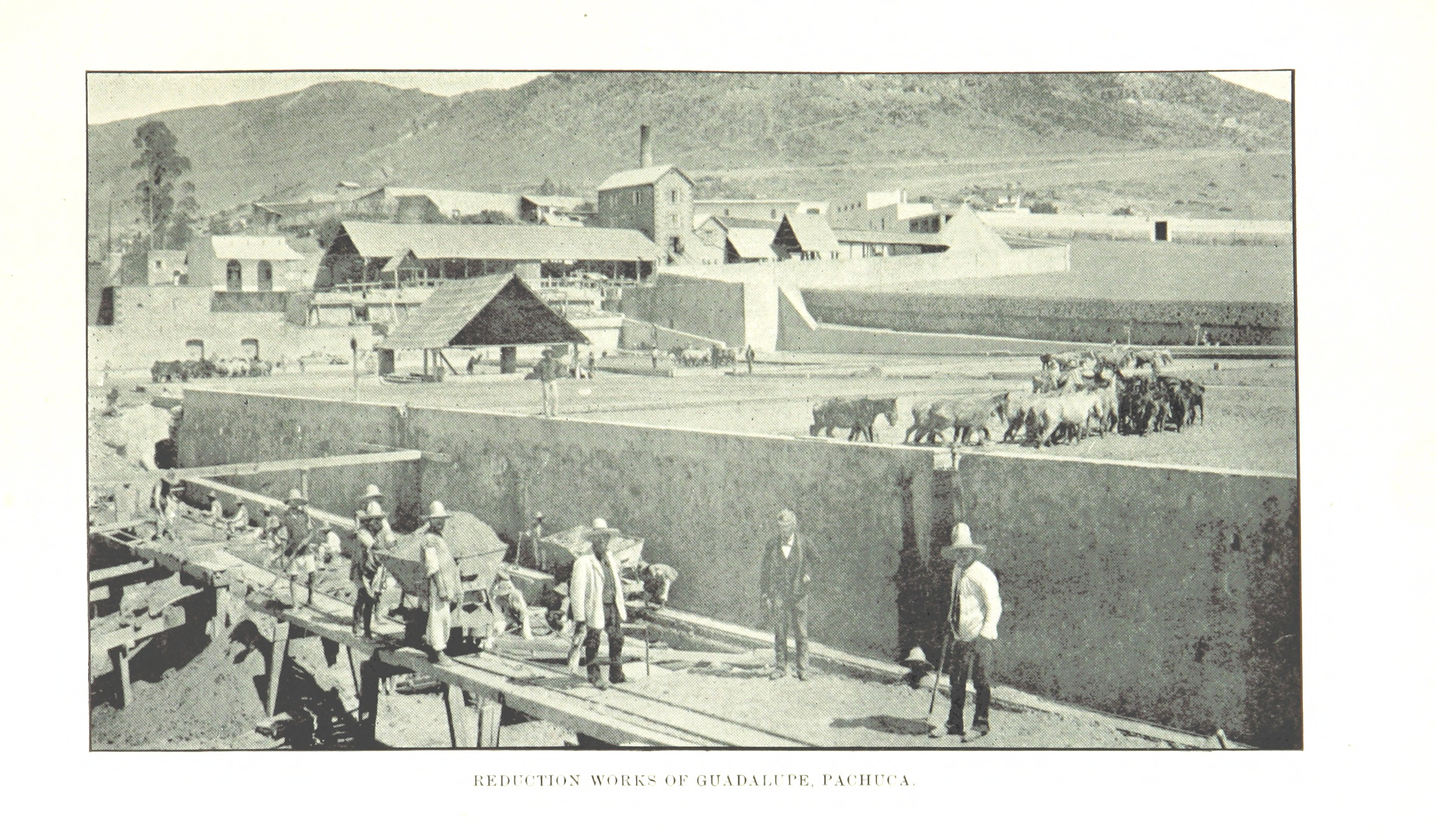
Mina de Guadalupe, Pachuca en 1893.
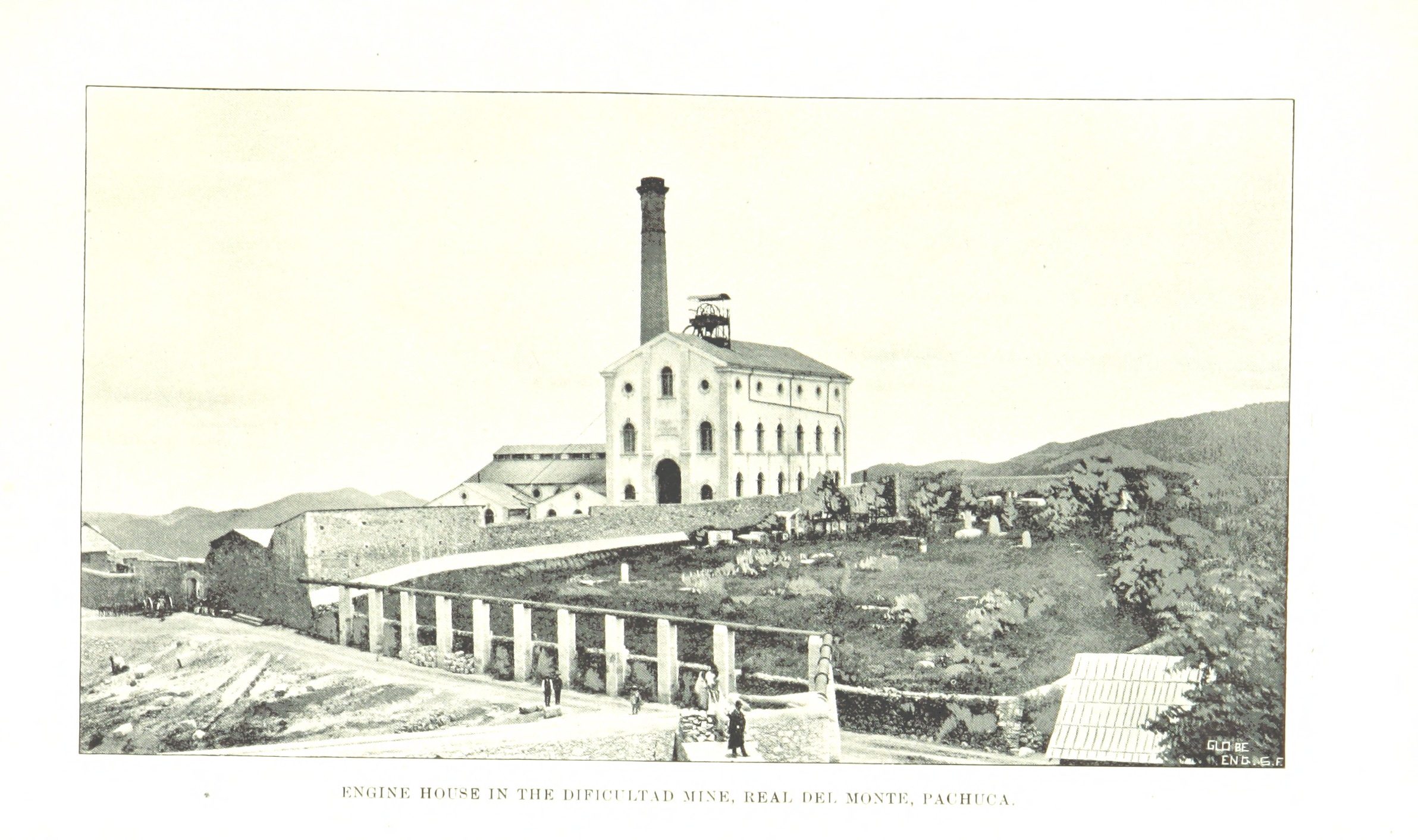
Mina la Dificultad, en Real del Monte en 1893.
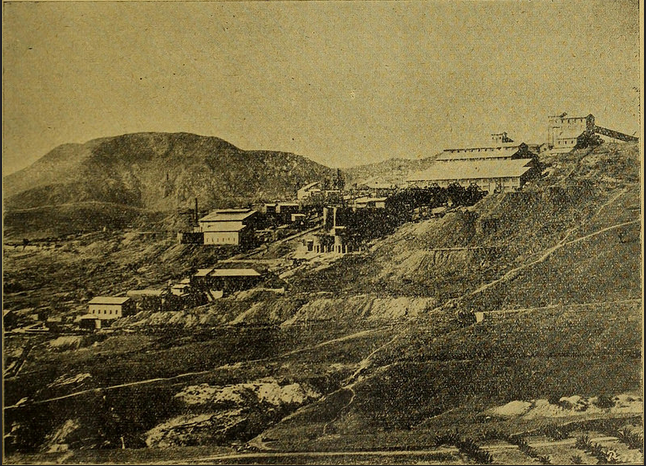
Mina de Santa Gertrudis, Pachuca en 1905.
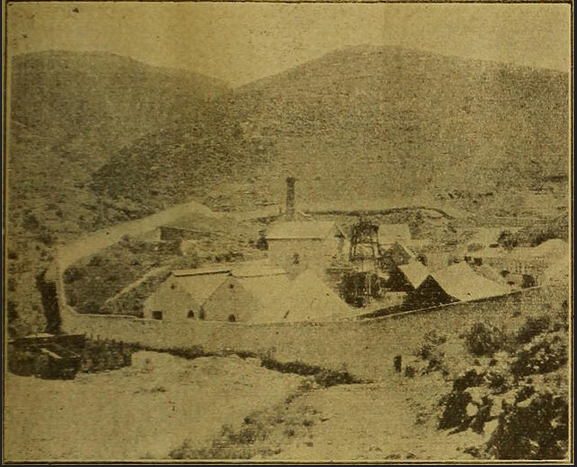
Edificios mineros de Pachuca en 1905.
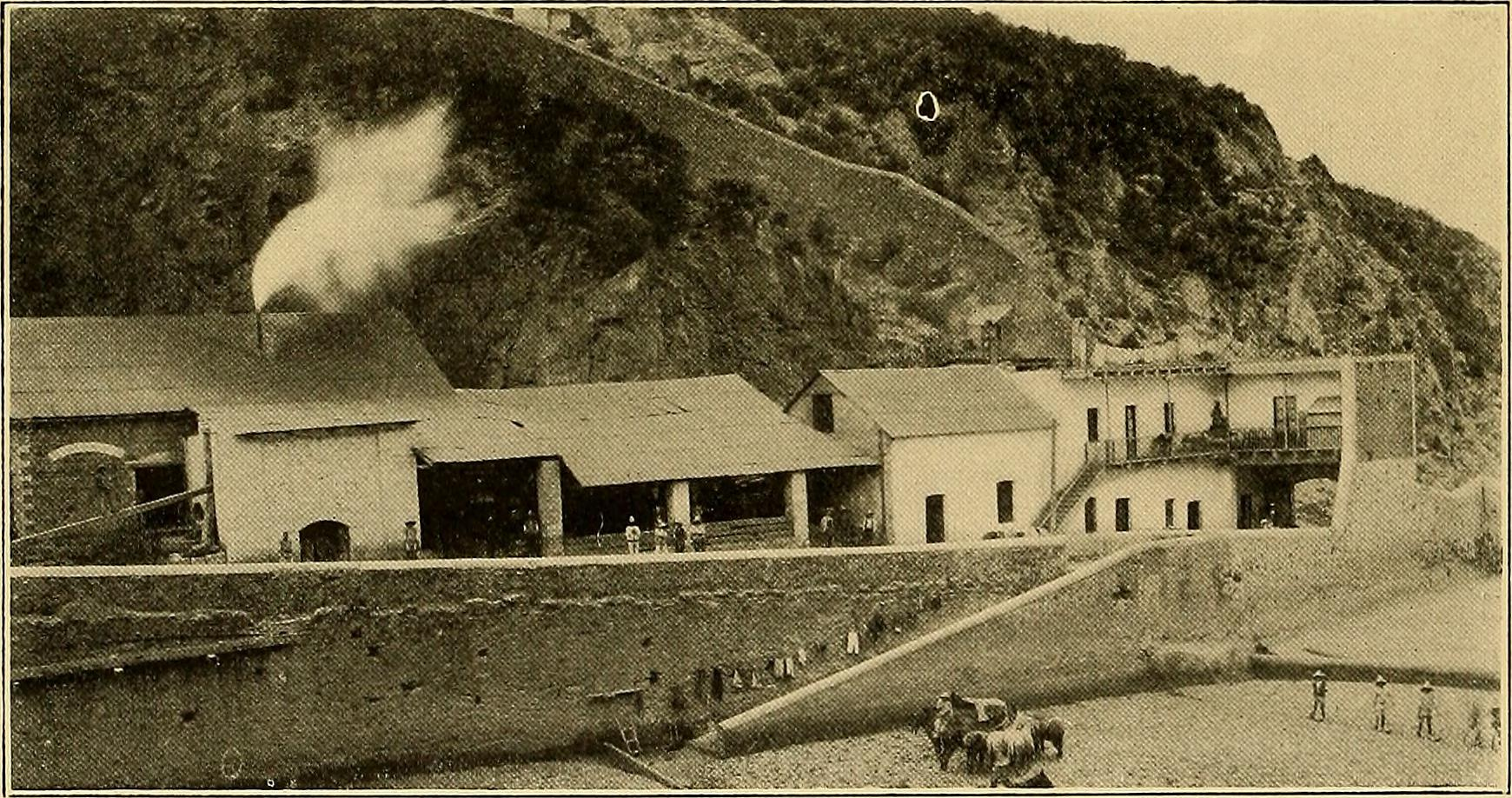
Mina de San Julio, Pachuca en 1910.
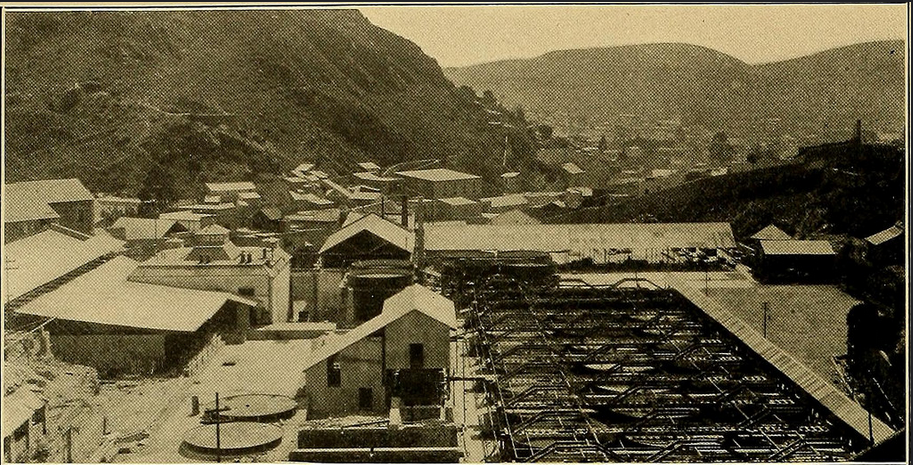
Hacienda de Loreto, Pachuca en 1910.
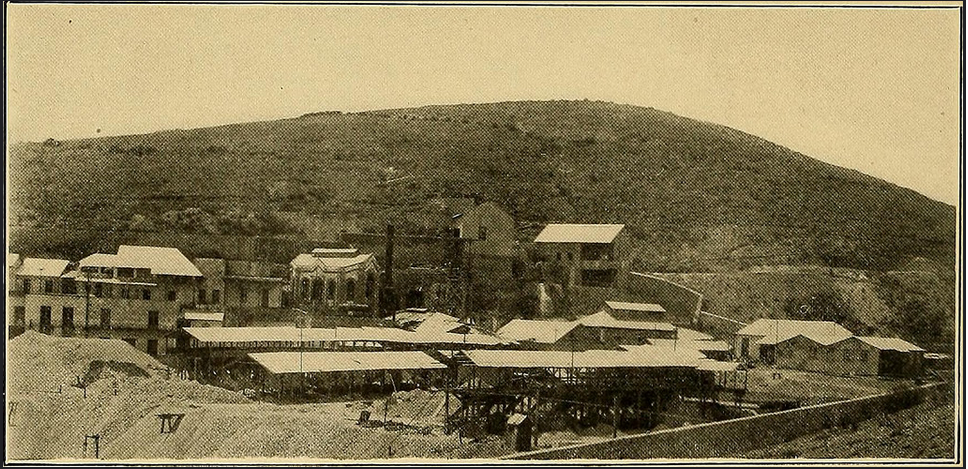
Mina de San Rafael, Real del Monte en 1910.

## Revolución mexicana

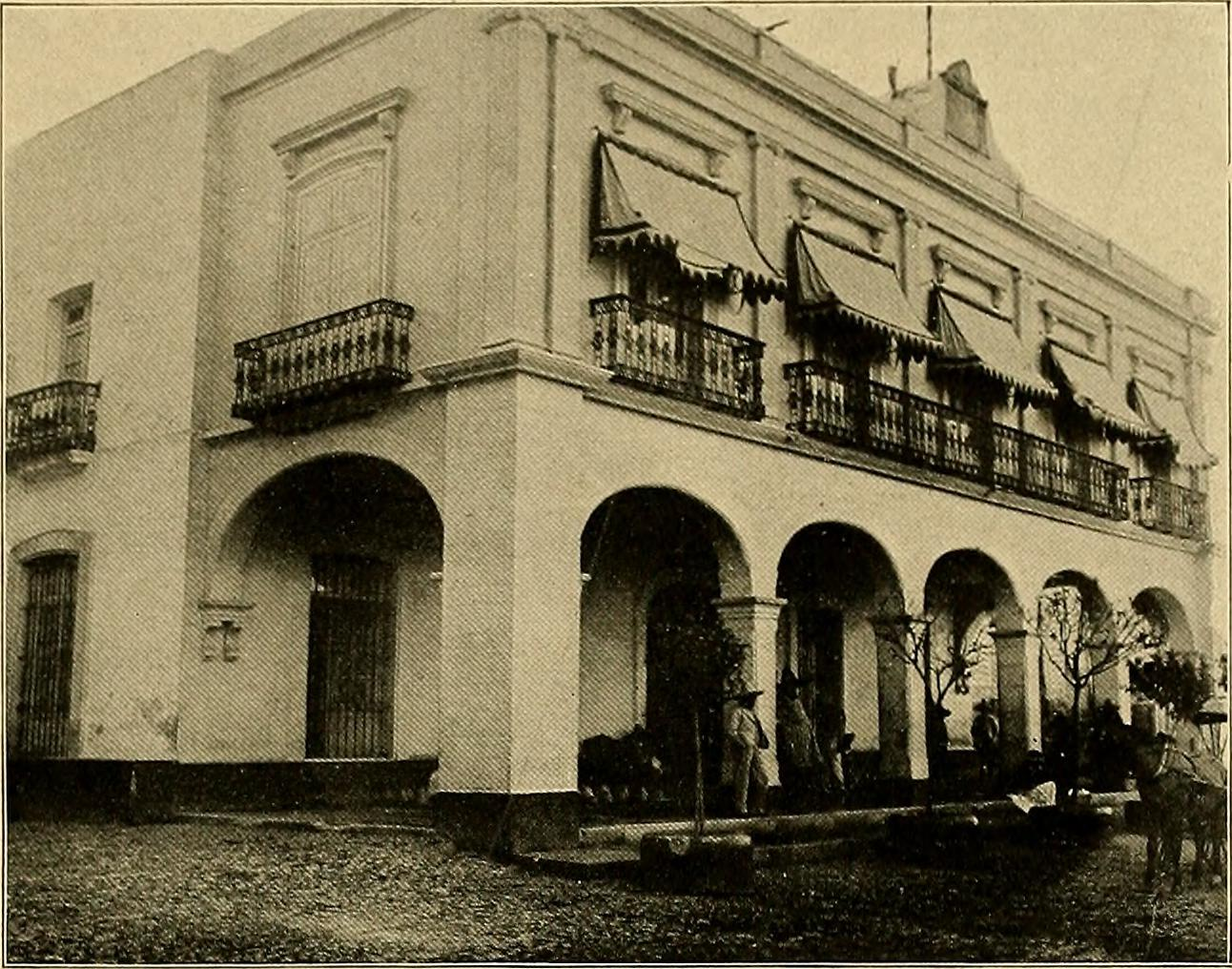
Palacio de Gobierno en 1911, este edificio localizado a un costado de la Parroquia de la Asunción (Pachuca), fue utilizado como sede del ejecutivo estatal hasta 1943.

La Revolución mexicana fue la segunda revolución social y política del siglo XX, que inició en 1910 y que actualmente no existe un consenso sobre cuándo terminó el proceso revolucionario. Algunas fuentes lo sitúan en el año de 1917, con la proclamación de la Constitución mexicana, algunas otras en 1920 con la presidencia de Adolfo de la Huerta o 1924 con la de Plutarco Elías Calles.

### Revolución Maderista

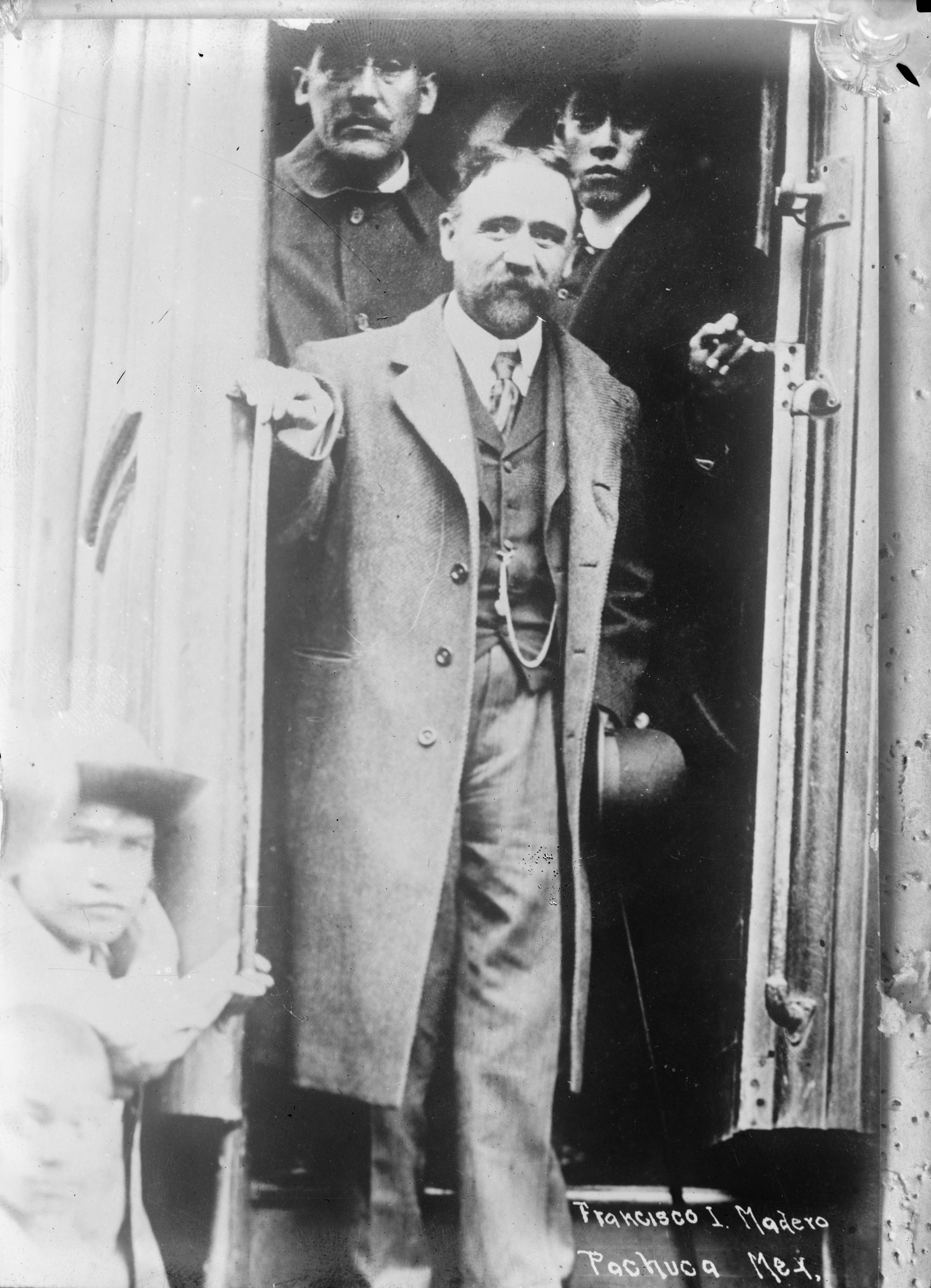
Francisco I. Madero llegando a Pachuca el 28 de junio de 1912.

El 20 de noviembre de 1910 inicia la revolución mexicana y los Clubes liberales y antirreeleccionistas se preparaban para secundar la revolución, pero el grupo más activo en Pachuca lo encabezaban el Jesús Silva, Abel Serratos, Francisco de P. Castrejón, Francisco Noble, Eduardo Prunetti y Ramón Rosales, no pudieron llevar a cabo el levantamiento, pues el 13 de noviembre, siete días antes del estallido de la revolución, Ramón Rosales fue aprehendido en la Ciudad de México confiscándole armas y dinero. Jesús Silva se había comprometido a levantar en armas a 25 municipios, fue perseguido; varios de sus seguidores fueron encarcelados y él se entregó a la policía.
El general maderista Gabriel Hernández avanzó desde la Sierra Norte de Puebla y el 15 de mayo entró a Tulancingo; y al día siguiente, el 16 de mayo de 1911 llegó a Pachuca. A consecuencia de estos acontecimientos el gobernador Pedro L. Rodríguez renunció y el 21 de mayo de 1911, fue nombrado como gobernador Joaquín González, quien renunciaría ante el congreso estatal el 21 de junio, designándose en su lugar a Jesús Silva, quien para el 4 de noviembre entregaría la gubernatura a Ramón M. Rosales.
Francisco P. Mariel, hacendado de la región de Huejutla, tomó aquella ciudad en marzo de 1911 al frente de un reducido grupo. En Hidalgo, Nicolás Flores se apoderó de Jacala y amenazó Zimapán e Ixmiquilpan.
Realizadas nuevas elecciones; Madero fue nombrado presidente y José María Pino Suárez en vicepresidente. El 23 de julio de 1912, el presidente Madero viaja al estado de hidalgo, puso la primera piedra de la represa libertad. Y llegó a Pachuca el 28 de junio; en su honor se sirvió un banquete en el Teatro Bartolomé de Medina.

### Dictadura de Victoriano Huerta

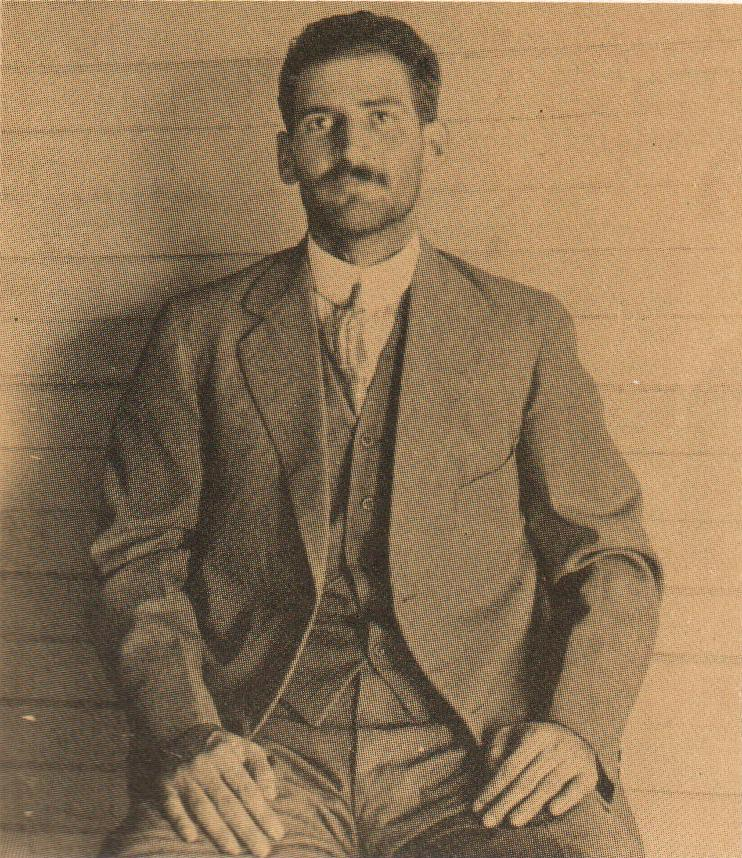
Fortunato Maycotte, gobernador provisional de Hidalgo en 1915.

El 16 de octubre de 1912 Ramón M. Rosales renuncia al cargo de gobernador para lanzar su candidatura, quedando como sustituto Miguel Lara. Surge el Club Rosalista, quien apoyaba la candidatura de Ramón M. Rosales y por otra parte el Club Navarrista, quien apoyaría la candidatura de Agustín Navarro Cardona, para las elecciones de 1912; había un tercer candidato Emilio Barranco Pardo. Una vez realizadas las elecciones para el periodo que abarcaría del 1 de abril de 1913 al 31 de marzo de 1917, triunfa Ramón M. Rosales, la inestabilidad gubernamental en el estado no permitió que culminara su periodo, debido a que Victoriano Huerta impone como gobernador a Agustín Sanginés a partir del 4 de agosto de 1913.
Madero designó a Victoriano Huerta como comandante, y llamó a las tropas del General Felipe Ángeles de Cuernavaca, para sitiar la ciudadela y aprehender a los rebeldes. Esta lucha, que se conoció después como la "Decena Trágica", al final Huerta abandonó sus deberes y se unió a los sublevados mediante el Pacto de la Ciudadela y aprehendió a Francisco I. Madero y al vicepresidente José María Pino Suárez, quienes se vieron obligados a presentar sus renuncias. Se nombró como presidente interino a Pedro Lascuráin, quien nombró como ministro de Gobernación a Huerta y renunció a la Presidencia, quedando Victoriano Huerta a cargo del poder. La rebelión se propagó en contra de Victoriano Huerta, bajo la acción del Gobernador coahuilense, Venustiano Carranza, que, con otras personas, dio a conocer el Plan de Guadalupe de 26 de marzo de 1913, por lo que se desconocía el gobierno Huertista.

### Revolución constitucionalista

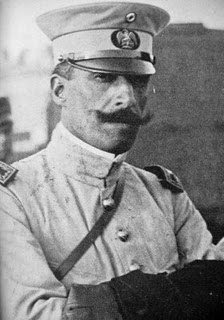
Felipe Ángeles militar mexicano héroe popular de la Revolución mexicana, originario de Zacualtipán.

Campesinos inconformes del Valle del Mezquital siguieron el ejemplo de Francisco Villa y Emiliano Zapata, dejaron los cultivos para sumarse al movimiento armado que, en esta región, encabezó el villista Roberto Martínez y Martínez. En la Huasteca hidalguense a Francisco de P. Mariel se sumaron los hermanos Amado y Antonio Azuara y Daniel Cerecedo Estrada. En la Sierra Gorda, Nicolás Flores Rubio encabezó la lucha. En Pachuca participaron activamente Jesús Silva y Ramón M. Rosales.
En 1913 Francisco de P. Mariel y Daniel Cerecedo, redactan un manifiesto donde invitan a los hidalguenses a luchar contra el gobierno huertista. En 1914 el general Nicolás Flores, comandante de las fuerzas constitucionalistas en Hidalgo establece su guarnición en Zimapán y toma Pachuca. Francisco de P. Mariel y Amado Azuara, en julio recibieron órdenes del mando constitucionalista para ocupar la ciudad de Pachuca, ellos llegaron cuando ya había sido tomada por Nicolás Flores. Los pueblos de la Huasteca fueron tomados alternativamente por huertistas y carrancistas.
En 1914, se desconocieron los poderes en Hidalgo, incluyendo la XXIII Legislatura local, provocando una inestabilidad gubernamental, desfilaron una serie de gobernadores; todos provisionales y de diferentes corrientes revolucionarias: Manuel Medina Veytia (villista), Daniel Cerecedo Estrada y Vicente Salazar (convencionistas), Roberto Martínez y Martínez (villista), Fortunato Maycotte y Alfredo Machuca (carrancistas). Para finales de este año y principios 1915, se instalaron al mismo tiempo tres gobernadores, Nicolás Flores Rubio en Zimapán; Vicente C. Salazar en Pachuca; y Roberto Martínez y Martínez en Ixmiquilpan.
En 1914, el Ferrocarril Hidalgo inauguró una corrida de pasajeros llamada "El rápido de la Siete", que empleaba poco más de una hora en conectar a Pachuca con la Ciudad de México. Salía de esta población a las siete de la mañana y regresaba de la Ciudad de México a las siete de la noche, el resto de los corridas tenía duraciones de entre 3 y 4 horas en razón de que recogía carga en diversas estaciones del trayecto.
Álvaro Obregón acampó en Irolo, Tepeapulco el 23 de enero de 1915 mientras combatía a los zapatistas. En los primeros meses del año de 1915 se dan dos sucesos significativos, el primero con la entrada del General Villista Roberto Martínez y Martínez, el 24 de enero después de haber trabado combate con las fuerzas del General Salazar en las cercanías de Real del Monte; y el segundo, la llegada del General Martínez y Martínez, el día 9 de febrero.
Las diferencias entre Venustiano Carranza, Francisco Villa y Emiliano Zapata, no pudieron zanjarse en la Convención de Aguascalientes. El presidente surgido de la Convención fue Eulalio Gutiérrez, quien, al llegar a México, comprobó que no podía gobernar. Huye hacia Pachuca, y toma rumbo al norte pasando por Atotonilco el Grande con algunos seguidores. Sus sucesores, Roque González Garza y Francisco Lagos Cházaro, tampoco lograron el control político. Los militares, eran el único poder real. Villa, Zapata y Carranza, a través de Obregón que era su brazo armado, se disputaron el país. El primero de ellos se unió al general Felipe Ángeles, hidalguense de Zacualtipán. Villa, Zapata y Carranza, a través de Álvaro Obregón que era su brazo armado, se disputaron el país. El primero de ellos se unió al general Felipe Ángeles. El triunfo carrancista se decidió con las victorias de Obregón sobre Villa, en la Batalla de Celaya.

### Actividad revolucionaria de 1917 a 1928

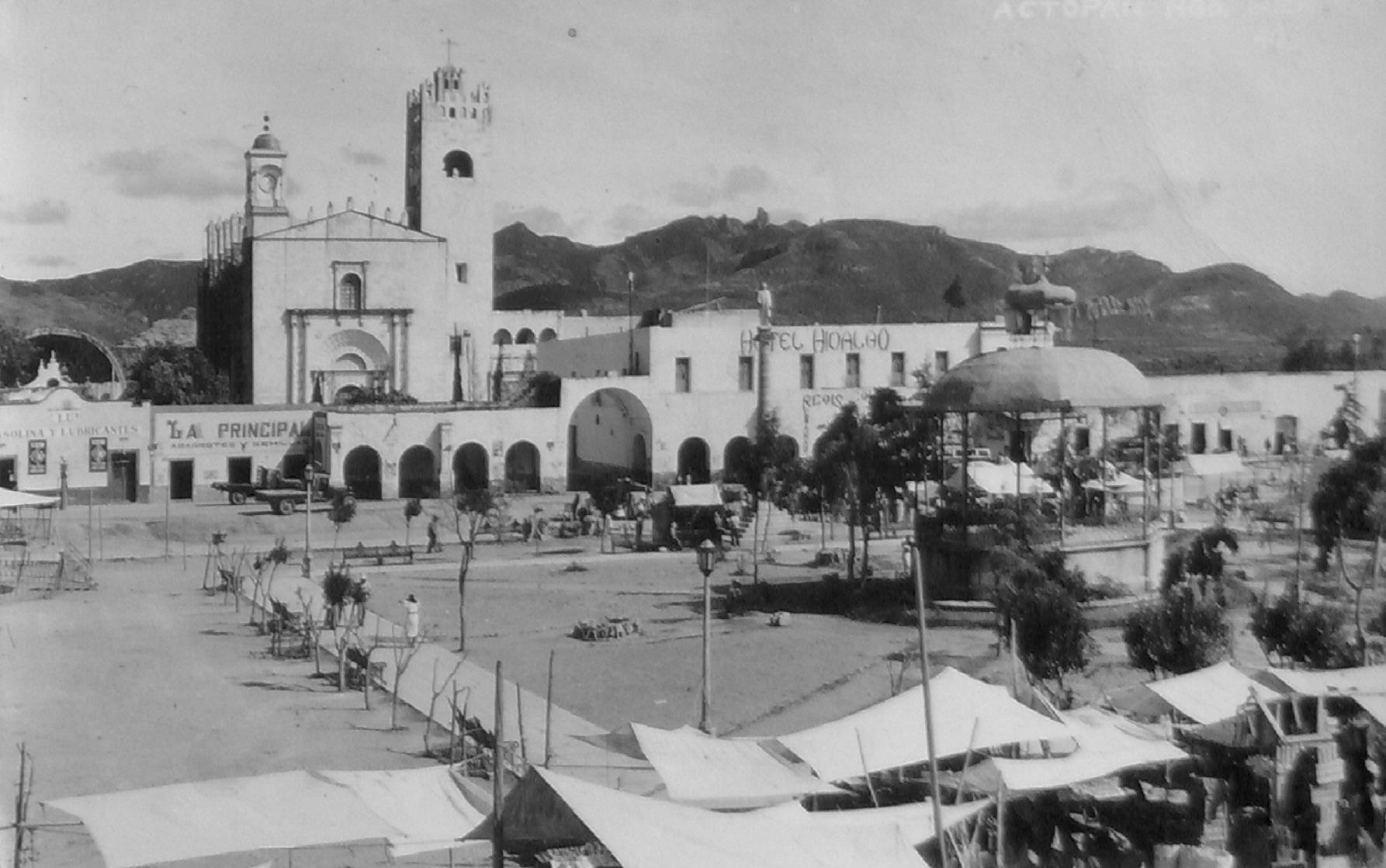
Panorámica de Actopan en 1920.

Una vez promulgada la Constitución de 1917, se termina el periodo de gobernadores interinos en Hidalgo y se inicia el periodo de campañas para postular gobernador constitucional del estado de Hidalgo. Una vez realizadas las elecciones resultó triunfador Nicolás Flores Rubio, quien tomó posición como gobernador del estado de Hidalgo del 28 de junio de 1917 al 31 de marzo de 1921. Amado Azuara llegó a la gubernatura (1921-1925), para después ser sustituido por Matías Rodríguez Melgarejo (1925-1929).
E 6 de julio de 1920 el teniente Horacio Ruiz Gaviño despega en un biplano desde los llanos de Venta Prieta a las afueras de Pachuca y aterriza 53 minutos más tarde en la Ciudad de México, llevando en su valija 543 cartas, 61 tarjetas postales y correspondencia de segunda clase, por lo que se le consideró como el primer vuelo postal de América.
Al momento de estar cerca la sucesión presidencial, Carranza favoreció a Ignacio Bonillas como su sucesor e intentó acusar a Obregón de conspiración lo que ocasionó malestar en Plutarco Elías Calles, Álvaro Obregón y Adolfo de la Huerta, quienes proclamaron el Plan de Agua Prieta, documento por medio del cual desconocían el gobierno constitucionalista. Ante la imposibilidad de hacer frente Carranza se dirigió hacia Veracruz durante el trayecto fue emboscado y asesinado en Tlaxcalantongo, Puebla, el 21 de mayo de 1920.
Tras la muerte de Carranza, Adolfo de la Huerta fue nombrado por el Congreso de la Unión, presidente provisional el 1 de junio de 1920. En septiembre convocó a elecciones, en las que Álvaro Obregón fue elegido para asumir la presidencia el 1 de diciembre de ese año. Obregón fue presidente entre 1920 y 1924. De la Huerta quiso ser elegido presidente nuevamente, pero al ver que Obregón favorecía a Plutarco Elías Calles desconoció al gobierno, lo que desencadenó la denominada rebelión delahuertista,
Uno de los combates de la Rebelión delahuertista tuvo como escenario la ciudad de Pachuca, el primero se registra el 2 de enero de 1924 cuando las fuerzas del General Marcial Cavazos, Jefe de Operaciones en Pachuca, penetran las estaciones del ferrocarril Hidalgo y Central, llevándose cuatro máquinas que había en la última e inutilizando las que estaban estacionadas en las del Hidalgo; posteriormente, se da otro reñido combate en las afueras de la ciudad, huyendo los rebeldes. Una semana después, el 10 de enero de 1924, nuevamente las fuerzas de Cavazos penetran en la ciudad, las fuerzas revolucionarias, al mando de los generales Marcial Cavazos, Nicolás Flores y Otilio Villegas, emprenden un formidable ataque.
El movimiento fracasó y el 11 de marzo de 1924 Adolfo de la Huerta abandonó el país, exiliándose en Los Ángeles, California. Plutarco Elías Calles fue nombrado presidente para el período de 1924 a 1928.

## Época contemporánea

### De 1930 al año 1950
El Reloj Monumental de Acaxochitlán se adquirió en 1928, la fecha probable de su terminación e inauguración, fue el año de 1932.
De 1929 a 1933 el gobernador Bartolomé Vargas Lugo inició la construcción de la carretera Pachuca-Huejutla. Se construyó también la carretera Tecamac-Tula y la red telefónica Huejutla- Orizatlán (36 km) y Tlanchinol-Tepehuacán (40 km). Expropió la fábrica de cemento Cruz Azul. Se construyeron 130 escuelas con la cooperación de los campesinos en distintos puntos del Estado.
De 1933 a 1937 el gobernador Ernesto Viveros, introdujo el alumbrado eléctrico en Actopan. Amplió la presa La Estanzuela y construyó otras en Alfajayucan y Ajacuba. Se crearon la Junta Local de Caminos, la Biblioteca Pública del Estado y la Policía Judicial del Estado.
En 1939 arribaron a Pachuca un grupo de personas exiliadas de España, según una lista de los refugiados, el grupo se integró de 140 personas: 99 hombres, 27 mujeres y 14 niños menores de 14 años. Se les asignaron trabajos por todo el estado y se clasificaron en seis grupos: gobierno, comercio, industria, minería, obras públicas y actividades de campo.
De 1937 a 1941 el Gobernador Javier Rojo Gómez terminó la carretera Pachuca- Tuxpan. Impulsó también los tramos Xochicoatlán- Molango, Ixmiquilpan- Querétaro, el entronque Pachuca-Tulancingo y la carretera Actopan- Mixquiahuala. Se hicieron las presas de Tasquillo sobre el río Tula, de El Sabino en Zimapán, de El Girón en Epazoyucan y La Esperanza en Cuautepec. Se construyeron los mercados de Zacualtipán, Cuautepec y Tepatepec, el rastro de Huejutla, el teatro de Tula, y el hospital Civil de Huichapan.
En enero de 1943, el Teatro Bartolomé de Medina (inaugurado el 15 de enero de 1887) fue demolido y en su lugar se construyó un edificio a cargo de Medardo Anaya inaugurado un año y meses después, a esta edificación se le dio el apelativo "Adefesio Reforma", debido en haberle levantado en medio de un panorama hasta entonces homogéneo de construcciones coloniales y porfirianas de Pachuca de Soto.
Durante 1940 a 1945, los primeros años de este período se inscriben en la plena decadencia de la minería en Pachuca y Real del Monte, acrecentada por los altos costos, así como la baja de su precio en el mercado, debido a los importantes gastos de la Segunda Guerra Mundial; fue esto lo que obligó en 1947, a la empresa norteamericana dueña de la Compañía Real del Monte y Pachuca, a vender todas sus propiedades y enseres al Estado Mexicano, quien realiza la operación a través de Nacional Financiera. El Gobernador Vicente Aguirre procedía del municipio de Mixquiahuala, llegando al cargo en 1945. Hasta el año 1951, en el que finalizó su gobernatura, continuó la erección de obras destinadas al servicio público.
José Lugo Guerrero fue elegido como gobernador en 1941, ocupando el cargo hasta 1945, desarrollando obras de infraestructura, sobre todo social, inauguró el Instituto Tecnológico de Pachuca. Trabajó en las carreteras Pachuca-Huejutla, Actopan-Tula y Tulancingo-Tenango de Doria, construyó la presa Endhó sobre el río Tula e introdujo agua potable a Ixmiquilpan.
El 24 de junio de 1949, se registró una gran inundación en Pachuca, debido a las intensas lluvias y granizadas. El incidente ocurrió debido en gran parte por un descuido de quienes tenían la obligación de cuidar el cauce del Río de las Avenidas que cruza de norte a sur, una obstrucción que consistía en desperdicios y basura creó un dique, que al no soportar la presión de la avenida de las aguas reventó. Se calculó en ese entonces que la inundación había matado a más de 200 personas.

### De 1950 al año 1975

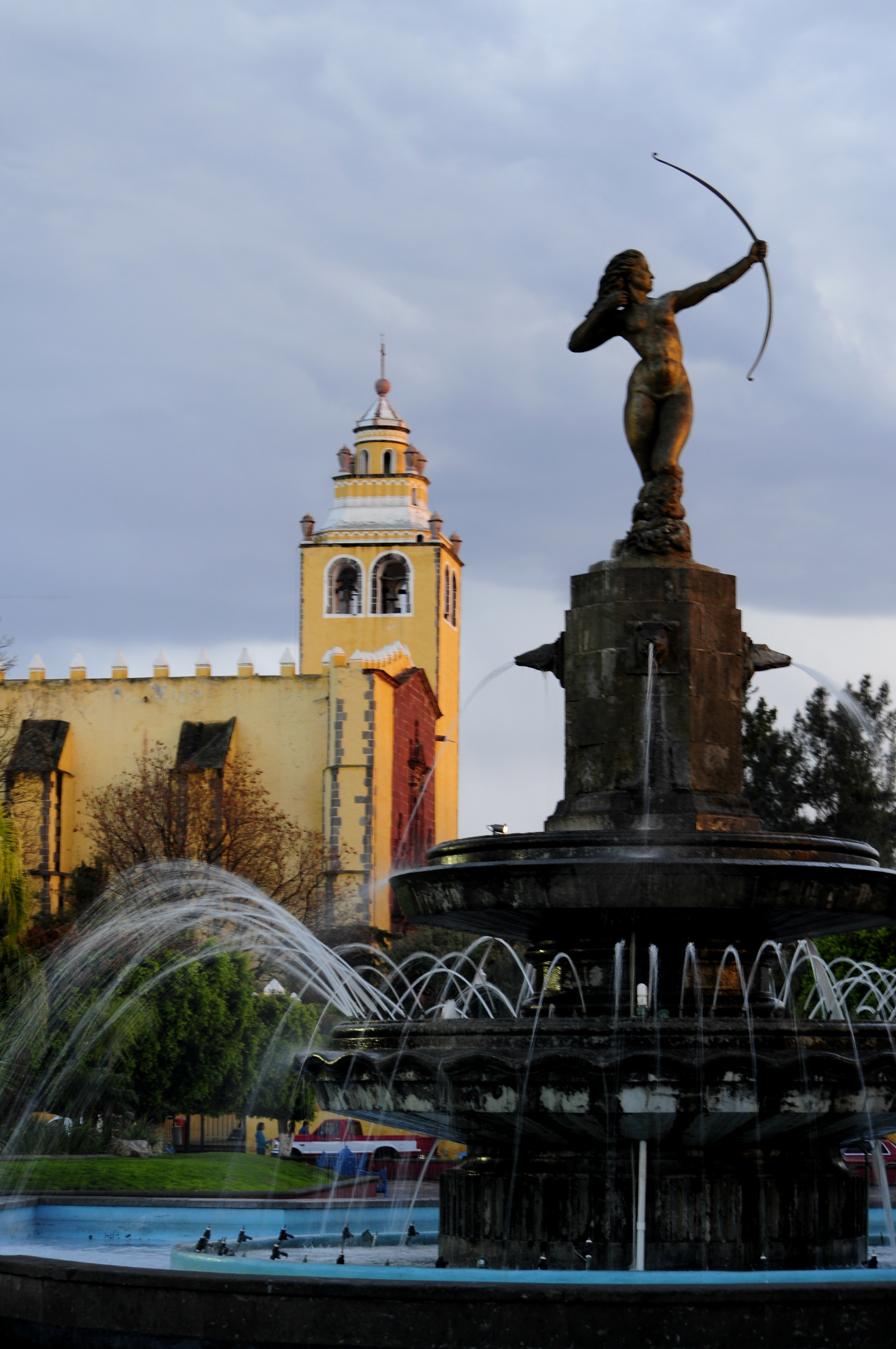
Fuente de la Diana cazadora en Ixmiquilpan. Esta estatua fue donada a la localidad en 1970 por Alfonso Corona del Rosal cuando se construyó una réplica de la fuente de la Diana cazadora colocando la réplica en la ciudad de México y la original en Ixmiquilpan. La escultura fue realizada por Juan Fernando Olaguíbel.

El gobernador Quintín Rueda Villagrán ocupó el cargo en 1951 y terminó su mandato en 1957. La mayor parte de su acción se centró en la ciudad de Pachuca y trazó varios caminos en Metepec, Tenango de Doria, Tephé, Progreso de Obregón, Casas Quemadas, Mineral el Chico, Nopala, Chapantongo, Cuyamaloya y Singuilucan.
Construyó además el Complejo Industrial de Ciudad Sahagún. En 1952 se comenzó la edificación de la empresa Diesel Nacional (DINA), que se encargaría de producir camionetas y autobuses con motor de diésel. En 1952 se instaló la nave de Constructora Nacional de Carros de Ferrocarril (Concarril) y en 1954 se constituyó la Fábrica Nacional de Maquinaria Textil “Toyoda de México”, que posteriormente se convirtió en Siderúrgica Nacional (Sidena), con lo que se establecieron las tres empresas ancla del núcleo fabril de Ciudad Sahagún.
Alfonso Corona del Rosal tomó el cargo de gobernador en 1957 y lo ejerció hasta 1963, construyó los estadios Revolución Mexicana para fútbol y Alfonso Corona del Rosal para béisbol, además de la Unidad habitacional Militar en Pachuca. En su gubernatura avanzaron las carreteras a Metepec y a Mineral del Chico. Se crearon la Casa de la Mujer Hidalguense y la Escuela Secundaria Oficial de Pachuca. En los años de 1963 a 1969 el gobernador Carlos Ramírez Guerrero, construyó los mercados de Actopan e Ixmiquilpan y el edificio de la Cruz Roja en Pachuca.
El 5 de marzo de 1967 el Pachuca F. C. logró su primer ascenso a la Primera División mexicana, en un partido disputado contra Ciudad Victoria. El 8 de noviembre de 1969 se crea el último municipio de la entidad Tlahuelilpan, con lo que quedan instalados los 84 municipios del estado.
Manuel Sánchez Vite su período como Gobernador Constitucional abarcó los años 1969-1975. Su labor educativa resaltó en las diversas construcciones, en Pachuca construyó la Unidad Universitaria, el Instituto Tecnológico Regional, la Escuela Normal Benito Juárez. En varios puntos del estado se construyeron, 20 Secundarias, 11 Técnicas Agropecuarias, 2 técnicas industriales, 2 centros de Estudios Técnicos Agropecuarios, 2 centros de Estudios Científicos y Tecnológicos, la ampliación de la Normal Rural de El Mexe, salas populares de lectura y 65 tele-aulas.
También levantó el edificio para el poder ejecutivo y la Dirección de Seguridad Pública. Se extendieron los aeropuertos en Pachuca, Ixmiquilpan y Molango. También se alzaron el Auditorio de Zacualtipán y la presidencia municipal de Molango.

### De 1975 al año 2005

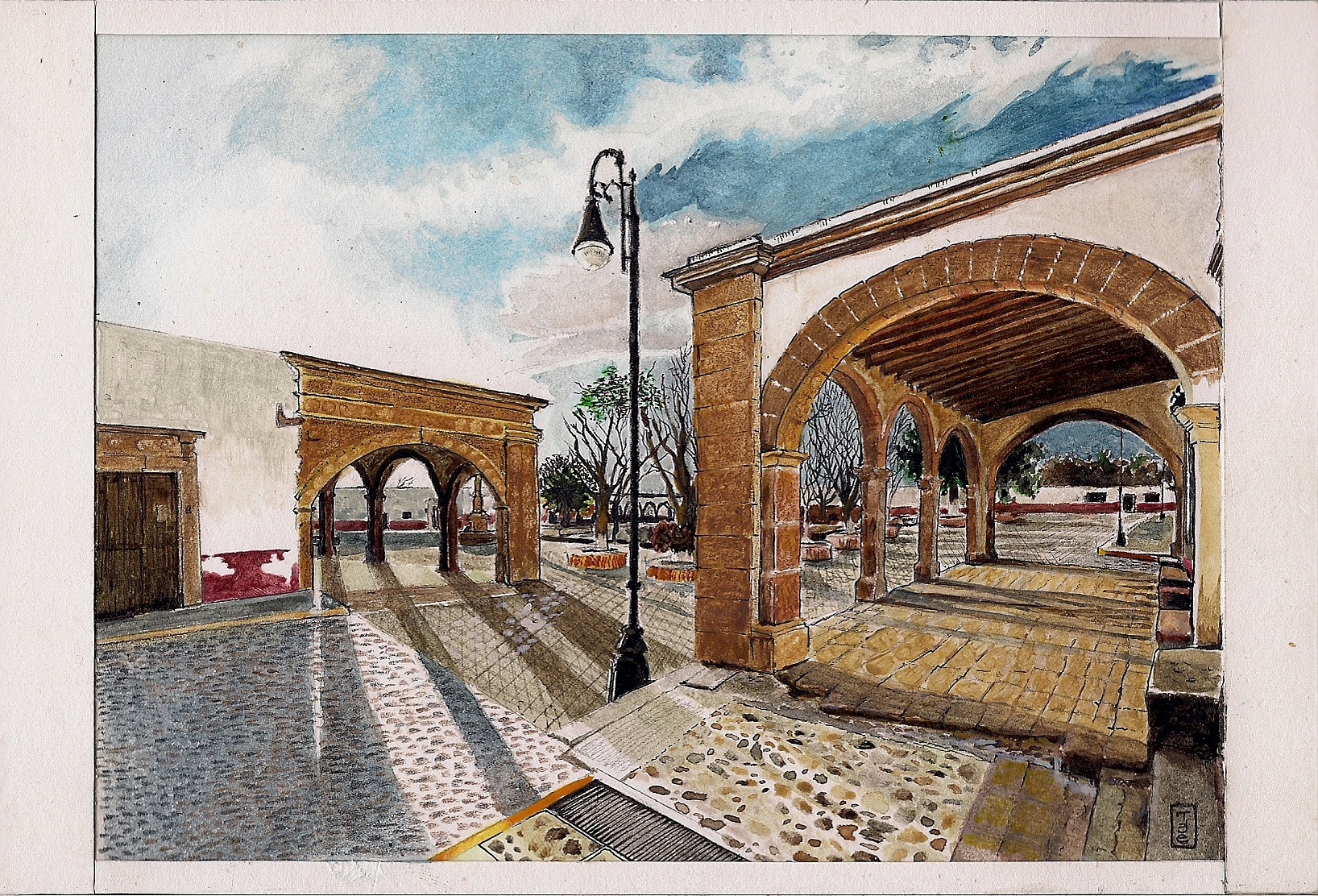
Acuarela de la plaza central de Nopala de Villagrán.

El gobernador Otoniel Miranda, nacido en Jacala, solo actuó 29 días en la gubernatura durante 1975. El gobernador interino Raúl Lozano Ramírez ocupó el cargo del 29 de abril al 7 de septiembre del mismo año.
En 1975 fue elegido Gobernador de Hidalgo Jorge Rojo Lugo, que el 1 de diciembre de 1976 fue nombrado Secretario de la Reforma Agraria por el presidente José López Portillo, solicitando en consecuencia licencia a la gubernatura al Congreso de Hidalgo que se la concedió y nombró gobernador en sustitución a José Luis Suárez Molina; durante su ejercicio de la gubernatura que duró un año y medio, se enfrentó acremente con Rojo Lugo al negarse a seguir las directrices políticas señaladas por este y realizar movimientos y cambios sin consultar, en consecuencia Rojo Lugo retornó a la gubernatura el 1 de junio de 1978 y obligó a Suárez Molina a dejar el estado, terminando con ello su carrera política.
La Plaza de toros Vicente Segura fue inaugurada el 11 de noviembre de 1978, el nombre impuesto fue en honor a una figura histórica revolucionaria y torera: Vicente Segura.
El gobernador Guillermo Rossell de la Lama marcó el desarrollo urbano en muchas entidades del Estado. Ocupó la gubernatura en los años 1981-1987. Construyó la Autopista México-Pachuca, se creó el canal de televisión local (XHPAH-TV) y la estación de radio del Gobierno del Estado (XHBCD-FM). En Tulancingo construyó el Centro Nicolás Bravo con Jardín de niños, primaria, áreas recreativas, deportivas, comerciales, biblioteca y centro de salud, así como la Presidencia municipal, y vías de acceso a la ciudad. Construyó las presidencias municipales de Huautla, Tizayuca, Tula de Allende, y Atotonilco el Grande.
De 1993 hasta octubre de 1998 el gobernador Jesús Murillo Karam, creó el Instituto Hidalguense de Educación Media Superior y Superior (IHEMSYS), se construyeron cuatro universidades tecnológicas, un centro de transfusión sanguínea, la autopista Pirámides-Tulancingo, el Bulevard Luis Donaldo Colosio, se inició la interurbana Tula–Actopan, la autopista Actopan–Pachuca, el par vial Real del Monte–Pachuca. Humberto Lugo Gil, originario de Huichapan, fue designado como gobernador interino, ocupando el cargo de octubre de 1998 a marzo de 1999, al solicitar licencia para separase de su cargo Jesús Murillo Karam.
La Escuela Normal Rural Luis Villarreal de la comunidad de El Mexe fue ocupada el 5 de enero de 2000 por sus estudiantes, quienes exigían becas para más alumnos; la respuesta del gobierno estatal fue el cierre de la escuela. En la madrugada del 19 de febrero, un operativo policíaco en Pachuca detuvo a estudiantes y padres de familia que mantenían un plantón para exigir la liberación de estudiantes detenidos a finales de enero. Alrededor de las 6:30 de la mañana, unos 800 policías entraron a Tepatepec para recuperar el plantel, donde padres de familia y estudiantes de la de la comunidad capturaron a un grupo de policías y lo llevaron a la plaza principal de Tepatepec, donde amenazaron con lincharlos en represalia por un desalojo. Alrededor de las 11 de la noche, se ordenó liberar a los padres y alumnos detenidos, quienes fueron enviados en autobuses hasta la plaza de Tepatepec, donde la contraparte se liberó a los policías.
Manuel Ángel Núñez Soto, originario de Actopan, desempeña el cargo como Gobernador Constitucional del Estado de Hidalgo desde el 1 de abril de 1999 al 31 de marzo de 2005. En los primeros mil días de su mandato, realizó 13 viajes internacionales por Europa, Asia, Estados Unidos y Canadá, logrando enlaces comerciales con organismos y entidades gubernamentales de 45 países. Se amplió, modernizó y dado mantenimiento a 1125 km de tramos carreteros. Se puso en marcha el Centro de Rehabilitación Integral de Hidalgo (CRIH) y se realizaron obras de construcción, rehabilitación y equipamiento en todo el sistema educativo de la entidad.

### De 2005 al año 2015
El Parque David Ben Gurión, fue inaugurado el 13 de marzo de 2005 por el entonces vice primer ministro de Israel, Silvan Shalom, en la inauguración también participaron el canciller mexicano, Luis Ernesto Derbez, y el exgobernador del estado, Manuel Ángel Núñez Soto.
Tras una campaña desarrollada durante 2004 como candidato de la alianza del Partido Revolucionario Institucional (PRI) y el Partido Verde Ecologista de México (PVEM) denominada "Alianza por Hidalgo" al gobierno del estado de Hidalgo y de las elecciones del 20 de febrero de 2005, Miguel Ángel Osorio Chong fue elegido gobernador de Hidalgo con el 51.8% de los votos, en una contienda en la que participó contra José Guadarrama Márquez del Partido de la Revolución Democrática (PRD), José Antonio Haghenbeck del Partido Acción Nacional (PAN) y Arturo Aparicio del Partido del Trabajo (PT).
El 6 de agosto de 2009, ocurren dos enfrentamientos en Mineral de la Reforma, municipio colindante con Pachuca. Todo comenzó en la tarde, cuando personal de la Procuraduría General de la República solicitó apoyo a la Seguridad Pública Estatal de Hidalgo para buscar a dos agentes federales reportados como desaparecidos. Por indagaciones que realizaron, se encontró en Pachuquilla varios vehículos con individuos armados, al arribar los elementos policiales fueron recibidos con disparos de fuego y con gradas de fragmentación por lo que se repelieron la agresión en un intercambio de disparos que duró alrededor de 20 minutos. Esta persecución y un tiroteo se realizó cerca del Autódromo Moisés Solana. Unos kilómetros de distancia de donde se registró la primera balacera, en la zona de La Calera hubo otra. 11 personas perdieron la vida, entre ellos dos policías estatales. Los policías y los funcionarios reportados como desaparecidos fueron hallados horas después en Pachuca. De 2009 a 2012, la delincuencia organizada ha marcado su presencia en el estado; en respuesta a la guerra contra el narcotráfico en México.
El 17 de abril de 2010 se reportó un sismo de 4.1 grados Richter en la región de Actopan; el movimiento telúrico se produjo tres minutos después de las 02:00 horas de la madrugada, y su epicentro se ubicó 13 km al norte del municipio.
El 20 de abril de 2010, campesinos de la comunidad de Yolotepec, municipio de Santiago de Anaya, rompieron las puertas del Congreso del Estado de Hidalgo, lesionaron a más de 15 personas, entre ellos cinco diputados locales, policías y personal administrativo. Su intención era secuestrar al Diputado Reyes Vargas Paredes del PRI, diputado por del XIV Distrito Electoral Local de Hidalgo, quien tiene un problema con los ejidatarios de la comunidad por la venta de un predio. Elementos de seguridad pública del estado implementaron un operativo y detuvieron a las personas que llevaban en calidad de secuestrado al legislador a la altura del municipio de San Agustín Tlaxiaca.
Del 18 al 21 de mayo de 2010 se presentaron 22 sismos en la región de Actopan. El 18 de mayo de 2010 se registraron cinco sismos. El primero, a las 00:29 horas, con una intensidad de 4,3 grados. El segundo, a las 00:32, de intensidad 3,6. El tercero, a las 00:36, de intensidad 3,3. El cuarto, a las 2:37, de 3,3 grados. Y el quinto y que más se sintió en Pachuca, fue a las 23:34, de 3,2 de intensidad. El epicentro ocurrió a 11 o 12 km al noreste de la ciudad, con una profundidad de 3 km. El 20 de mayo de 2010 se reportó, a las 16:11 horas, un temblor de 3,8 grados Richter, ocurrido a 11 km al norte de la ciudad, con una réplica esa misma noche de 3.2 grados Richter, El 21 de mayo se registraron tres movimientos más, registrados al norte y al noroeste. El primero, a las 00:29 horas, de 3.2 grados de intensidad, al norte de la ciudad. El segundo, a las 00:30 horas, de 3.3 grados de magnitud. Y el tercero, a las 8:56 de la mañana, de 3.1 grados de magnitud.
El 4 de julio de 2010 se llevaron a cabo elecciones estatales donde Francisco Olvera Ruiz resultó elegido gobernador. El 15 de septiembre de 2010, el Reloj Monumental de Pachuca cumplió 100 años de haberse construido. Conmemoración que se llevó a la par con los festejos del Bicentenario de la Independencia Mexicana.

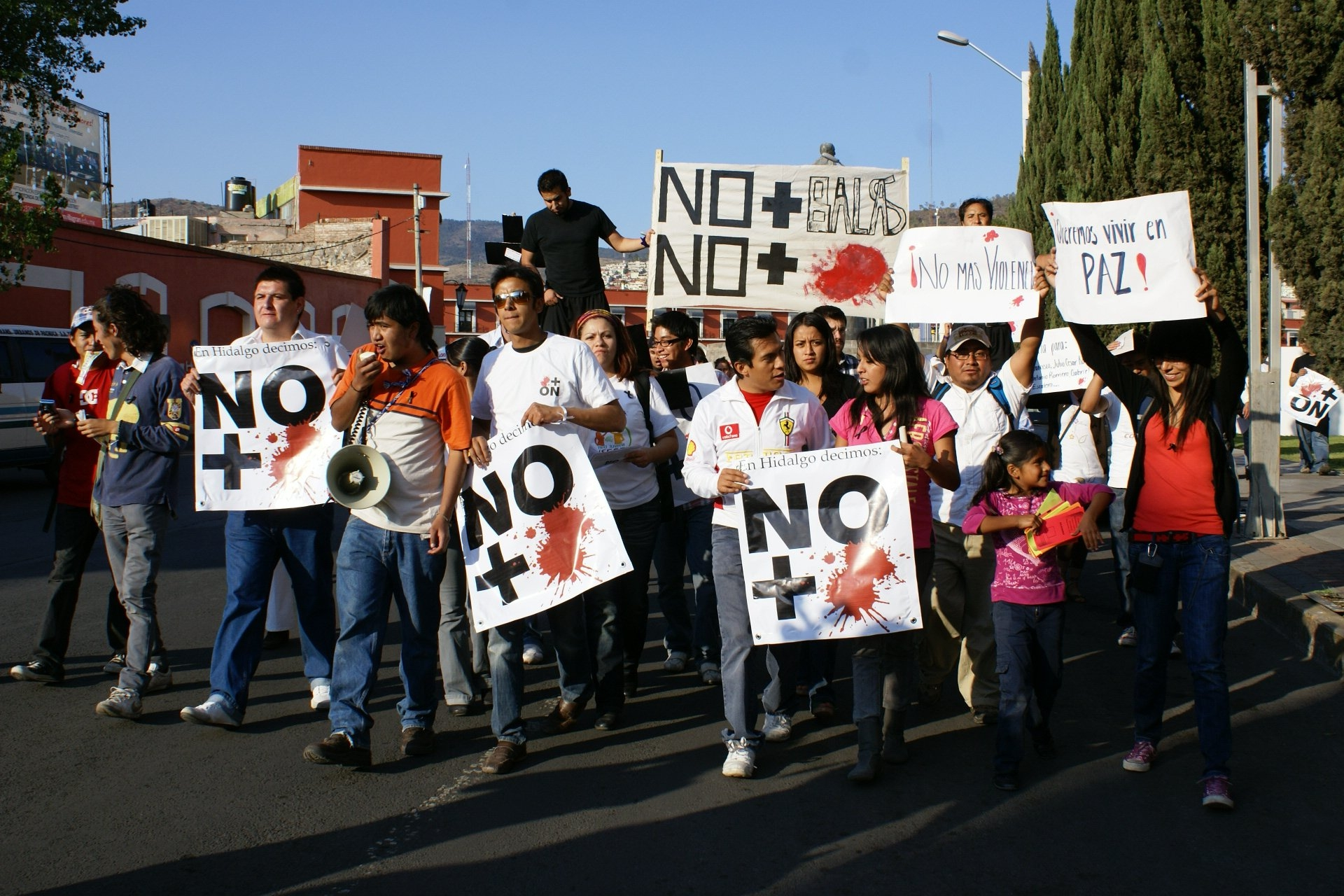
Manifestación, "En Hidalgo décimos, No más sangre" el 6 de abril de 2011, por las calles de la ciudad de Pachua.

El 30 de junio de 2011, se registró una explosión ocurrida en la refinería "Miguel Hidalgo" en Tula de Allende. Alrededor de las 15:00 h ocurrió un incendio en los equipos C103, 3 y 4 durante el proceso de arranque de la planta reductora de viscosidad del sector uno. El incendio quedó controlado en su totalidad a las 16:00 horas, dos obreros muertos y un herido de gravedad fue el saldo del incidente.
El 3 de julio de 2011 se llevaron a cabo las elecciones estatales, se eligieron los 84 Presidentes Municipales, 1997 regidores y 329 síndicos como presentantes populares en los 84 ayuntamientos de Hidalgo. Estos fueron elegidos para un periodo de cuatro años con siete meses y 18 días (del 15 de enero de 2012 al 4 de septiembre de 2016), debido a una reforma electoral aprobada en 2009, con la cual se empatan los periodos de gobierno de los alcaldes y del gobernador.
El 10 de diciembre de 2011 a las 19:47 horas se produjo un terremoto de 6.8 en la escala de Richter, con epicentro a 49 km al noroeste de Zumpango del Río. En Hidalgo, Pachuca registro los efectos del movimiento telúrico en menor medida. Los municipios de Tula de Allende, Tepeji del Río, Zimapán, Actopan, Tizayuca, Villa de Tezontepec, Tulancingo y Mineral de la Reforma, también registraron los efectos del movimiento telúrico. En los distintos municipios no se reportaron afectaciones tras el sismo.
El 7 de julio de 2013 se realizaron elecciones estatales para renovar a los treinta diputados locales que conformarán la LXII Legislatura del Congreso del Estado de Hidalgo. En 2 de noviembre de 2014, el Príncipe Carlos de Gales y su esposa Camila de Cornualles visitaron Real del Monte, el pueblo es considerado el nacimiento histórico de la relación entre el Reino Unido y México.
En 2014 la Universidad Autónoma del Estado de Hidalgo (UAEH) se unió a las distintas marchas por los 43 normalistas desaparecidos de Ayotzinapa. Los días 22, 23 y 24 de octubre el Instituto de Artes realizó paro de labores y acción colectiva. El 26 de octubre, alrededor de 700 alumnos de la universidad marcharon por las principales calles de Pachuca, en contingente partió de Plaza Juárez después de las 11:00 horas hacia la Ciudad del Conocimiento de la UAEH, trayecto en el que se adhirieron jóvenes de la institución y un grupo reducido de estudiantes de la Escuela Normal Superior de Pachuca. El 5 de noviembre se realizó un paro técnico de 2 horas de las 12:00 a 14:00 horas en todas las instalaciones.
El jueves 6 de noviembre, los estudiantes realizaron un paro de labores de 72 horas, reanudando actividades el lunes 10 de noviembre. El 19 de noviembre en el Instituto de Ciencias Sociales y Humanidades (ICSHu) hubo un pequeño enfrentamiento entre alumnos que están en contra del paro de actividades convocado por un grupo de alumnos, y no se permitió la toma de instalaciones. El 20 de noviembre los estudiantes se manifestaron por las calles de la ciudad. Los directores de las preparatorias 1 y 3 cerraron con candados y cadenas los planteles para impedir la salida y entrada de alumnos.

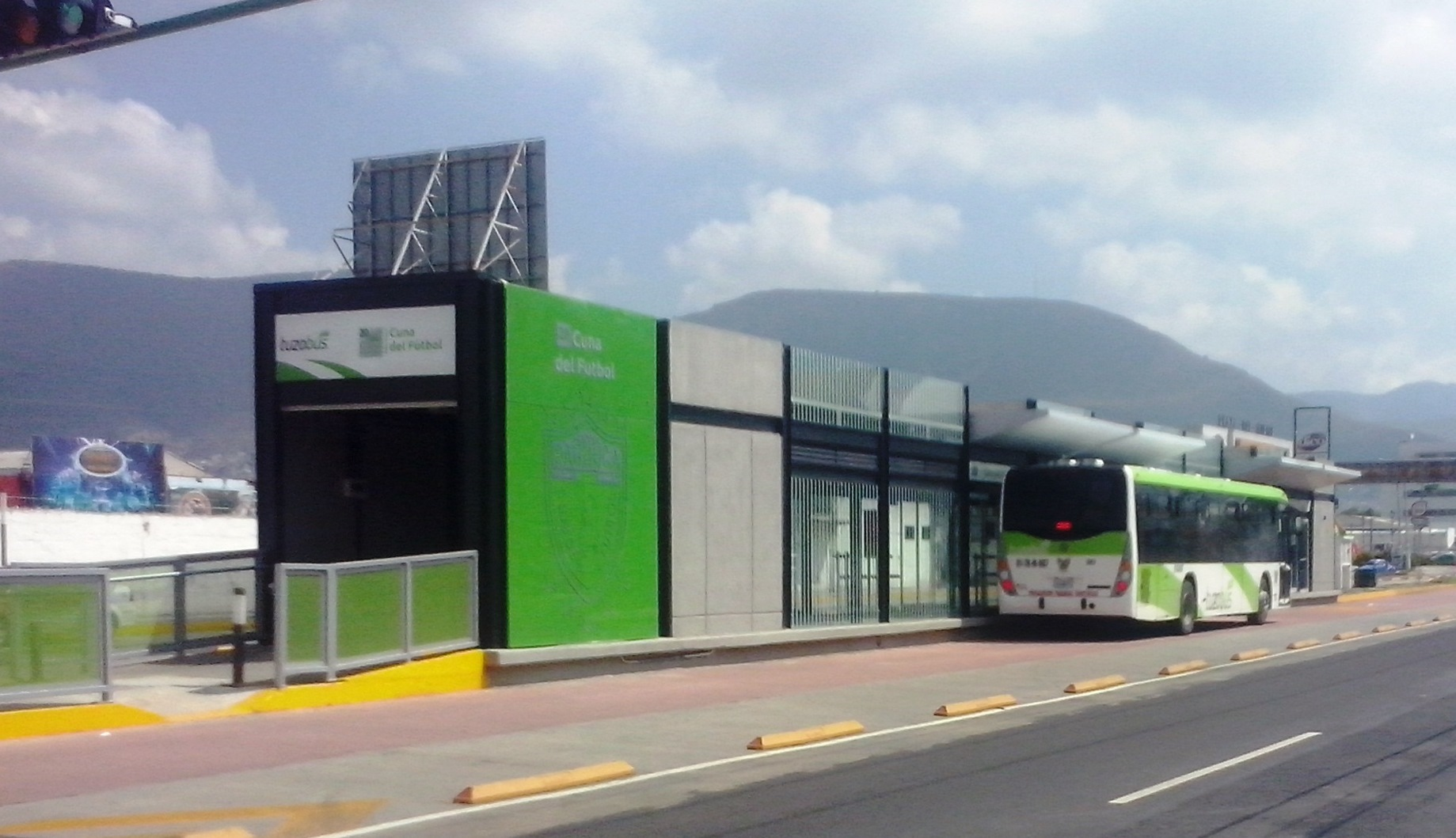
Estación Cuna del Fútbol (Poliforum) del Tuzobús.

El 16 de agosto de 2015, el Tuzobús fue inaugurado y puesto en funcionamiento la ruta troncal (Centro-Téllez) y 19 rutas alimentadoras del Tuzobús.
El 20 de agosto de 2015, un grupo de alrededor 300 inconformes por el Tuzobús; de las colonias de El Huixmí y Santa Gertrudis; tras realizar una manifestación en la estación que se ubica a las afueras de sus colonias, decidieron retener tres unidades de la ruta. Los inconformes manifestaron que el Tuzobús ofrece un mal servicio, ya que a estas colonias sólo llegan tres unidades, las cuales llegan a tardar en sus recorridos hasta una hora y media.
El 20 de agosto de 2015, alrededor de 2000 personas se manifestaron contra la operación del Tuzobús, el contingente partió de la Avenida Juárez a partir de la Preparatoria número 1, avanzando sobre Av. Revolución llegando a Plaza Juárez. Los inconformes exigen bajar la tarifa a cuatro pesos y mejorar el servicio y número de vehículos.